# Orléans
Cet article possède un paronyme, voir Orléat.
Pour les articles homonymes, voir Orléans (homonymie).
Orléans (/ɔʁ.le.ɑ̃/ ) est une commune française située sur les rives de la Loire, préfecture du département du Loiret et chef-lieu de la région Centre-Val de Loire.
Située au cœur du Val de Loire et aux portes des régions naturelles de la forêt d'Orléans, de la Sologne et de la Beauce, et à environ 120 kilomètres au sud de Paris, Orléans est, en 2022, la deuxième commune la plus peuplée de la région Centre-Val de Loire  après Tours avec 116 344 habitants. En 2022, la ville est la commune-centre d'une aire d'attraction peuplée de 458 814 habitants et d’une intercommunalité, Orléans Métropole, comprenant 22 communes et 290 346 habitants. Ses habitants s'appellent les Orléanais.
La figure de Jeanne d'Arc est indissociable de l'histoire de la ville, puisqu'elle joua un rôle décisif le 8 mai 1429 en délivrant la ville du siège des Anglais durant la guerre de Cent Ans. Sa figure omniprésente se dresse fièrement sur la place du Martroi, dans la cathédrale Sainte-Croix ou encore devant l'ancien hôtel de ville. Chaque année, la ville lui rend hommage lors des fêtes johanniques, inscrites depuis 2018 à l'inventaire du patrimoine culturel immatériel en France.
La ville doit son développement dès l'Antiquité aux échanges commerciaux issus de la Loire. Important port de commerce fluvial, sa position plus ou moins à mi-distance de la source de la Loire et de son embouchure et au point du fleuve le plus rapproché de la Seine, en a fait le siège effectif de la « Communauté des marchands fréquentant la rivière de Loire ». Théâtre de la guerre de Cent Ans et terre de nombreux sacres royaux, la ville présente une grande richesse historique et patrimoniale qui lui permet d'intégrer depuis 2009 le cercle des villes d'art et d'histoire.

## Géographie

### Situation
Capitale de l'Orléanais, la ville se situe à environ 120 kilomètres au sud-ouest de Paris. Orléans est entourée par plusieurs régions naturelles : la Sologne se déploie au sud alors que les plaines de Beauce s'étendent vers le nord, avec la forêt d'Orléans.
Orléans se trouve dans le coude septentrional de la Loire, qui la traverse d'est en ouest. La ville appartient au secteur de la vallée de la Loire situé entre Sully-sur-Loire et Chalonnes-sur-Loire, qui a été classé patrimoine mondial de l'humanité par l'UNESCO en l'an 2000. Dans les années 1960 a été créé le quartier Orléans-la-Source, sur des terrains achetés à la commune de Saint-Cyr-en-Val, à une dizaine de kilomètres au sud de la ville originelle. Bien que ce quartier soit séparé du centre par le Val d'Orléans et le Loiret qui prend sa source dans le Parc floral de la Source, il est territorialement contigu au quartier de Saint-Marceau. Situé hors du lit majeur de la Loire, le quartier de la Source a une altitude variant de 100 à 110 mètres environ.
Au nord de la Loire (rive droite - cote 102 au pont Georges V, cote 110 à la place du Martroi), se trouve une petite butte qui monte légèrement jusqu'à la cote 125 à la Croix Fleury, à la limite de Fleury-les-Aubrais.

Inversement, le sud (rive gauche) présente une légère dépression autour de 95 mètres d'altitude (à Saint-Marceau) entre la Loire et le Loiret. Situé dans le lit majeur de la Loire, ce secteur est classé en zone inondable.

L'arc du pont de l'Europe, dernier pont construit sur la Loire à Orléans.

### Communes limitrophes et bourgs proches
Dans la figure qui suit, les distances données sont celles à vol d'oiseau et le nombre d'habitants pour chaque ville apparaît en plaçant la souris sur le point représentant la ville. Les noms en gras sont ceux des communes limitrophes ; Orléans en a dix.

### Géologie et relief

Carte géologique de la commune de Orléans.
Fz : Alluvions récentes des lits mineurs (Holocène)
Fy : Alluvions récentes des levées et montilles de la Loire (Holocène)
Fw : Alluvions de haute terrasse de la Loire (Pléistocène (Riss))
m2MSO : Marnes et sables de l'Orléanais (Burdigalien)
m2MCO : Marnes et calcaires de l'Orléanais (Burdigalien)
m1CPi : Calcaires de Pithiviers (Aquitanien)

La commune est située dans le Bassin parisien, entre Beauce, Val de Loire et Sologne, une zone drainée par la Loire et ses affluents. Ce plateau est essentiellement constitué par des formations continentales d'âges Oligocène et Miocène qui reposent sur une assise profonde âgée du Crétacé supérieur. Un calcaire lacustre d'âge Aquitanien (le "Calcaire de Beauce") peut affleurer mais est recouvert par des dépôts argilo-sableux d'origine fluviatile âgés du Burdigalien. Les principaux dépôts alluvionnaires du Quaternaire occupent les vallées de la Loire et du Loiret.
Sur le plan géologique, la commune est décomposée en trois parties,, : 
- le plateau orléanais, au nord, en rive droite de la Loire, où affleurent différentes formations : 
  - le calcaire de Pithiviers (m1CPi) affleurant en bordure de la Loire, et constituant la partie supérieure de la formation du Calcaire de Beauce,
  - les marnes et calcaires de l'Orléanais (m2MCO) principalement sous le territoire intra-muros orléanais,
  - les marnes et sables de l'Orléanais (m2MSO) au nord de la commune, qui sont les premiers dépôts du Burdigalien (de – 20,44 à – 15,97 millions d'années) : des sables essentiellement composés de grains de quartz émoussés, accompagnés de feldspaths kaolinisés, de silex à patine noire et de graviers calcaires particulièrement fréquents à la base de la formation[9],[10],
  - les sables et argiles de Sologne (m3-p1SASO), datés du Langhien supérieur au Pliocène inférieur, une formation composée de sables argileux très grossiers à fins et de lentilles d'argile verte, pure ou sableuse, qui affleure dans deux petites poches en limite des communes de Fleury-les-Aubrais et de Saint-Jean-de-la-Ruelle[11] ;
- la plaine alluviale constituant le lit majeur de la Loire, est composée d'alluvions récentes (Fy et Fz), datant de l'Holocène. Les sables de la Loire sont essentiellement constitués par des minéraux provenant de la désagrégation des roches granitiques et métamorphiques du Massif central auxquels s'ajoutent principalement, sous forme de graviers et galets, des éléments locaux provenant de l'érosion de roches sédimentaires[5] ;
- les limites du plateau solognot, au sud, sous le quartier Saint-Marceau, sont constituées par des alluvions plus anciennes, des alluvions de haute terrasse de la Loire (Fw), datant du Pléistocène.

Le calcaire de Beauce, qui constitue l'assise géologique d'Orléans, est fissuré et donne lieu à des phénomènes karstiques. Les circulations préférentielles d'eaux souterraines dissolvent la roche calcaire en profondeur, créant des cavités souterraines et pouvant entraîner la formation en surface de dolines et de fontis. En octobre 2003, 704 cavités ont été inventoriées sur la commune par le service régional géologique du Centre-Val de Loire (BRGM), dont un très grand nombre de carrières résultant de l'exploitation ancienne du Calcaire de Pithiviers, qui fournissait des moellons,.
Le territoire communal est relativement plat puisque le dénivelé maximal est de 34 mètres : l'altitude du territoire varie de 90 mètres à 124 mètres,.

### Climat
Pour des articles plus généraux, voir Climat du Centre-Val de Loire et Climat du Loiret.
En 2010, le climat de la commune est de type climat océanique dégradé des plaines du Centre et du Nord, selon une étude du CNRS s'appuyant sur une série de données couvrant la période 1971-2000. En 2020, Météo-France publie une typologie des climats de la France métropolitaine dans laquelle la commune est exposée à un climat océanique altéré et est dans la région climatique Moyenne vallée de la Loire, caractérisée par une bonne insolation (1 850 h/an) et un été peu pluvieux.
Pour la période 1971-2000, la température annuelle moyenne est de 11 °C, avec une amplitude thermique annuelle de 15,3 °C. Le cumul annuel moyen de précipitations est de 679 mm, avec 11,1 jours de précipitations en janvier et 7,1 jours en juillet. Pour la période 1991-2020, la température moyenne annuelle observée sur la station météorologique de Météo-France la plus proche, sur la commune de Fleury-les-Aubrais à 3 km à vol d'oiseau, est de 11,7 °C et le cumul annuel moyen de précipitations est de 728,8 mm,.
| Mois                                  | jan.           | fév.             | mars           | avril         | mai           | juin         | jui.           | août          | sep.           | oct.            | nov.           | déc.             | année     |
| ------------------------------------- | -------------- | ---------------- | -------------- | ------------- | ------------- | ------------ | -------------- | ------------- | -------------- | --------------- | -------------- | ---------------- | --------- |
| Température minimale moyenne (°C)     | 1,4            | 0,9              | 3              | 5             | 8,7           | 11,9         | 13,8           | 13,5          | 10,2           | 7,8             | 4,2            | 1,9              | 6,9       |
| Température moyenne (°C)              | 4,3            | 4,8              | 7,9            | 10,6          | 14,3          | 17,7         | 19,9           | 19,8          | 16,1           | 12,3            | 7,6            | 4,8              | 11,7      |
| Température maximale moyenne (°C)     | 7,3            | 8,7              | 12,9           | 16,3          | 19,9          | 23,5         | 26             | 26,1          | 21,9           | 16,7            | 11             | 7,7              | 16,5      |
| Record de froid (°C) date du record   | −19 17.01.1985 | −13,8 07.02.1991 | −13,1 01.03.05 | −4,5 11.04.03 | −1 05.05.1979 | 0 05.06.1991 | 3,1 16.07.1984 | 4 26.08.1993  | 0,5 30.09.1988 | −4,6 21.10.10   | −11 23.11.1993 | −12,8 30.12.1985 | −19 1985  |
| Record de chaleur (°C) date du record | 17 30.01.02    | 22,2 27.02.19    | 24,5 16.03.12  | 29,7 30.04.05 | 32 27.05.05   | 38 29.06.19  | 41,5 25.07.19  | 40,4 10.08.03 | 35 15.09.1982  | 33,1 01.10.1985 | 24 01.11.14    | 19,4 16.12.1989  | 41,5 2019 |
| Précipitations (mm)                   | 59,4           | 55,3             | 51,5           | 52            | 74,6          | 52,9         | 58,1           | 58,4          | 56,3           | 66,8            | 68,6           | 74,9             | 728,8     |

## Toponymie
Orléans était, à l'époque antique, une place forte de la tribu des Carnutes connue sous le nom de Cenabum ou Genabum. Son conquérant romain César en parle dans le livre VII de son Bellum Gallicum. Né d'un démembrement de la Civitas Carnutum, Cenabum était la capitale de la Civitas Aurelianorum, nom qui lui fut donné par les colons romains issus principalement de la gens Aurelia qui la peuplèrent. C'est la civitas qui donnera, comme c'est souvent le cas, son nom à la ville actuelle et ce nom évoluera progressivement vers l'actuel toponyme, Orléans.

## Histoire

### Antiquité

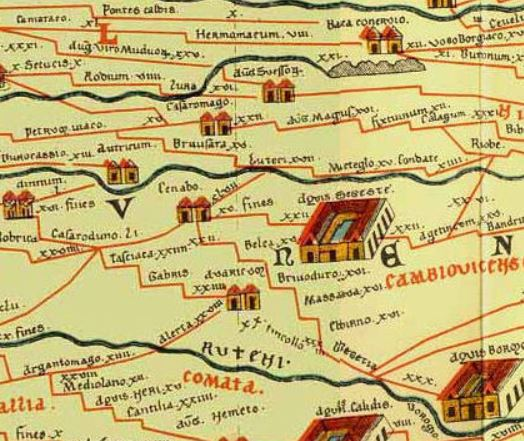
Cenabum, sur un extrait de la Tabula Peutingeriana.

Cenabum a été fondée pendant l'Antiquité. Elle fut une place forte gauloise, l'une des villes principales de la tribu des Carnutes dont l'assemblée annuelle des druides est restée célèbre. La métropole des Carnutes était alors Chartres. Port de commerce majeur pour la corporation des nautes de la Loire, Orléans fut le lieu d'un célèbre massacre des marchands internationaux par un parti autochtone. Cet évènement donna un prétexte à César, alors en campagne pour la conquête de la Gaule : il extermina les habitants et incendia la ville en 52 av. J.-C.
Une nouvelle ville fut bâtie sur les ruines de Cenabum par l'empereur romain Aurélien qui l'a refondée comme capitale d'une nouvelle civitas détachée des Carnutes. Elle fut nommée urbs Aurelianorum ou civitas Aurelianorum (en français : cité des Aurelii ou Orléanais), puis au neuvième siècle, Aurelianum, et enfin, Orléans par simplification et évolution phonétique. La ville a toujours été un point de passage stratégique de la Loire car elle se situe sur le point du fleuve le plus au nord, donc au plus près de Paris. Or les ponts étaient rares et la Loire dangereuse.
Accompagnés des Vandales, les Alains franchissent la Loire en 408. Un de leurs groupes, dirigé par Goar, accepte de se joindre aux forces armées romaines. Aetius l'installe sur la Loire et à Orléans. Mais ces Alains, turbulents, sont très mal perçus par les autochtones. Un jour, estimant ne pas être payés assez vite ou suffisamment, ils n'hésitent pas à tuer des sénateurs d'Orléans.
À Orléans toujours, sous le roi Sangiban, les Alains se joignent aux forces d'Aetius qui s'opposent à Attila qui avait envahi la Gaule vers 450. Attila assiège Orléans en 451, et y est défait par la coalition d'Aetius, de Mérovée et de Théodoric. Ils prennent part à la bataille des champs Catalauniques. Une centaine de localités de l'Orléanais se souviennent de l'installation de ce peuple : Allaines, Allainville, etc.
La bataille d'Orléans se déroula en 463 entre les forces de l'Empire romain du magister militum Ægidius, soutenu par Childéric Ier, et les troupes du royaume wisigoth. Frédéric, le frère du roi wisigoth Euric, y est tué selon la chronique d'Hydace de Chaves.

### Moyen Âge
Au Moyen Âge, Orléans est l'une des trois villes les plus riches de France avec Rouen et Paris, toujours grâce à sa proximité avec cette dernière et sa situation sur la Loire.
À l'époque mérovingienne, Orléans est la capitale du royaume d'Orléans à la suite du partage en quatre du royaume de Clovis Ier. Clovis y tient, en 511, un concile important tant religieusement que politiquement.
Deux siècles plus tard, Orléans joue un grand rôle lors de la renaissance carolingienne.
À l'époque capétienne, Orléans est la capitale d'un comté puis d'un duché tenu en apanage par la maison de Valois-Orléans. C'est dans la cathédrale d'Orléans, fief de la famille capétienne, qu'a lieu, en 987, le double sacre d'Hugues Capet et de son fils Robert II le Pieux (né et baptisé à Orléans), pierre angulaire d'un pouvoir de huit siècles. Pour cette raison, le comté (puis à partir du XIVe siècle le duché) d'Orléans était traditionnellement donné en apanage au fils cadet du roi.
Les monastères et leurs écoles se multiplient.

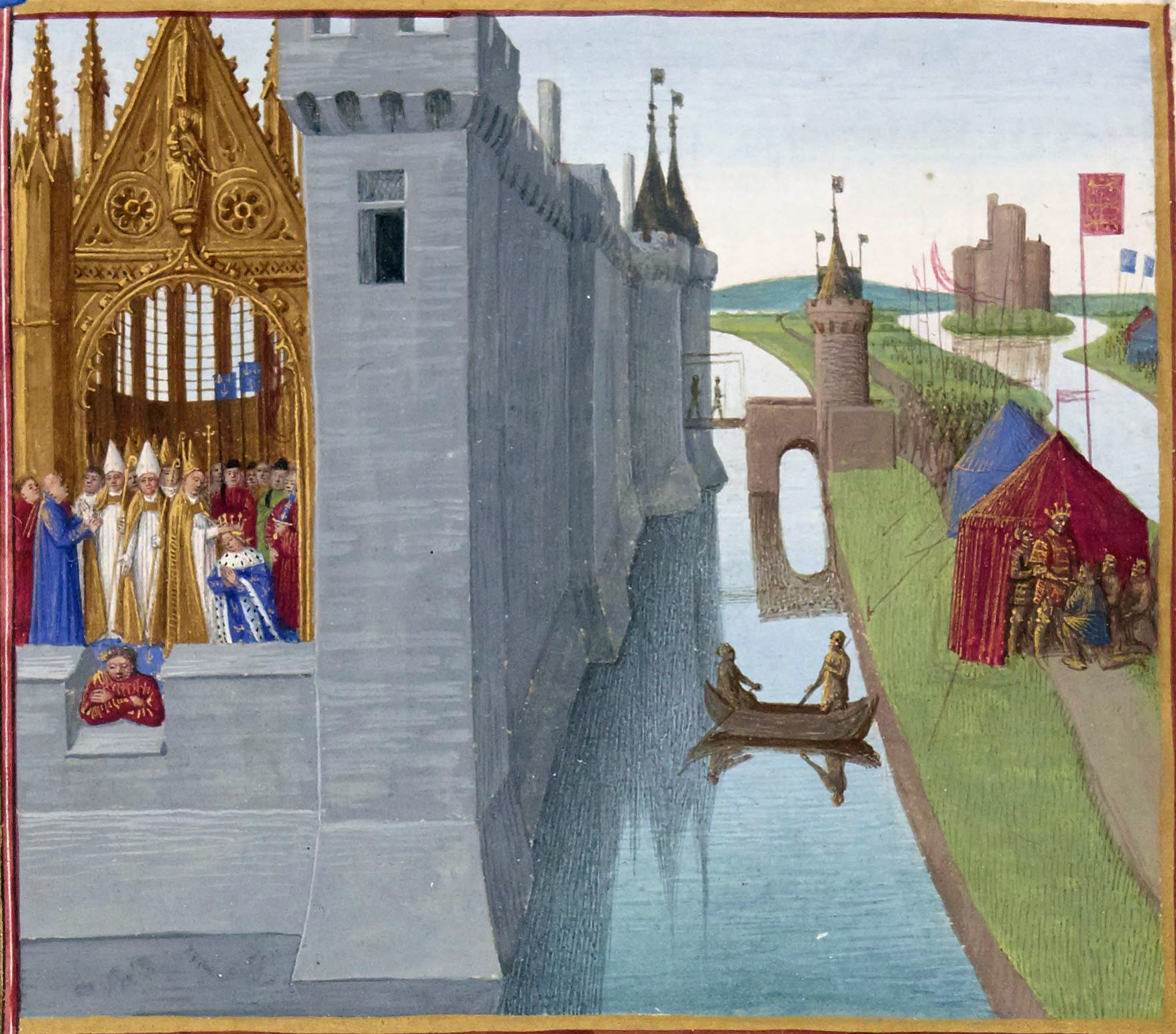
Couronnement de Louis VI le Gros.

En 1108, Louis VI le Gros est sacré dans la cathédrale d'Orléans par l'archevêque de Sens. Il s'agit d'un des rares sacres capétiens n'ayant pas eu lieu à Reims. Il empêche la création d'institutions communales en 1138.
En 1306, l'université d'Orléans, la quatrième de France après Paris, Toulouse et Montpellier, est fondée par le pape Clément V. Attirant des intellectuels de toute l'Europe, elle se spécialise dans le droit. Elle contribue au prestige de la ville.
Le titre de duc d'Orléans est créé en 1306 par le roi de France. Les ducs d'Orléans, dont le duché a été fondé au XIVe siècle, ne venaient presque jamais dans leur ville. Orléans est alors là capitale de cette province royale. En tant que frères ou cousins du roi, ils faisaient partie de sa Cour et avaient peu l'occasion de la quitter. Officiellement leur château était celui de Blois. Le duché d'Orléans était le plus vaste de tous. Il débutait à Arpajon, continuait à Chartres, Vendôme, Blois, Vierzon, Montargis. Le fils du duc portait le titre de duc de Chartres. Les héritages de grandes familles et les mariages ont permis aux ducs d'accumuler une richesse colossale.

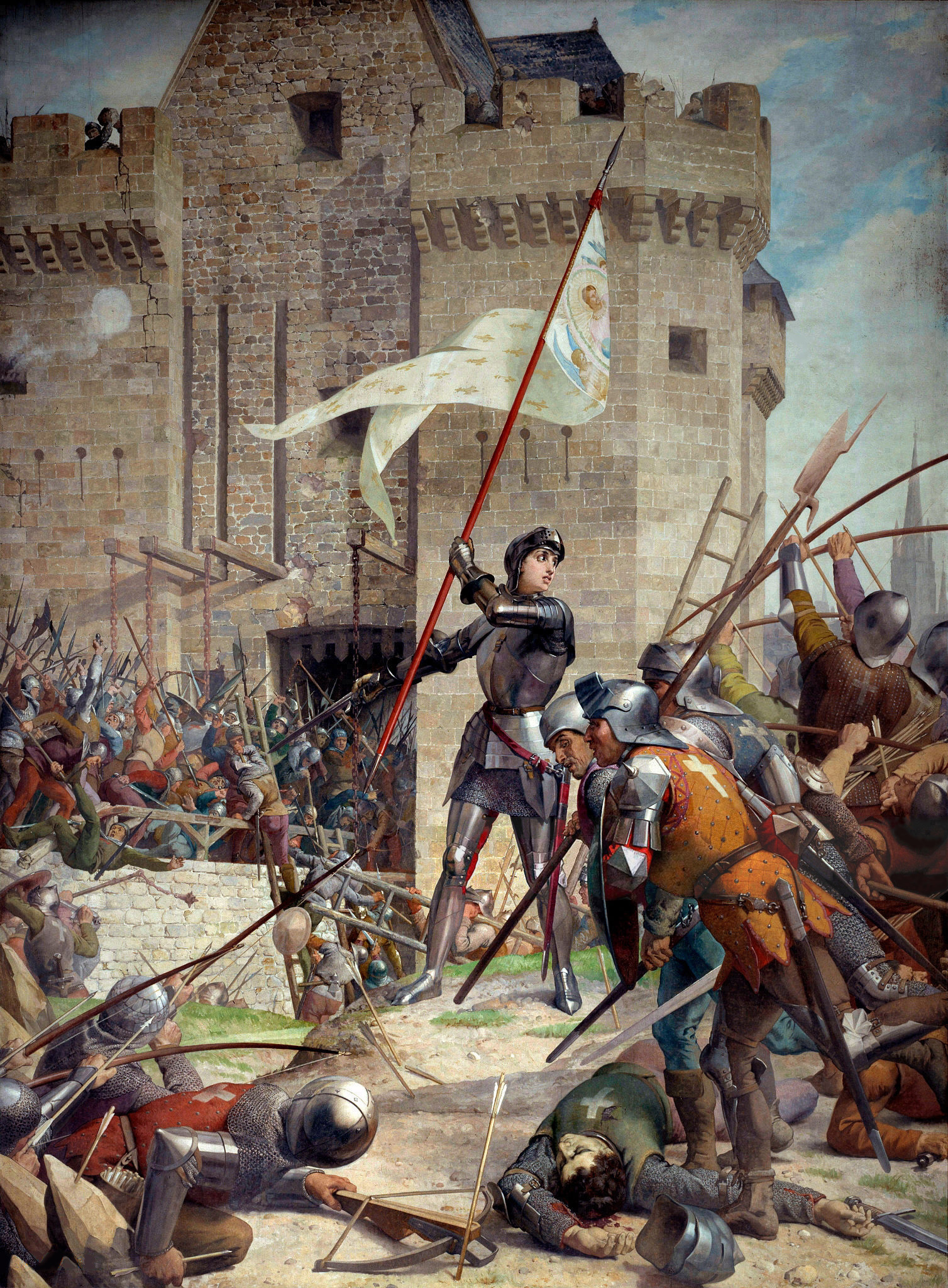
Libération d'Orléans.

Orléans est aussi la ville de Jeanne d'Arc. Pendant la guerre de Cent Ans, cette jeune femme a joué un rôle très important à Orléans. En 1428, les Anglais assiègent la ville. Sur la rive sud, un châtelet dit « des Tourelles » protégeait l'accès au pont. La levée du siège de la ville, en 1429 par Jeanne d'Arc marque le début de la reconquête des territoires occupés par les Anglais. La ville qui était assiégée en vain depuis des mois par les Anglais fut libérée le 8 mai 1429, avec l'aide des grands généraux du royaume, Dunois et Florent d'Illiers. Les habitants lui vouèrent dès lors une admiration et une fidélité qui durent encore aujourd'hui (fêtes johanniques d'Orléans). Ils la nommèrent « la pucelle d'Orléans » et lui offrirent une maison bourgeoise dans la ville. Les habitants contribuèrent également à la rançon pour la délivrer lorsque celle-ci fut faite prisonnière, en vain, car Charles VII, le dauphin devenu roi grâce à elle, garda l'argent pour lui. La ville finança aussi un monument commémoratif établi sur le pont de la Loire dès la fin du XVe siècle. Le monument, détruit en 1562 par les huguenots, puis reconstruit, est à nouveau détruit en 1792.
Une fois la guerre de Cent Ans terminée, la ville retrouva sa prospérité. La situation stratégique de son pont lui a permis de collecter les droits de passage. La ville attirait des commerçants de partout.

### Époque moderne
Le roi Louis XI a largement contribué à la prospérité de la ville. Il dynamisa l'agriculture de l'Orléanais. Les terres exceptionnelles de la Beauce favorisent les cultures. Il relança la culture du safran à Pithiviers. Aux XVe et XVIe siècles, la ville est l'une des plus belles de France. Églises et hôtels particuliers s'y multiplient.

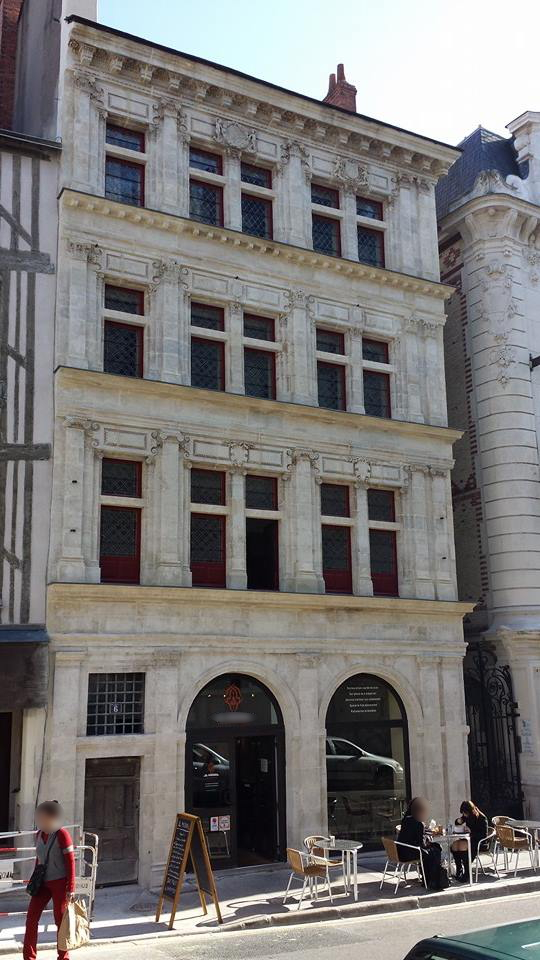
Maison d'un marchand (XVIe s.).

La famille de Valois-Orléans accédera au trône de France par Louis XII puis François Ier. Plus tard à la Renaissance la ville bénéficia des passages des riches châtelains allant dans le Val-de-Loire devenu très à la mode, à commencer par le roi lui-même, Chambord, Amboise, Blois, Chenonceau étant des domaines royaux.

Drapeau de la province de l'Orléanais.

Les guerres de Religion troublent fortement cette prospérité. La ville abrite de nombreux protestants, d'abord des étudiants germaniques, puis des Orléanais convertis. Jean Calvin est reçu et hébergé à l'université d'Orléans. Il rencontre des luthériens et y écrit une partie de ses thèses réformistes. En remerciement de cette protection, le roi d'Angleterre Henry VIII, inspiré des pensées du réformateur pour la religion anglicane, offre une bourse à l'université.
Du 13 décembre 1560 au 31 janvier 1561, les états généraux y sont réunis. Le roi François II, fils aîné de Catherine de Médicis et d'Henri II, meurt le 5 décembre 1560 dans l'hôtel Groslot, avec à ses côtés sa femme, Marie Stuart.
Lors de la première guerre de Religion, Condé fait d'Orléans la capitale de l'insurrection protestante. De janvier à avril 1563, la ville subit un siège rude de la part des armées catholiques du duc de Guise, elle est reprise et ses remparts sont démantelés.

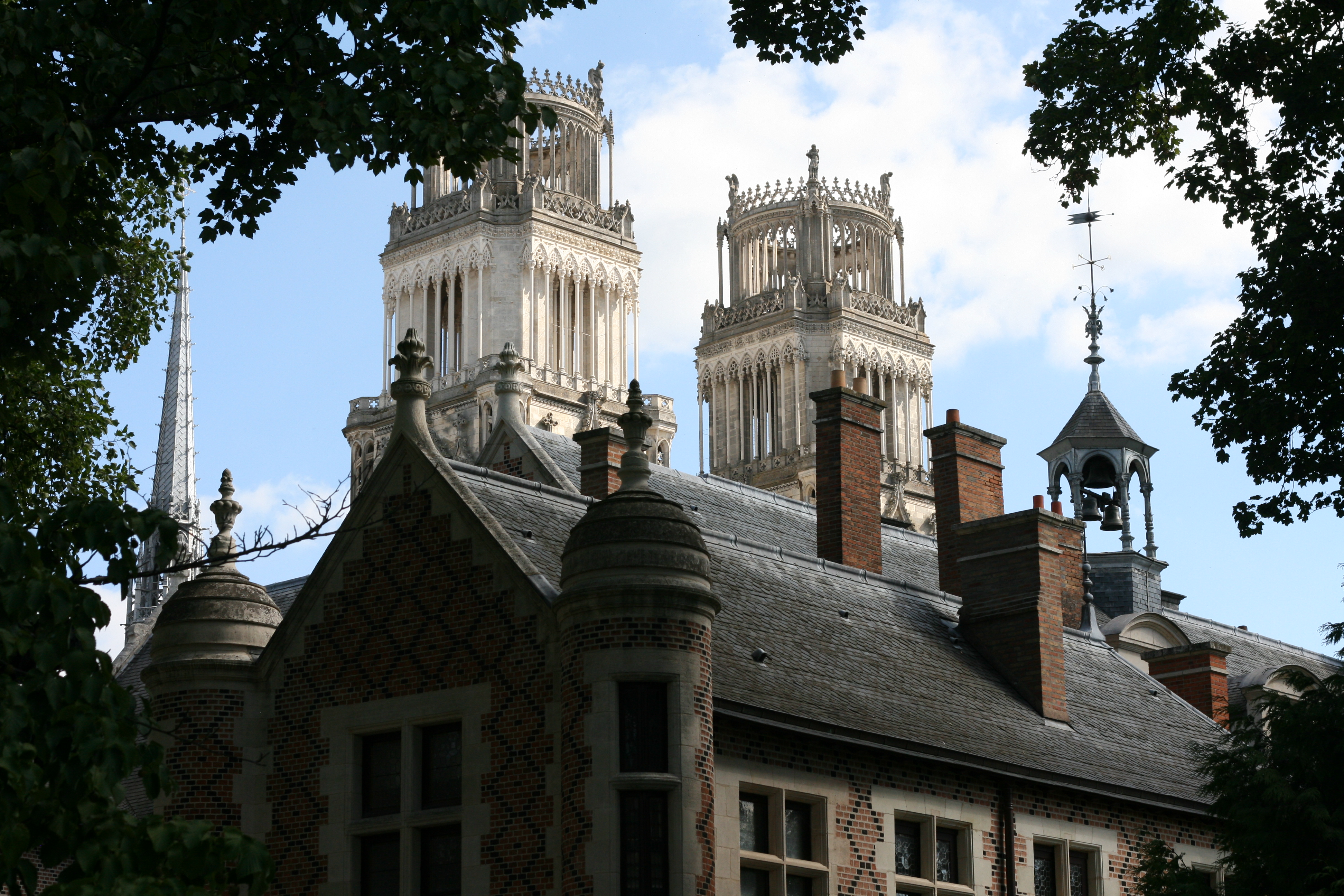
Cathédrale Sainte-Croix.

La cathédrale fut plusieurs fois reconstruite. La dernière version a vu sa première pierre posée par Henri IV, et les travaux s'étalèrent sur un siècle, offrant ainsi un mélange de style fin Renaissance et époque Louis XIV. Elle est l'une des dernières cathédrales construites en France.
Avec la révocation de l'édit de Nantes (1685), elle perd ses derniers protestants.
L'ordre monarchique engendre une nouvelle prospérité reposant sur le commerce fluvial qui atteint son apogée au XVIIIe siècle. C'est alors que la ville prend la forme qu'on lui connaît encore. La fortune locale repose à cette époque avant tout sur le commerce des vins et alcools produits localement, également la fabrication du vinaigre, le traitement et le commerce des sucres coloniaux (la ville compte alors 11 raffineries de sucre), et le travail des étoffes. D'autres corps de métiers, au nombre de 70, jouent aussi un rôle important ; il y a par exemple 10 blanchisseries pour la cire (le miel du Gâtinais est déjà connu à l'époque). Avec deux jours de marché par semaine (les mercredis et samedis), il s'y vend environ 1 500 muids de bled chaque semaine - 1 muid d'Orléans fait 600 livres, et 1 livre faisant en moyenne 450 g cela donne plus de 400 tonnes de céréales changeant de main chaque semaine.
Molière vint étudier le droit à Orléans. Il fut renvoyé de l'université pour avoir participé au carnaval, interdit par les règles non laïques de l'établissement.

### Révolution française

L'Orléanais dans ses limites du XVIII — dont Orléans était la capitale — et les communes et départements actuels.

En 1790, la province de l'Orléanais est démantelée et le département du Loiret est créé, avec Orléans comme chef-lieu. Début 1792, la ville  est choisie par la Législative afin d'y installer une haute cour pour juger des contre-révolutionnaires. Les premiers prisonniers y sont jugés, subséquemment acquittés en raison de la bienveillance de la cour. Le 29 août de la même année, Léonard Bourdon arrive dans la ville pour organiser l'arrivée des « Frères de Paris », une troupe de révolutionnaires qui doit inspecter les prisonniers en attente d'un jugement. La troupe libère les prisonniers et le conseil du département se rassemble afin d'avoir des ordres de Paris, qui souhaite que le prisonniers soient acheminés à Saumur. Nonobstant, les « Frères de Paris » refusent et décident d'emmener les prisonniers à Versailles où ils seront exterminés, sauf trois qui parviennent à s'échapper. À la suite de cet évènement, des émeutes éclatent dans toute la ville le 17 septembre. Des maisons de notables y sont incendiés et pillées. Le 16 mars 1793,  Léonard Bourdon est visé par un attentat qui le blesse légèrement. Par la suite, les auteurs des attentats y sont condamnés à la peine capitale et guillotinés le 12 juillet. La même année, des citoyennes orléanaises envoient une pétition à la Convention pour que les charges contre leurs maris soient abandonnées.  Anne Quatsault se déguise en homme pour entrer dans l'armée et obtient une pension en 1794.

### XIXesiècle
En 1852 est créée la compagnie du chemin de fer de Paris à Orléans, qui fait notamment édifier la gare d'Orsay à Paris. L'arrivée du chemin de fer et la perte des colonies sucrières bouleversent, pendant un temps, l'économie de la ville.
Lors de la guerre franco-allemande de 1870, la ville se présente encore comme enjeu géo-stratégique. Le 13 octobre 1870, la ville est occupée par les Prussiens. L'armée de la Loire est constituée sous les ordres du général d'Aurelle de Paladines et se base en Beauce à proximité de la ville.

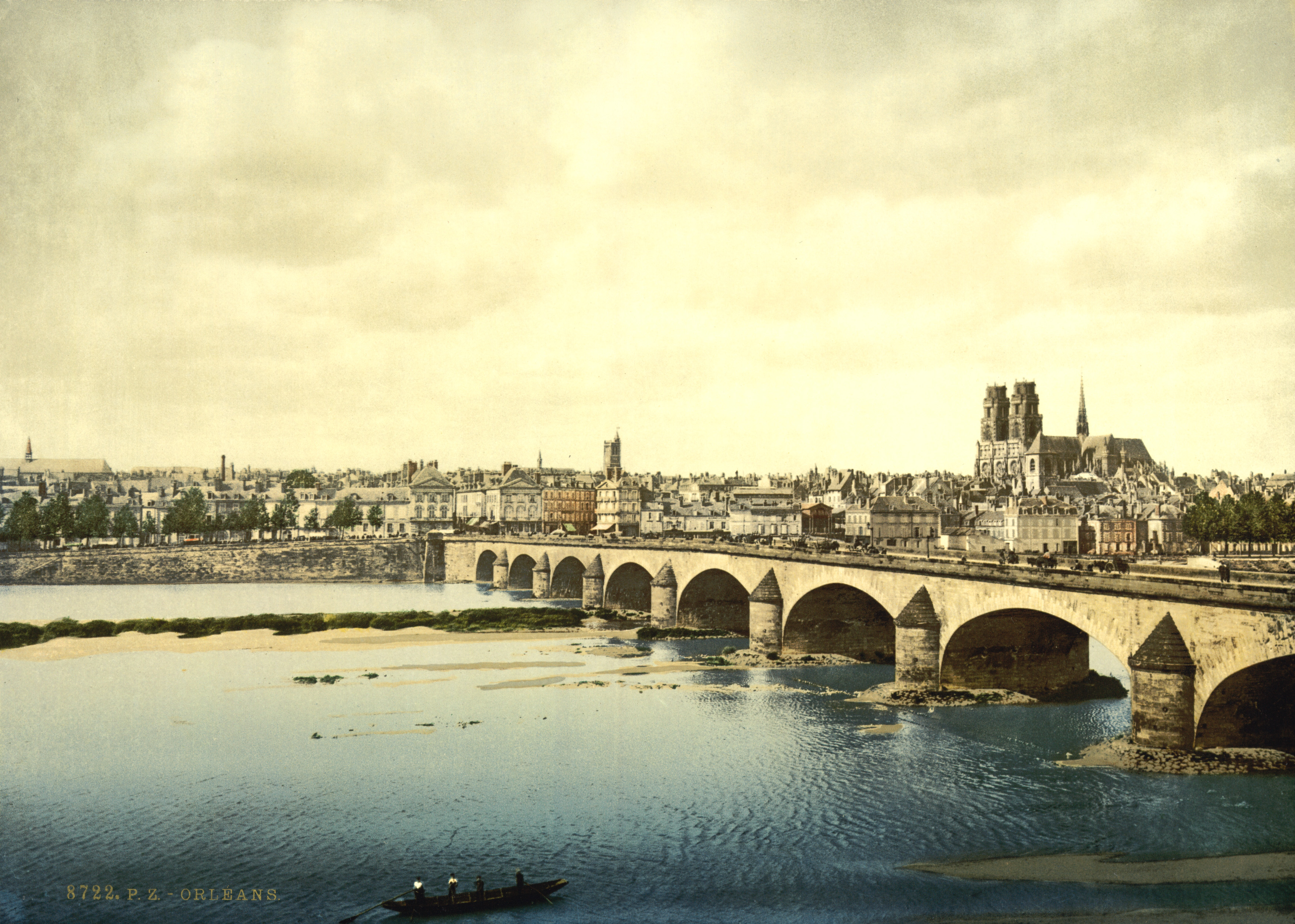
Vue d'Orléans depuis la Loire en 1895.
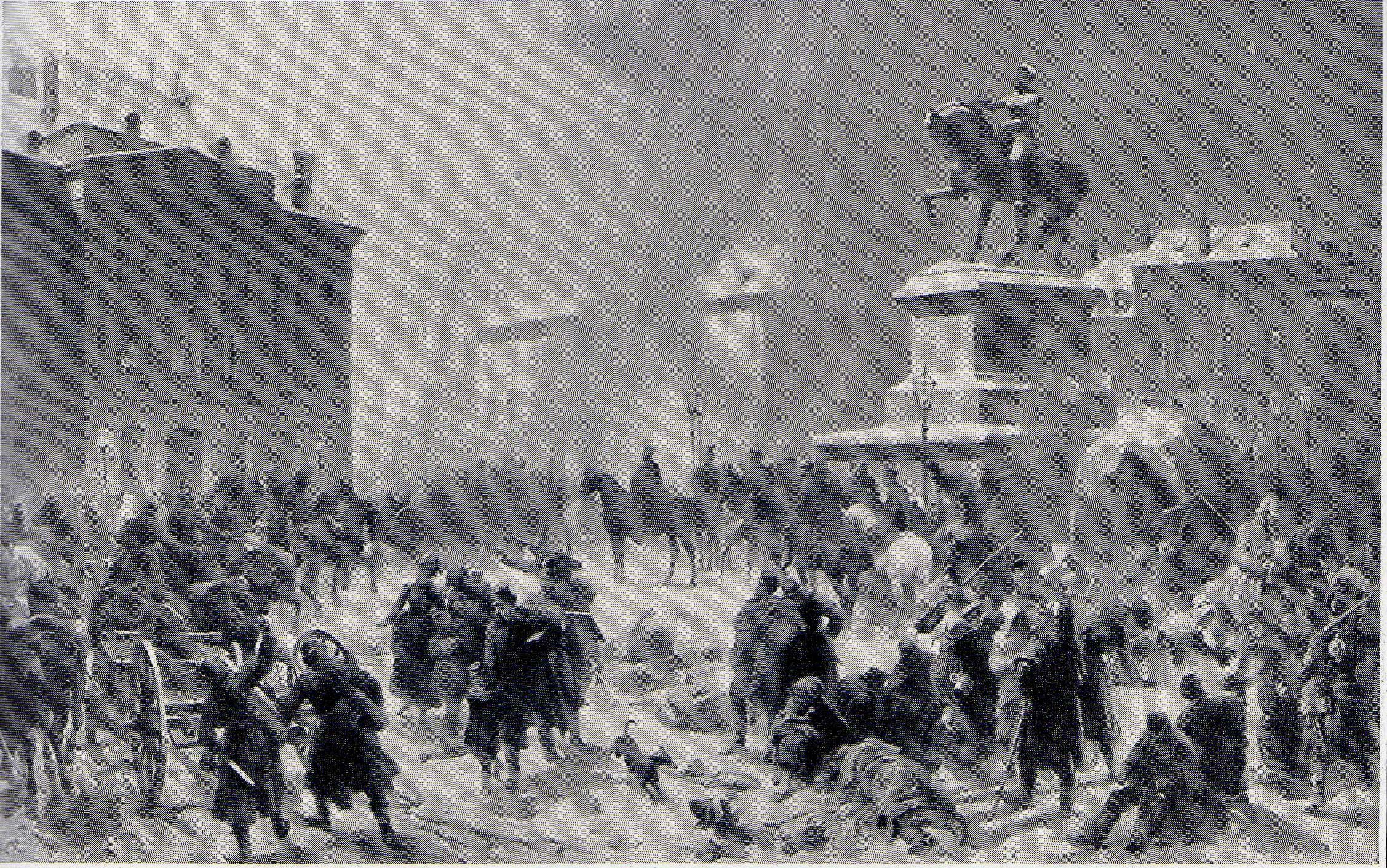
Entrée des Allemands à Orléans en 1870.
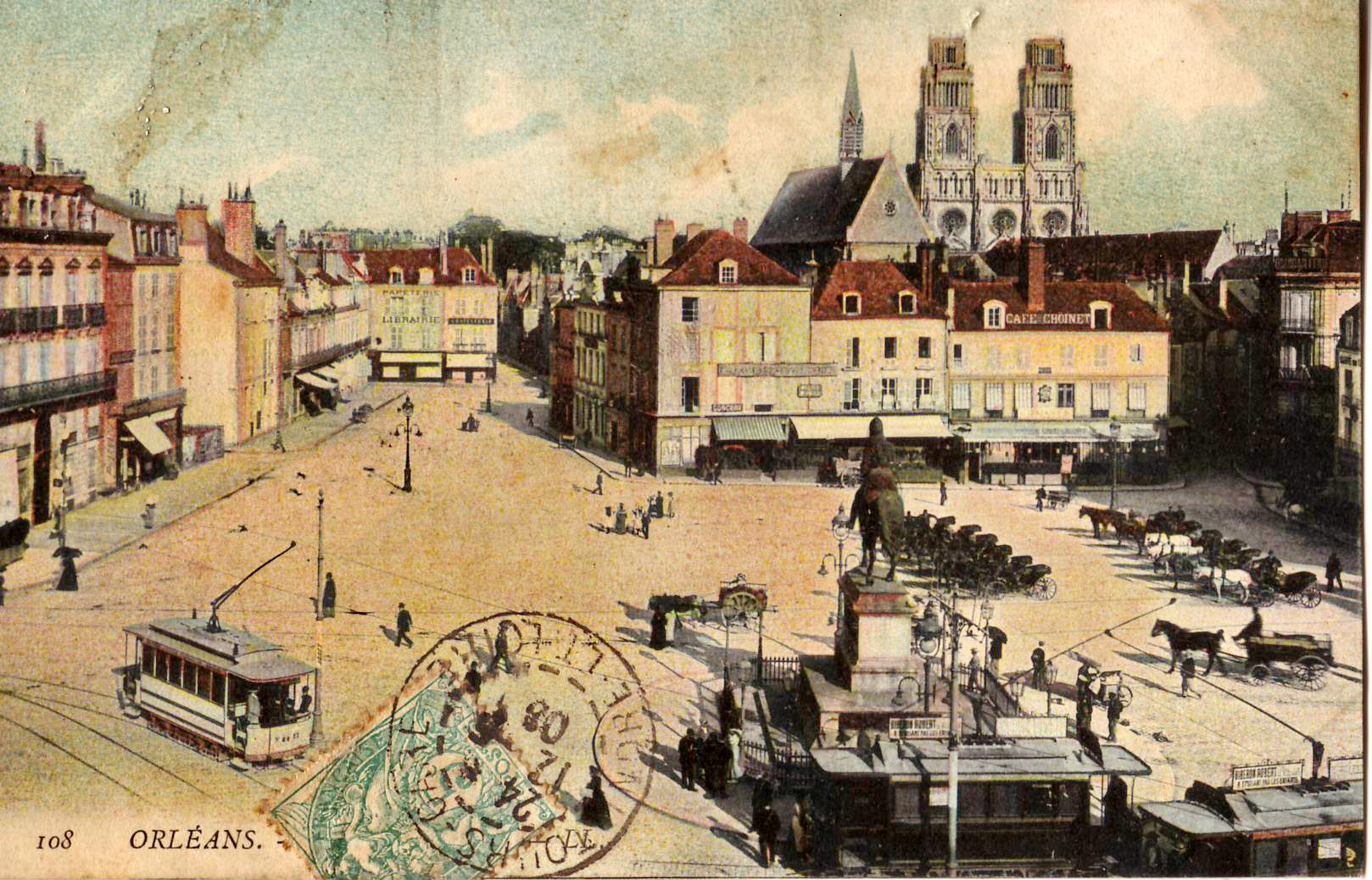
Premier réseau de tramway à traction hippomobile en 1877, électrifié à compter de 1899. Supprimé en 1938.
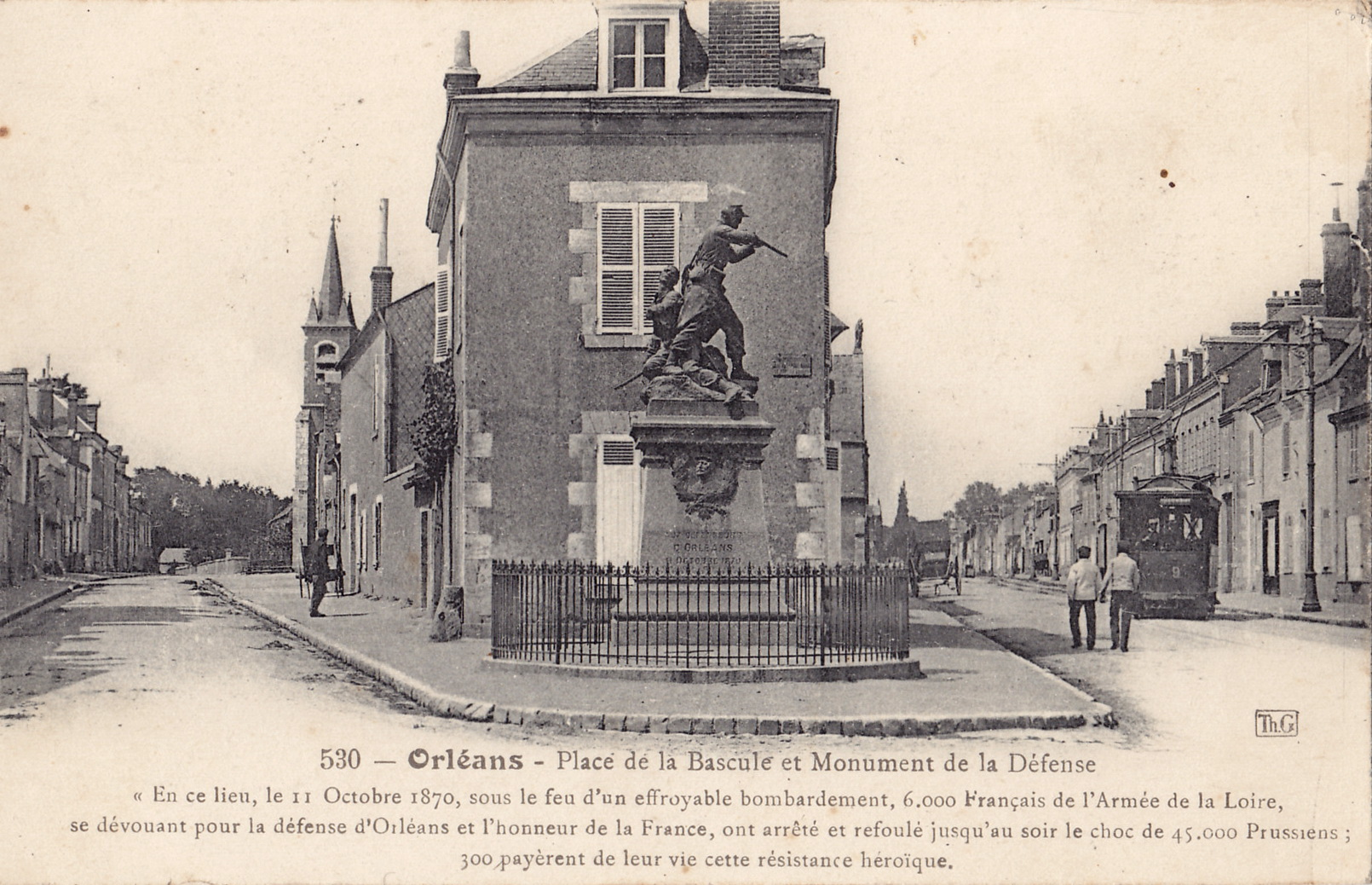
Faubourg Bannier (à droite) au début du XXe siècle, monument commémoratif du combat du 11 octobre 1870. Un tramway électrique circule sur la rue de droite.
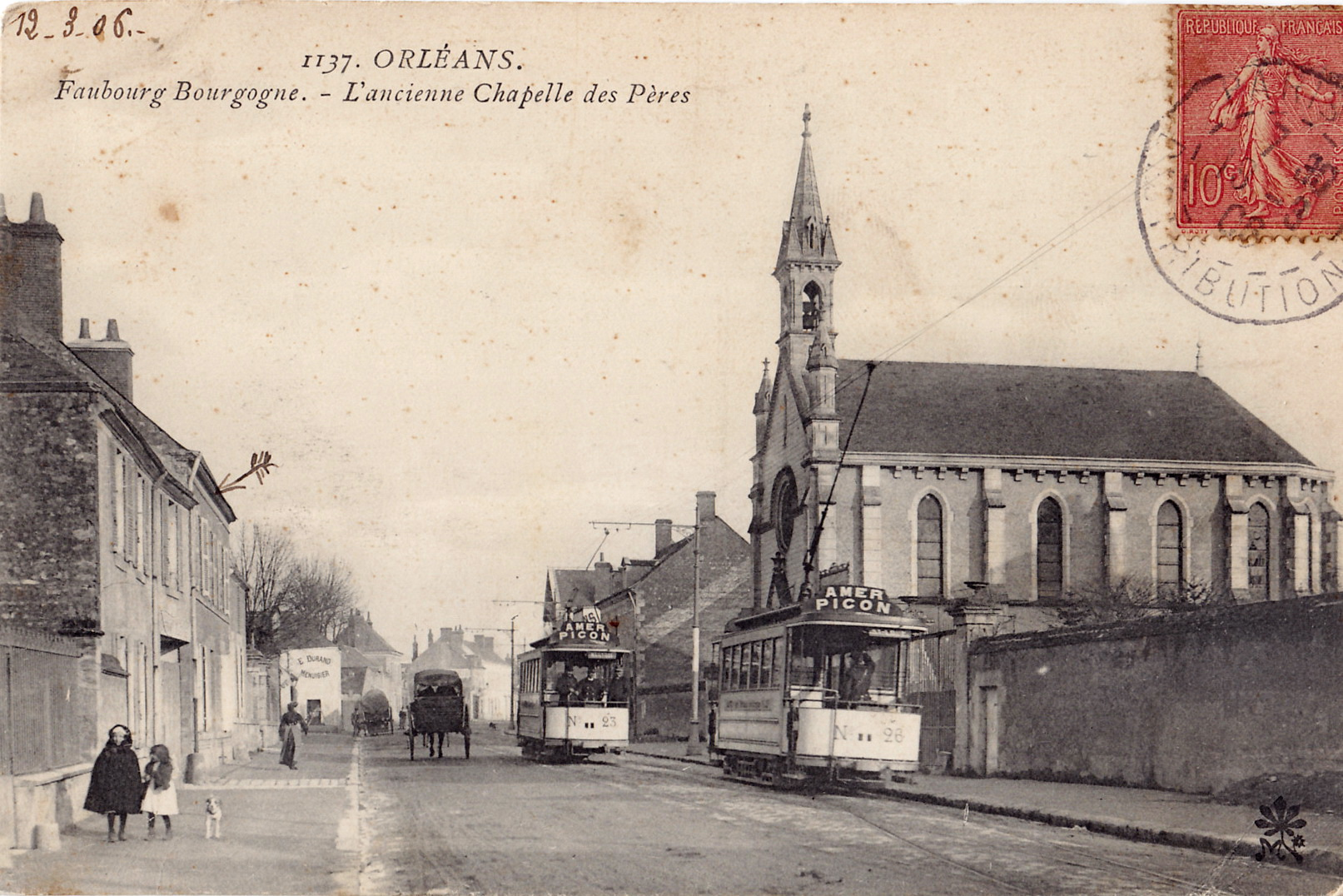
Faubourg Bourgogne et chapelle Saint-Loup au début du XXe siècle.
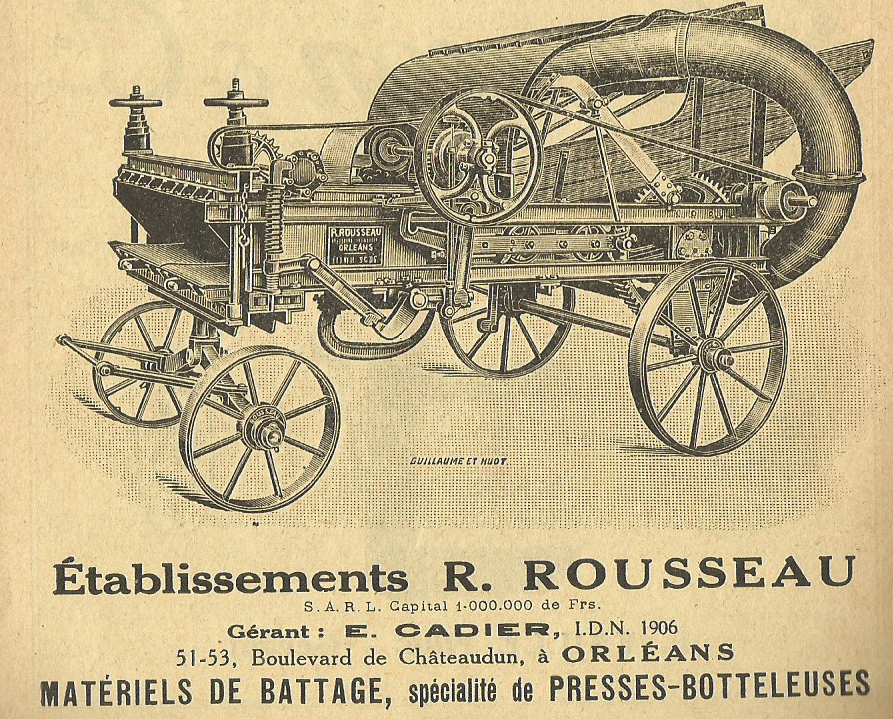
Établissements Rousseau de machinisme agricole à Orléans.
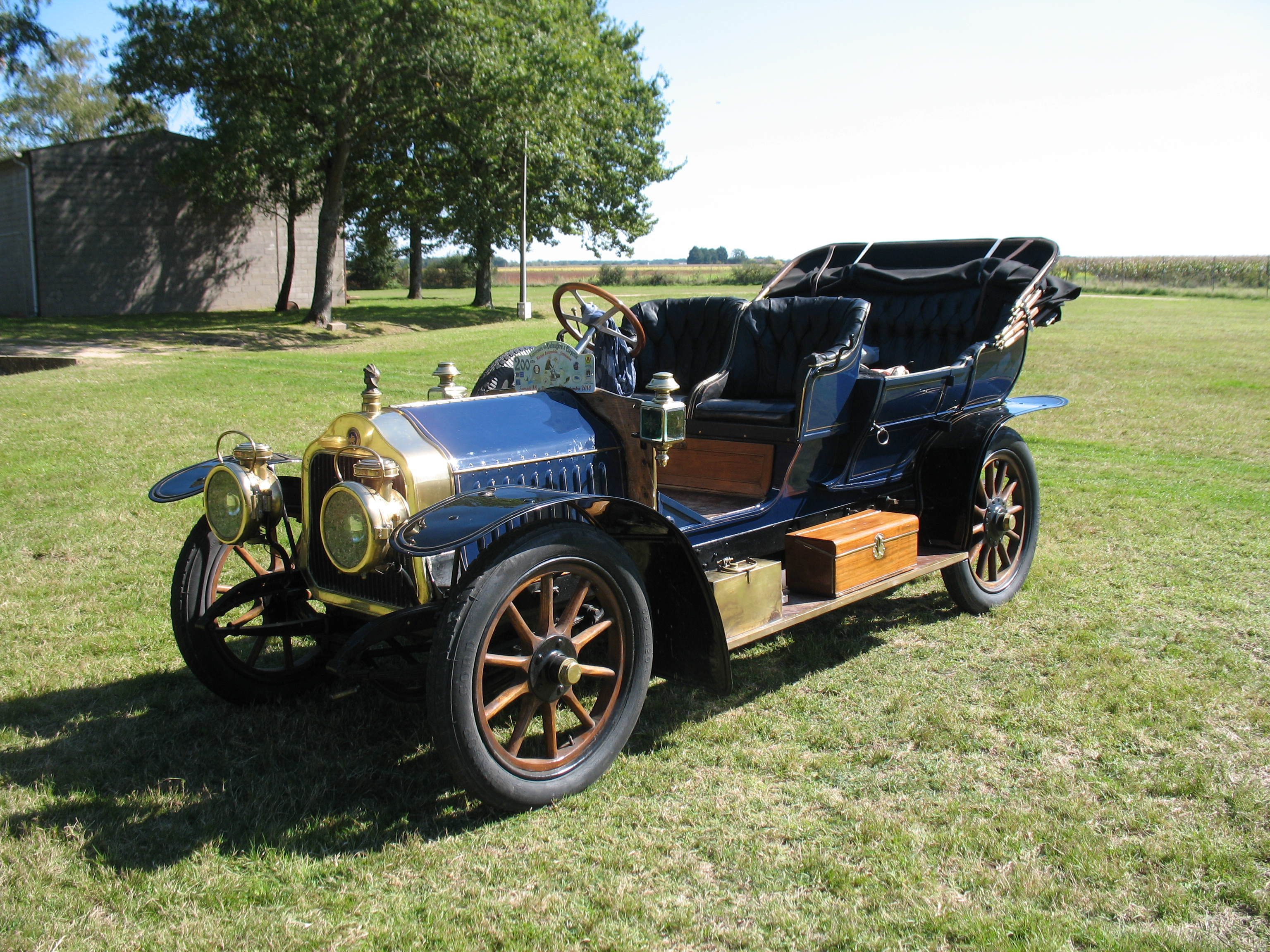
Delaugère et Clayette, constructeur automobile à Orléans.

### XXesiècle

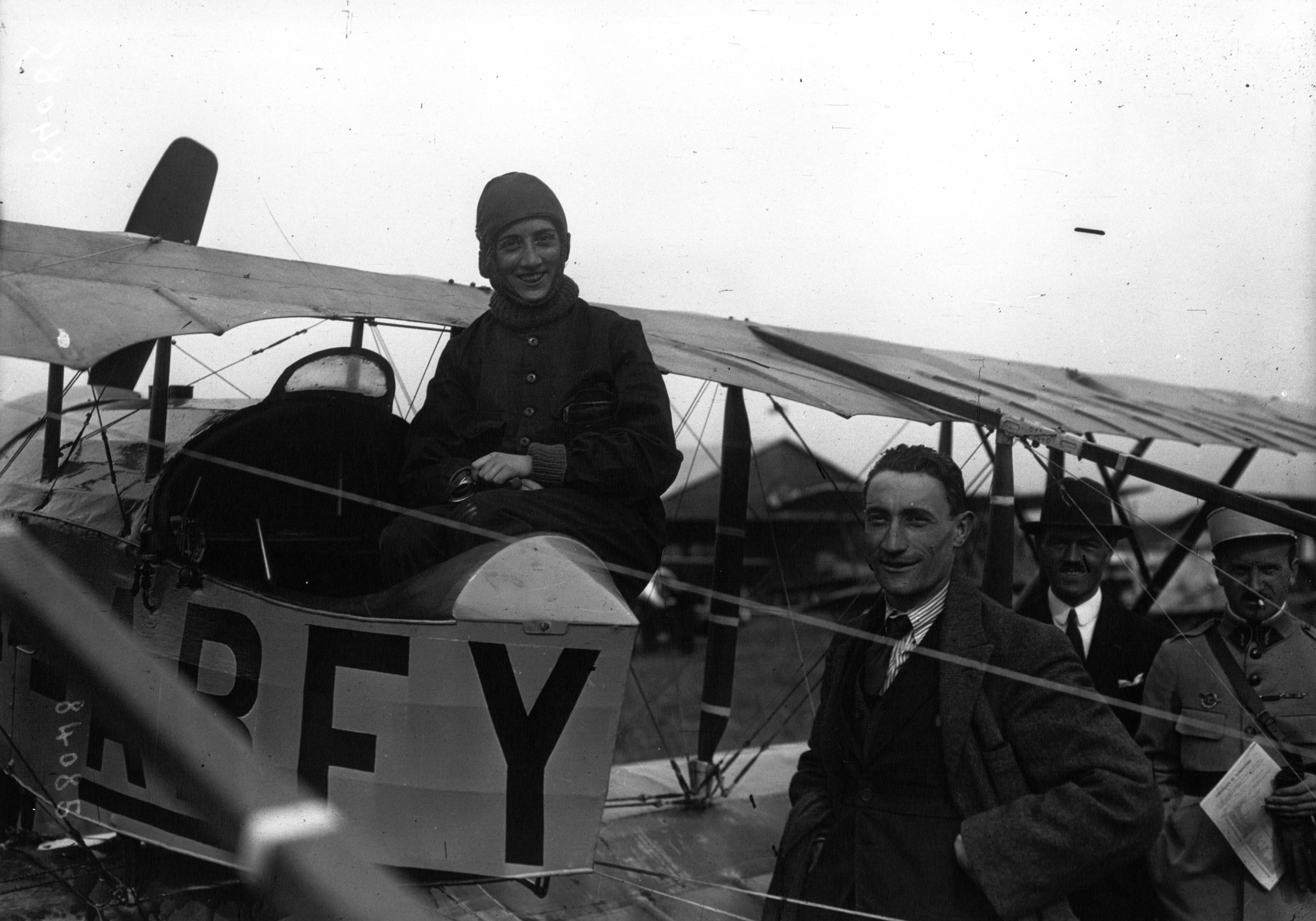
L'aviatrice Adrienne Bolland, première femme à effectuer la traversée de la Cordillères des Andes en 1920.

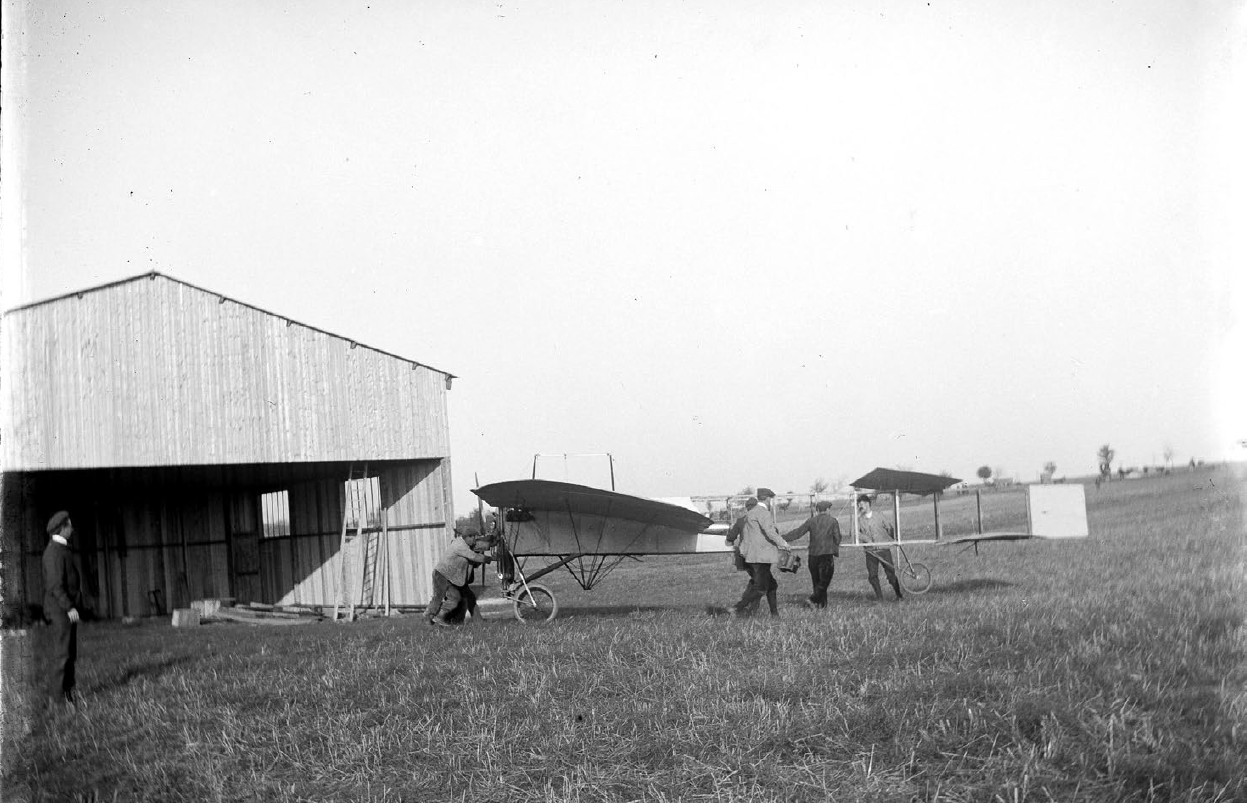
Aérodrome des Groues : Louis Blériot, trajet Toury-Artenay le 31 octobre 1908.

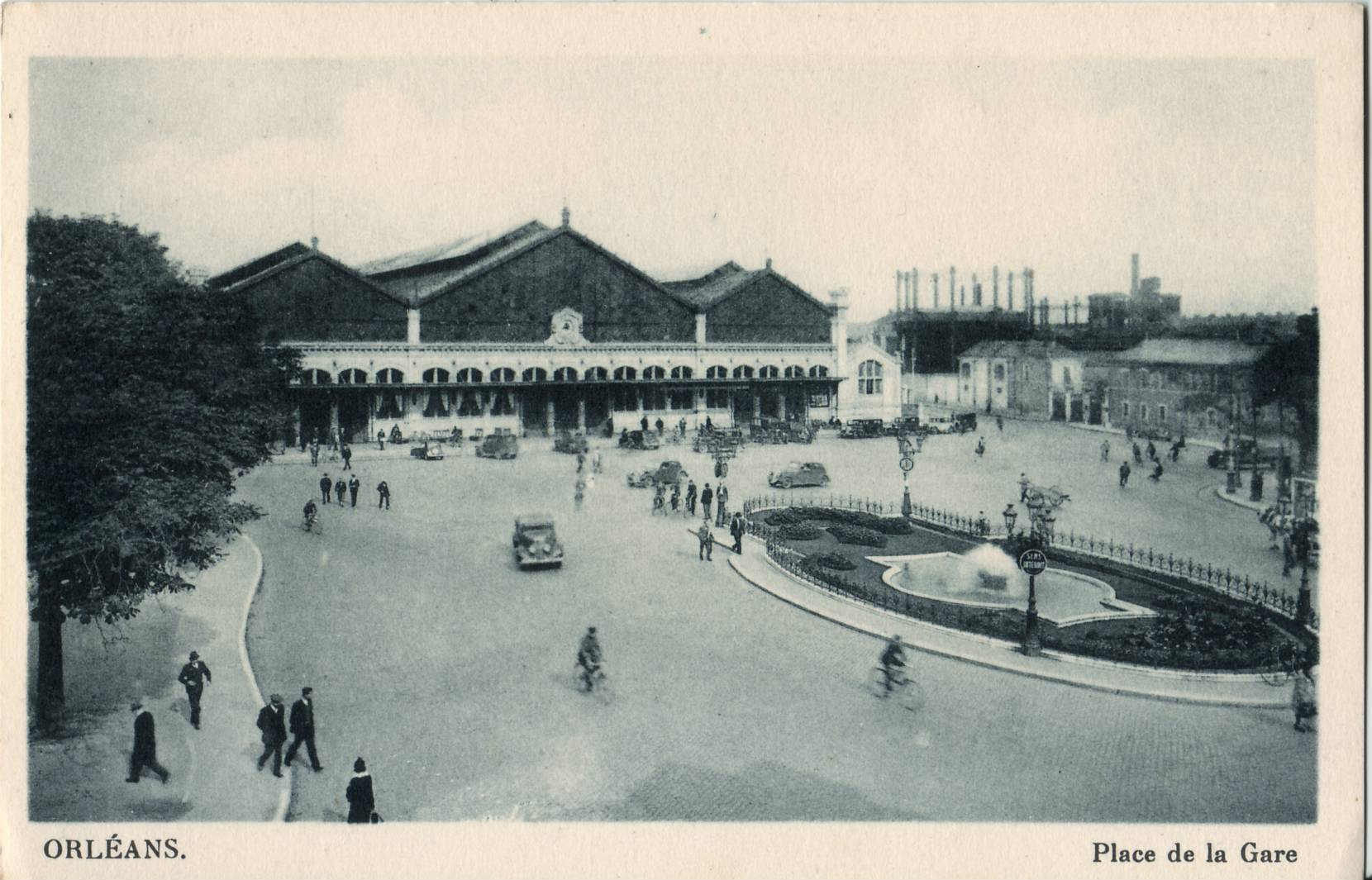
Place de la Gare dans les années 1930.

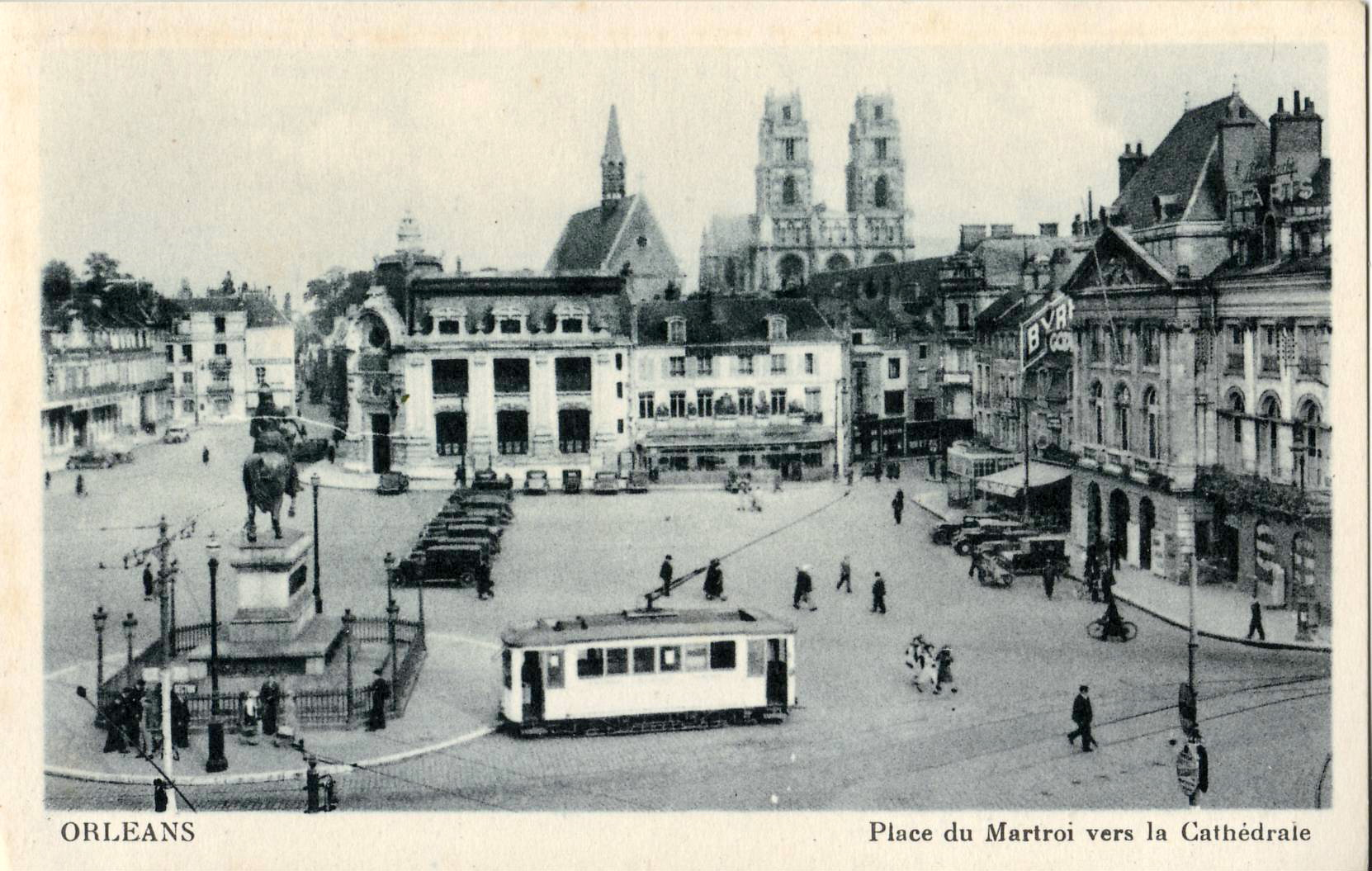
Place du Martroi à la même époque.

#### Les débuts de l'aviation
Le début du XXe siècle, époque pionnière de l'aviation, voit Henri Farman faire plusieurs voyages entre Étampes (aérodrome de Mondésir) et Orléans. Son frère Maurice Farman vole de Buc (Yvelines) à Chartres et de Chartres à Orléans en 1909. Ferdinand-Léon Delagrange (1872-1910), autre pionnier de l'aviation et né à Orléans, est à l'origine de la première route aérienne Juvisy-Orléans en 1909 ; c'est également lui qui insiste auprès des autorités locales pour que soit créé l'aérodrome des Groues à Orléans, et pour qu'Orléans soit une étape dans la course d'aéroplanes Bordeaux-Paris.
L'armée permet également les atterrissages sur le champ de tir de Cercottes plus au nord, en lisière de la forêt de Cercottes. Puis le terrain de secours d'Orléans-Saran ouvre en juillet 1921, aménagé par le service de la Navigation aérienne avec un bâtiment pour loger un gardien, un atelier, un hangar et une cave à essence.
L'aviatrice Adrienne Bolland est enterrée à Donnery lieu d'origine de sa famille. Elle a participé à de nombreux meetings aériens à Orléans. Elle a été membre  également du réseau de résistance CND-Castille du Loiret pendant la Seconde Guerre mondiale, qui recherche des terrains d'aviation pour les Forces françaises libres. En 2021, les archives départementales du Loiret lui consacrent une exposition pour l'anniversaire des 100 ans de sa traversée de la Cordillère des Andes. Elle s'est engagée en faveur de l'obtention du droit de vote pour les femmes.

#### Seconde Guerre mondiale
La Seconde Guerre mondiale frappe la ville de plein fouet. Les destructions sont nombreuses. En juin 1940, 681 immeubles sont détruits et 695 endommagés
Pendant l'Occupation, les Allemands font de la gare des Aubrais une gare centrale pour leur logistique ferroviaire. Deux camps de transit sur le chemin de la déportation sont ouverts, à Pithiviers et à Beaune-la-Rolande. Le pont Georges V est rebaptisé « pont des Tourelles ».
À la Libération, en 1944, les Britanniques bombardent intensément la ville et la gare des Aubrais. Les dégâts sont très importants. Orléans est libéré le 16 août 1944 par les troupes américaines du général Patton avec la participation des Forces françaises de l'intérieur (FFI).

#### La reconstruction
Dans les années qui suivent sa libération, la ville est l'une des premières reconstruites : le plan de reconstruction et d'aménagement de Jean Kerisel et Jean Royer est adopté dès 1943 et les travaux commencent dès le début de l'année 1945. Cette reconstruction se fait pour une part à l'identique, comme la rue Royale et ses arcades, mais aussi ailleurs par la mise en œuvre de procédés de préfabrication innovants, comme l'îlot 4 sous la direction de l'architecte Pol Abraham.
Dans les années soixante, la ville est marquée par une expansion démographique et la décentralisation industrielle, et par la création du quartier de La Source où s'installent le campus universitaire et le Parc floral de la Source. Pendant Mai 68 la ville participe très vite à la grève générale qui s'étend. Jeudi 16 mai à 8 heures, les 1 200 salariés de l'usine Unulec, à Orléans, se mettent en grève.

#### Années 1960, «la rumeur d'Orléans»
En 1969, la rumeur d'Orléans concerne la disparition supposée de jeunes femmes dans certaines boutiques de vêtements tenues par des juifs. Edgar Morin en a fait une étude détaillée dans un essai, décrivant la naissance, la diffusion et l'extinction d'une rumeur publique dans des villes de moyenne importance.

#### Orléans auXXIesiècle
La grande ville d'autrefois est aujourd'hui une ville moyenne de 275 000 habitants en comptant son agglomération. Rivale de Tours sur le plan régional, elle est depuis 1964 le siège de la préfecture de région.

### Orléans en dehors de la France
Lorsque la France colonise l'Amérique, elle conquiert un territoire dans la vallée du fleuve Mississippi, baptisé fleuve Colbert, de l'embouchure jusqu'à sa source aux frontières du Canada. Il est baptisé Louisiane et la capitale est nommée La Nouvelle-Orléans en l'honneur du régent de Louis XV, le duc d'Orléans. Elle est peuplée de 8 000 Français et Cadiens chassés du nord-est par les troupes britanniques.
Devant Québec se trouve l'île d'Orléans, découverte par Jacques Cartier en 1535. Il la nomme ainsi en l'honneur d'Henri II, alors duc d'Orléans.
À l'est d'Ottawa, en Ontario, se trouve le quartier d'Orléans, banlieue essentiellement résidentielle et historiquement franco-ontarienne.

## Urbanisme

### Typologie
Au 1er janvier 2024, Orléans est catégorisée grand centre urbain, selon la nouvelle grille communale de densité à sept niveaux définie par l'Insee en 2022.
Elle appartient à l'unité urbaine d'Orléans, une agglomération intra-départementale regroupant 19  communes, dont elle est ville-centre,,. Par ailleurs la commune fait partie de l'aire d'attraction d'Orléans, dont elle est la commune-centre,. Cette aire, qui regroupe 136 communes, est catégorisée dans les aires de 200 000 à moins de 700 000 habitants,.

### Occupation des sols
L'occupation des sols de la commune, telle qu'elle ressort de la base de données européenne d’occupation biophysique des sols Corine Land Cover (CLC), est marquée par l'importance des territoires artificialisés (87,8 % en 2018), en augmentation par rapport à 1990 (81,5 %). La répartition détaillée en 2018 est la suivante : zones urbanisées (65,1 %), zones industrielles ou commerciales et réseaux de communication (18,7 %), espaces verts artificialisés, non agricoles (4 %) eaux continentales (3,6 %), terres arables (3,2 %), prairies (2,2 %), zones agricoles hétérogènes (1,9 %), forêts (0,7 %), espaces ouverts, sans ou avec peu de végétation (0,4 %), cultures permanentes (0,2 %).
L’évolution historique de l’occupation du territoire communal peut être constatée au travers des différentes cartes de ce territoire comme la carte de Cassini (XVIIIe siècle) ou la carte d'état-major (1820-1866) ou les différentes photos aériennes (de 1950 à aujourd'hui).

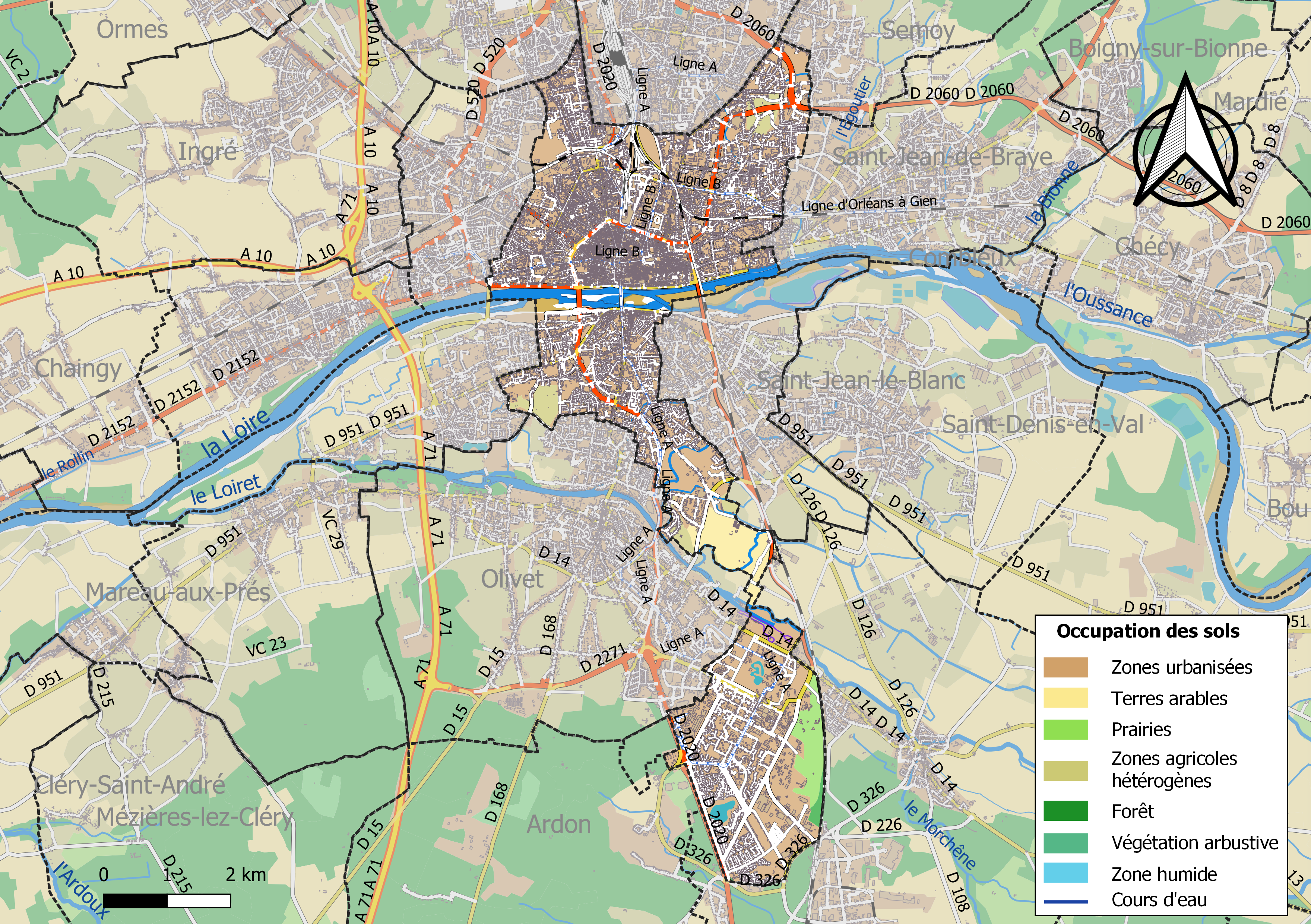
Carte des infrastructures et de l'occupation des sols de la commune en 2018 (CLC).
Carte orthophotographique de la commune en 2016.

### Morphologie urbaine
Orléans présente un visage façonné à la fois par son histoire, son économie, mais également par la Loire, et ce depuis ses origines.
La ville présente une large palette d'architectures et de paysages largement visible au travers des rues, dans les styles mais également les matériaux (pierres, bois, briques, béton)
On distingue plusieurs « entités urbaines » dans la ville :
- L'hypercentre ou centre historique, encadré par les faubourgs suivant l'ancien tracé des remparts d'un côté et la Loire de l'autre.
- Les faubourgs formés le long des principaux axes de communication, extra-muros : Bannier, Madeleine, Saint Vincent, Saint Jean, Bourgogne, Saint Marceau
- Les quartiers des XIXe et XXe siècles : Dunois, Vauquois, Madeleine, Saint Marc, Saint Marceau, construits dans la continuité des faubourgs afin de combler les espaces
- Les quartiers de la reconstruction à la suite de la Seconde Guerre mondiale : Gare, Martroi, Carmes, Cheval-Rouge
- Les aménagements de la seconde partie du XXe siècle : Orléans-la Source, les Blossières, l'Argonne
- Les nouveaux quartiers / ZAC à partir de la fin du XXe siècle, et ceux en devenir : Coligny, Interives, Droits de l'Homme, Sonis

#### Quartiers

Les six secteurs d'Orléans : Nord (gris), Ouest (orange), Est (rouge), Centre (jaune), Saint-Marceau (bleu), La Source (vert).

Orléans comporte douze quartiers regroupés en six secteurs, quatre au nord de la Loire et deux au sud. Chaque secteur est doté d'une mairie de proximité et, depuis le mandat commencé en 2014, d'un conseil consultatif de quartier.
Rive droite, le centre-ville est délimité par les boulevards appelés mails et qui suivent le tracé des anciens remparts ; il est divisé en deux quartiers, Bourgogne - République, correspondant à l'hypercentre et Carmes - Bannier, à l'ouest de la rue de la République et de la rue Royale. Le secteur est comprend Saint-Marc - faubourg Bourgogne et Argonne Sud, à l'est du centre ville ; La Barrière Saint-Marc - La Fontaine, au nord-est, le moins peuplé d'après le recensement INSEE de 1999 ; Argonne - Nécotin - Belneuf, au nord-est. Le secteur nord regroupe les quartiers Gare - parc Pasteur - Saint-Vincent et Acacias - Blossières - Murlins. Enfin, le secteur ouest est constitué des quartiers Châteaudun - Dunois - faubourg Bannier, au nord-ouest et Madeleine, à l'ouest.
La rive gauche se divise en deux secteurs correspondant chacun à un quartier. Saint-Marceau se trouve immédiatement au sud de la Loire. La Source, plus au sud, à l'orée de la Sologne, est le quartier le plus peuplé et le plus vaste implanté sur des terrains achetés à la commune de Saint-Cyr-en-Val et accueille entre autres l'hôpital, l'université, des grandes entreprises et des centres de Recherche. La Source est desservie par la nationale 20 et par la sortie no 2 de l'autoroute A71 (Orléans-la-Source ; Olivet-la-Jarry).
Quatre zones sont identifiées comme quartiers prioritaires de la politique de la ville : une grande partie du quartier Argonne, une petite partie du quartier Blossières, le territoire autour de l'avenue Dauphine à Saint-Marceau et une partie du quartier de La Source, au sud-ouest du campus.

### Aménagements passés
La construction de la deuxième ligne du tramway (traversant l'agglomération d'est en ouest) en 2010-2011 s'est accompagnée de plusieurs chantiers de renouvellement urbain notamment dans les rues du faubourg Madeleine, des Carmes, Jeanne-d'Arc, autour de l'hôtel de ville et de la cathédrale. En prévision du départ de l'hôpital Madeleine prévu en 2015, la ville procède à la requalification de voies urbaines et à la création de parkings souterrains (parking souterrain Cheval-Rouge de 350 places pour 10 millions d'euros, et parking souterrain des mails de 400 à 500 places).

### Planification

#### SCOT de l'agglomération orléanaise
La communauté d'agglomération Orléans Val de Loire a approuvé le schéma de cohérence territoriale (SCoT) de l'agglomération orléanaise le 18 décembre 2008. Il s'agit d'un document de planification stratégique intercommunale qui définit les grands projets et les orientations pour un territoire à l'échelle de 20 ans. Sa révision a été engagée en 2014 afin de prendre en compte le nouveau cadre législatif (lois « Grenelle » et ALUR) et les nouveaux documents cadres approuvés (schéma régional d'aménagement et de développement durable du territoire (SRADDT), plan de prévention des risques d'inondation (PPRI), le schéma régional de cohérence écologique (SRCE), etc), mais surtout de répondre aux évolutions du territoire en intégrant de nouveaux grands projets déjà définis ou à définir.

#### Plan local d'urbanisme
Jusqu'en 2013, le Plan d'occupation des sols (POS), mis à jour régulièrement, tenait lieu de plan local d'urbanisme (PLU).
Après une longue phase d'élaboration et notamment une enquête publique en juin 2013, le conseil municipal a approuvé par une délibération du 25 octobre 2013 un nouveau plan local d'urbanisme.
Le dernier PLU en date est celui de 2019.

#### Réglementations environnementales
La Loire est protégée ou inscrite dans différents classements et réglementations à Orléans.
Le site fait partie du site du « Val de Loire de Chalonnes à Sully-sur-Loire » (85 394 ha), classé au patrimoine mondial de l'humanité par l'UNESCO (Organisation des Nations unies pour l'éducation, la science et la culture) en 2000.
Le site est doublement classé au niveau européen : il appartient depuis 2002 à la zone spéciale de conservation « vallée de la Loire de Tavers à Belleville-sur-Loire », d'une surface de 7 120 hectares, dans la directive Habitat de Natura 2000, pour les espèces et milieux liés à la dynamique du fleuve. Il est également classé zone de protection spéciale en directive oiseaux de Natura 2000 depuis 2003 au sein d'une zone géographique assez similaire. Cette zone, de 7 684 ha, s'intitule « Vallée de la Loire et du Loiret ».
Le site est classé au niveau national par un arrêté de 1988 au titre de la loi du 2 mai 1930 au sein du « site de Combleux », d'une superficie de 285 hectares, pour la qualité de ses paysages.
Le SAGE (schéma d'aménagement et de gestion des eaux) est en cours d'élaboration.

### Projets actuels
- Le quartier sensible de l'Argonne est en cours de requalification[Quand ?] dans le cadre du projet national de l'ANRU.
- Un Grand projet de ville (GPV) a été mis en place à partir de 1999 dans le quartier de La Source pour revaloriser une partie de ce quartier[68].
- L'ancienne maison d'arrêt d'Orléans a été démolie en 2018 pour laisser la place à un parc aqua-ludique[69].
- Le parc des expositions a été déplacé à Fleury-les-Aubrais sous le nom Chapit'O.
- Le projet Arena, porté par Serge Grouard et contesté pour son coût, a été abandonné[70],[71],[72],[73]. Il a été remplacé par le projet CO'Met, d'un coût dépassant les 100 millions d'euros[74].
- En cours de construction sur l'ancien emplacement du parc des expositions, le CO'Met comprendra une salle de sport spécialement créée pour l'équipe Orléans Loiret Basket et pouvant accueillir 10 000 spectateurs, et un palais des congrès[75].

### Voies de communication et transports

#### Infrastructures routières
Orléans est un carrefour autoroutier : l'A10 (Paris-Bordeaux) passe à proximité, et l'A71 y débute, allant vers la Méditerranée via Clermont-Ferrand où elle devient l'A75.
Par ailleurs, l'A19, ouverte en juin 2009, permet de relier, sur environ 100 km, l'autoroute A10 (Paris-Orléans) au niveau d'Artenay au nord d'Orléans, à l'autoroute A6 (Paris-Auxerre-Beaune-Lyon).
La circulation routière y est particulièrement difficile, la ville étant classée seconde parmi les villes de plus de 100 000 habitants en termes d'embouteillage en 2010 (derrière Nantes et loin devant Paris). Toutefois, en 2013, Orléans ne faisait plus partie des 10 villes les plus problématiques en France.

#### Transports en commun routiers
La gare routière d'Orléans est située à proximité du centre commercial Place d'Arc et de la gare SNCF d'Orléans. Elle est utilisée pour les services de transport par autocar.

#### Infrastructures ferroviaires

La gare d'Orléans.

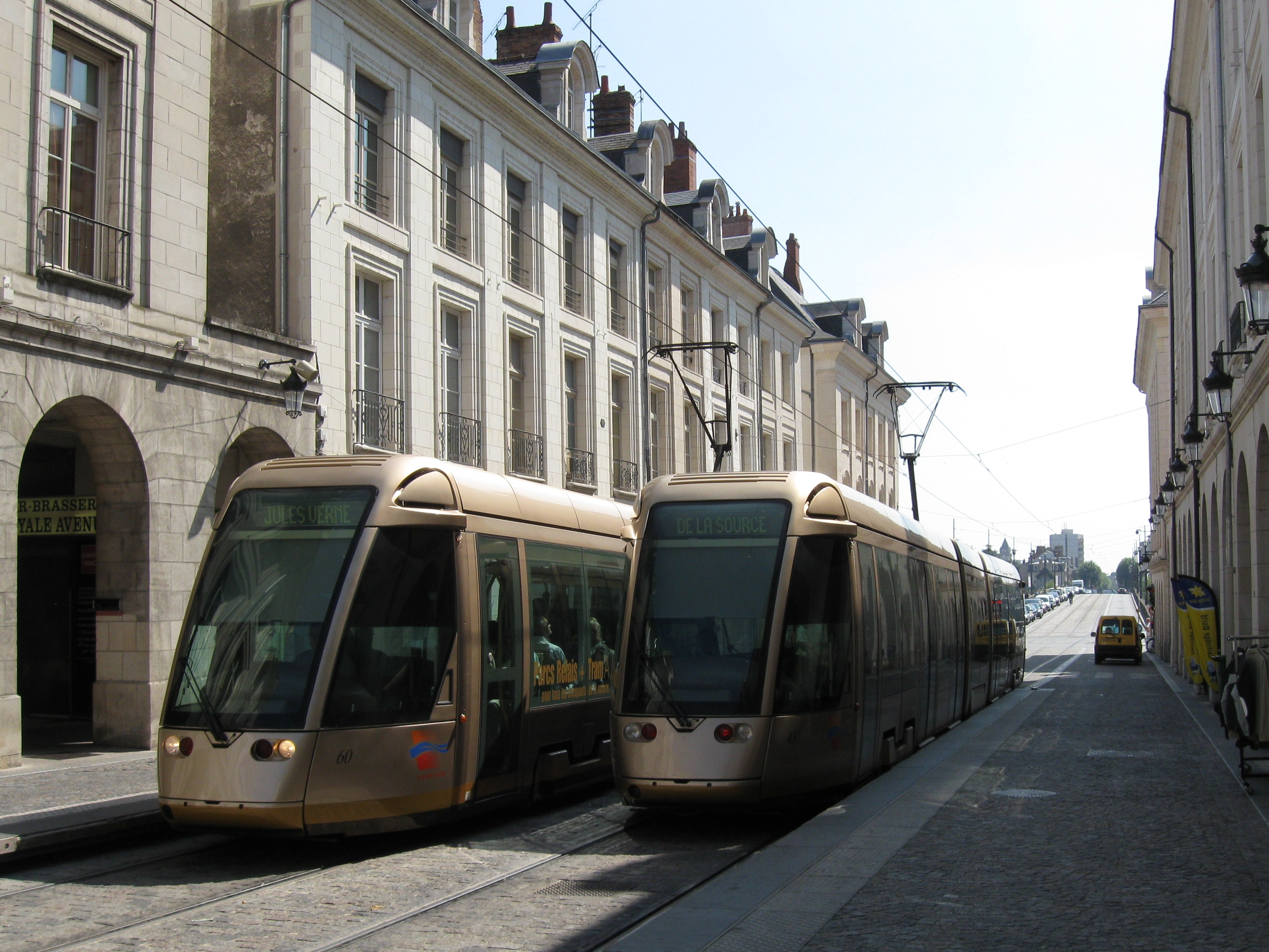
Le tramway à Orléans.

La gare SNCF d'Orléans est, avec la gare des Aubrais, l'une des deux principales gares ferroviaires de l'agglomération. Anciennement située place Albert 1er, elle a été reculée de quelques mètres pour céder la place à un centre commercial en 1986. Elle dispose de 7 voies à quai en impasse (terminus) et est fréquentée par environ 2 600 000 voyageurs par an.
Les transports urbains de l'agglomération orléanaise sont assurés par Keolis Métropole Orléans sous le nom commercial de TAO.
Soixante-deux ans après le démantèlement du premier réseau de tramway, Orléans est à nouveau équipée depuis le 27 novembre 2000 d'une première ligne de tramway qui relie le nord et le sud de l'agglomération sur 18 km et, depuis le 30 juin 2012, d'une seconde ligne de tramway est-ouest de 11 km de long entre Saint-Jean-de-Braye et La Chapelle-Saint-Mesmin.

#### Projet de TGV
Une ligne TGV est actuellement à l'étude pour un trajet Paris – Orléans – Bourges – Clermont-Ferrand – Lyon. Une autre, surnommée POLT (Paris – Orléans – Limoges – Toulouse, avec un éventuel lien vers l'Espagne), n'a pas abouti, principalement pour des raisons financières.

Cependant, un TGV y circulait et assurait le trajet direct Brive-la-Gaillarde – Limoges-Bénédictins – La Souterraine – Châteauroux – Vierzon – Les Aubrais – Juvisy – Marne-la-Vallée-Chessy – Aéroport Charles-de-Gaulle TGV – Lille-Europe, au rythme d'un aller-retour quotidien, uniquement les week-ends. Il a été supprimé le 30 mai 2016, pour des raisons de rentabilité.

#### Circulation douce

Tracé de l'EuroVelo 6.

Depuis le 25 juin 2007, Orléans dispose d'un système de vélos en libre-service baptisé « Vélo'+ », qui propose 350 vélos répartis sur 34 stations (2015). Orléans a été ainsi la quatrième ville française à proposer ce type de service, après La Rochelle (1974), Rennes (1998) et Lyon (2005).
L'EuroVelo 6 ou EV6, également connue sous le nom d'« Eurovéloroute des Fleuves », est une véloroute de type EuroVelo qui traverse Orléans en reliant Saint-Nazaire à Constanţa, en Roumanie. C'est la plus célèbre véloroute européenne. Longue de 3 653 km, elle traverse l'Europe d'ouest en est, de l'océan Atlantique à la mer Noire en passant par dix pays. Elle suit l'itinéraire de trois des plus grands fleuves européens : la Loire, le Rhin et le Danube.

#### Navigation fluviale

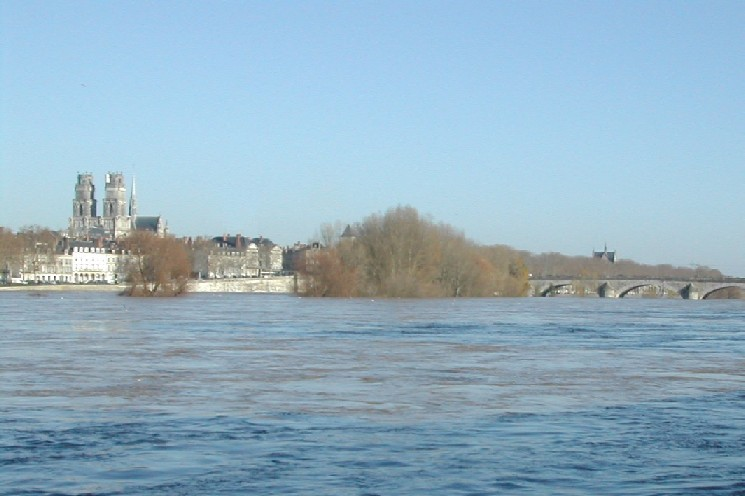
La Loire en crue à Orléans.

Dans sa traversée de la ville, la Loire est séparée longitudinalement en Grande Loire au nord, autrefois navigable, et en Petite Loire au sud par une digue submersible, appelée le dhuis. Cette digue est intégrée dans un ensemble plus vaste d'aménagements conçus pour permettre la navigation de la marine de Loire.
Autrefois important axe de navigation et de transport de marchandises, la Loire n'est aujourd'hui plus navigable pour les plus gros bateaux que dans son estuaire, jusqu'à Nantes environ.
Les bateaux étaient traditionnellement à fond plat, avec un grand mât (pour prendre le vent au-dessus des berges) escamotable (pour passer sous les ponts) : gabarre, futreau… Ces derniers, à des fins touristiques, sont toujours visibles près du pont Royal.
Le débit irrégulier du fleuve limitait fortement la circulation, en particulier la remontée de celui-ci, qui pouvait être cependant aidée par le halage des navires.
Un bateau à roues du type « Inexplosible » commandé par la mairie, est installé à quai au mois d'août 2007. Situé face à la place de la Loire, il accueillait un bar qui a fait faillite en mars 2009. Il a été repris au mois de juin suivant.
Tous les deux ans, le Festival de Loire rappelle le rôle joué par le fleuve dans l'histoire de la ville.

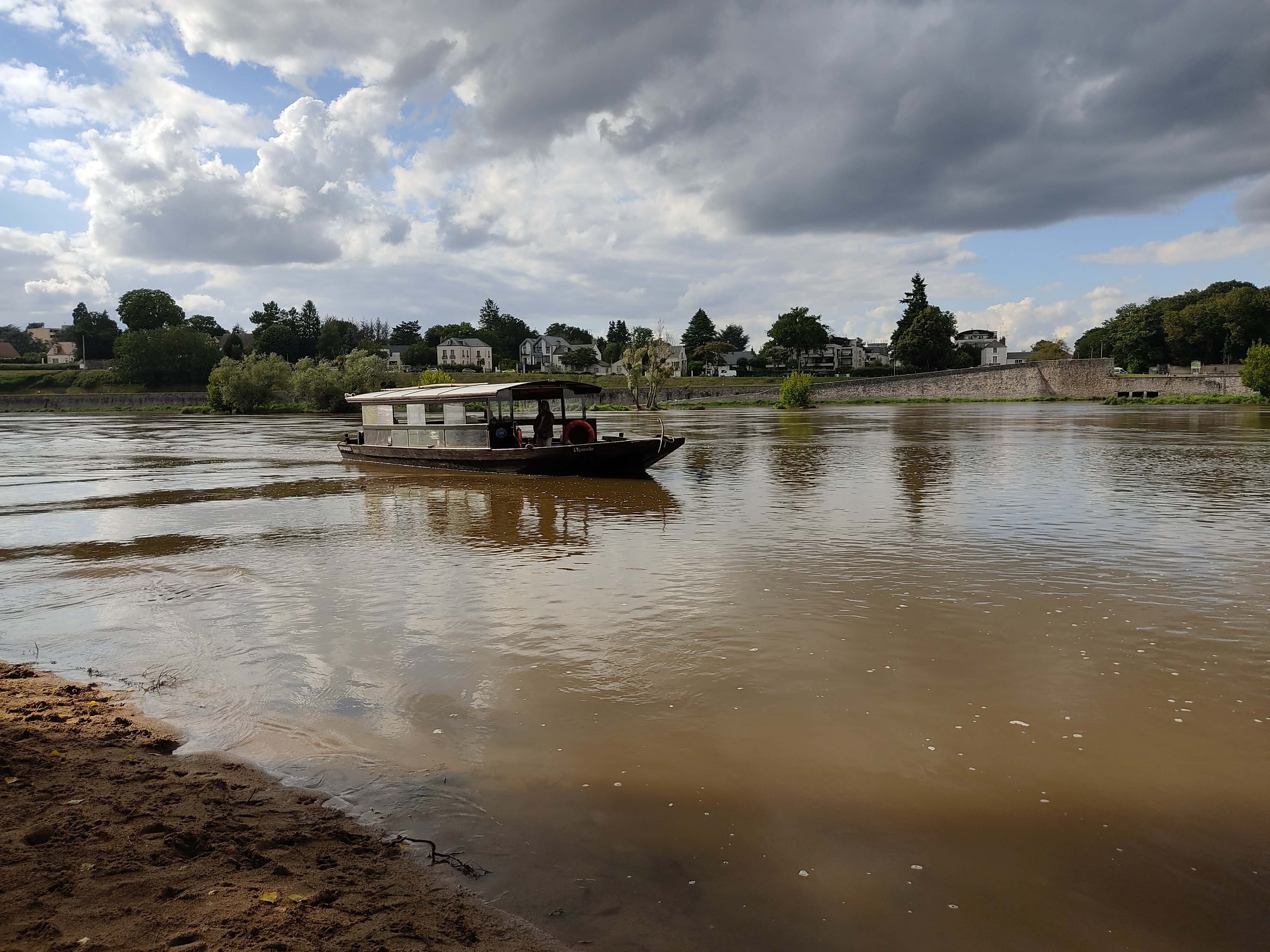
Arrivée de la navette fluviale estivale Bat'O Loire à l'île Charlemagne.

Pour la saison touristique estivale, un service de navette fluviale est mise en place entre le quai du Châtelet et l'île Charlemagne.
S'y abouche, rive nord du fleuve, près du centre-ville, le canal d'Orléans, qui rejoint Montargis mais qui n'est plus en activité dans sa totalité. Son trajet orléanais est parallèle au fleuve, séparé de ce dernier par un muret, lieu de promenade. Son dernier bief avait été transformé en piscine extérieure dans les années 1960, puis comblé. Il a été rouvert en 2007 pour les fêtes de Loire, dans le but de le faire revivre en y installant un port de plaisance.

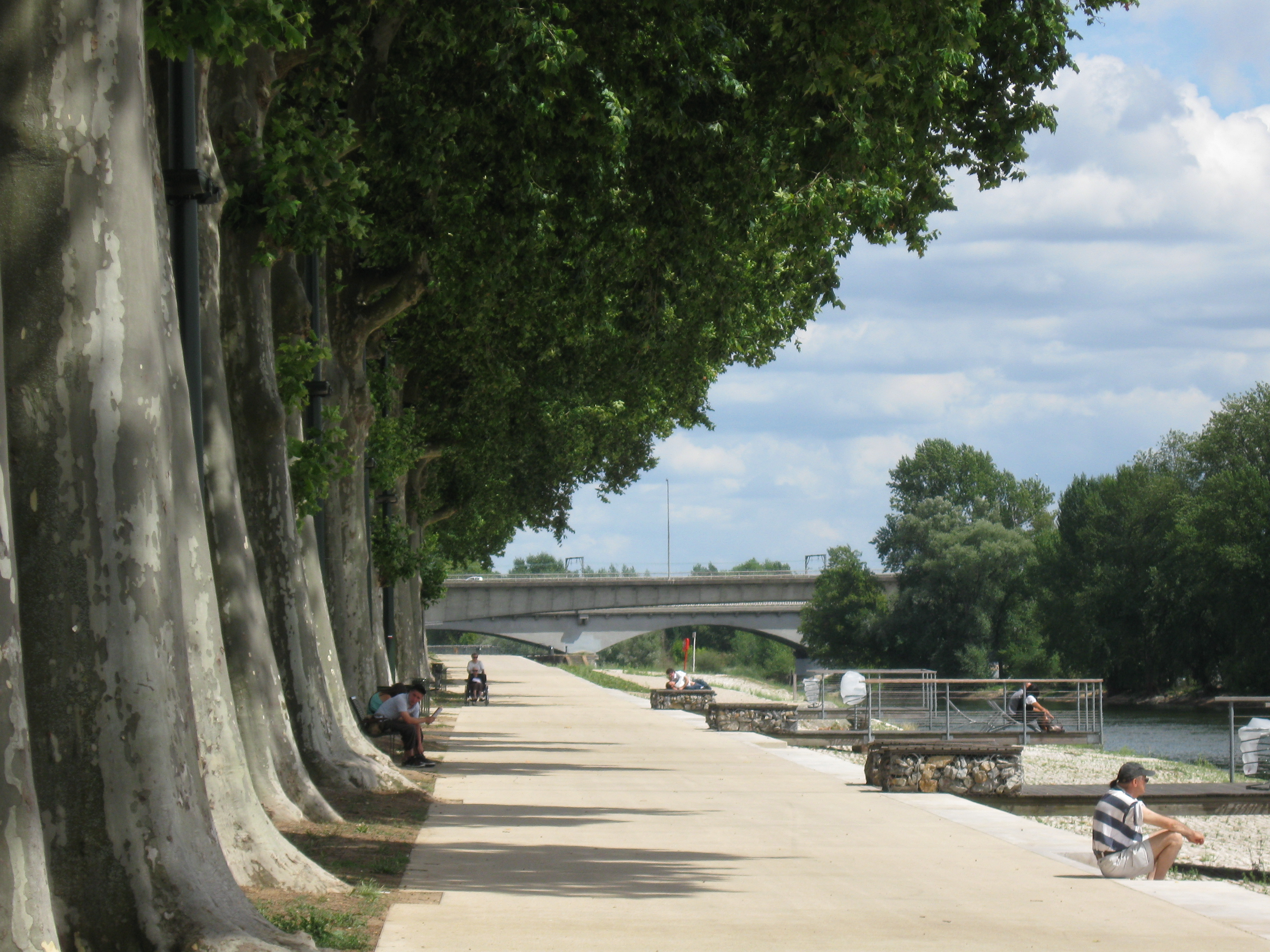
Les quais aménagés en promenade au bord de la Loire.
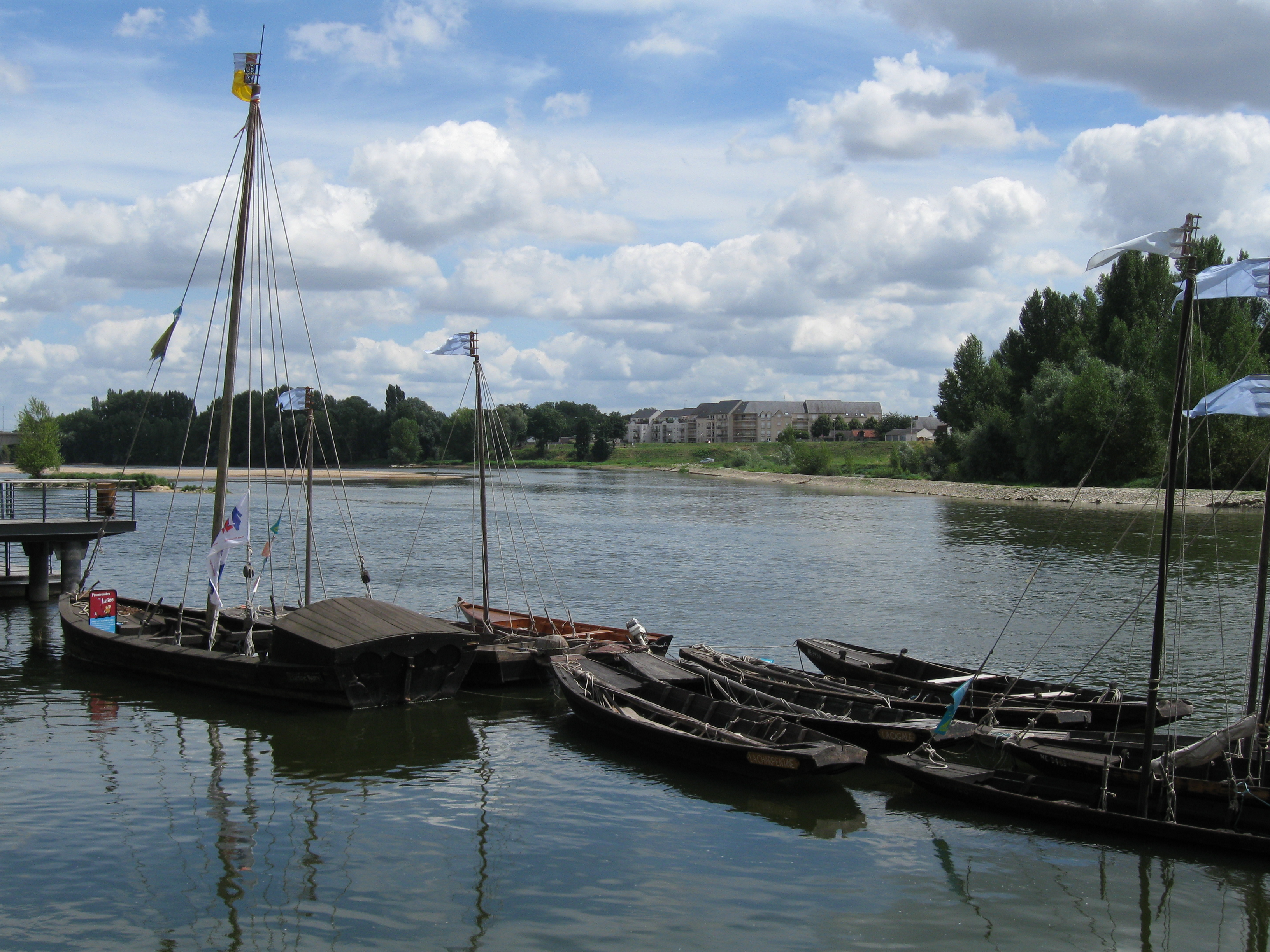
Futreaux.
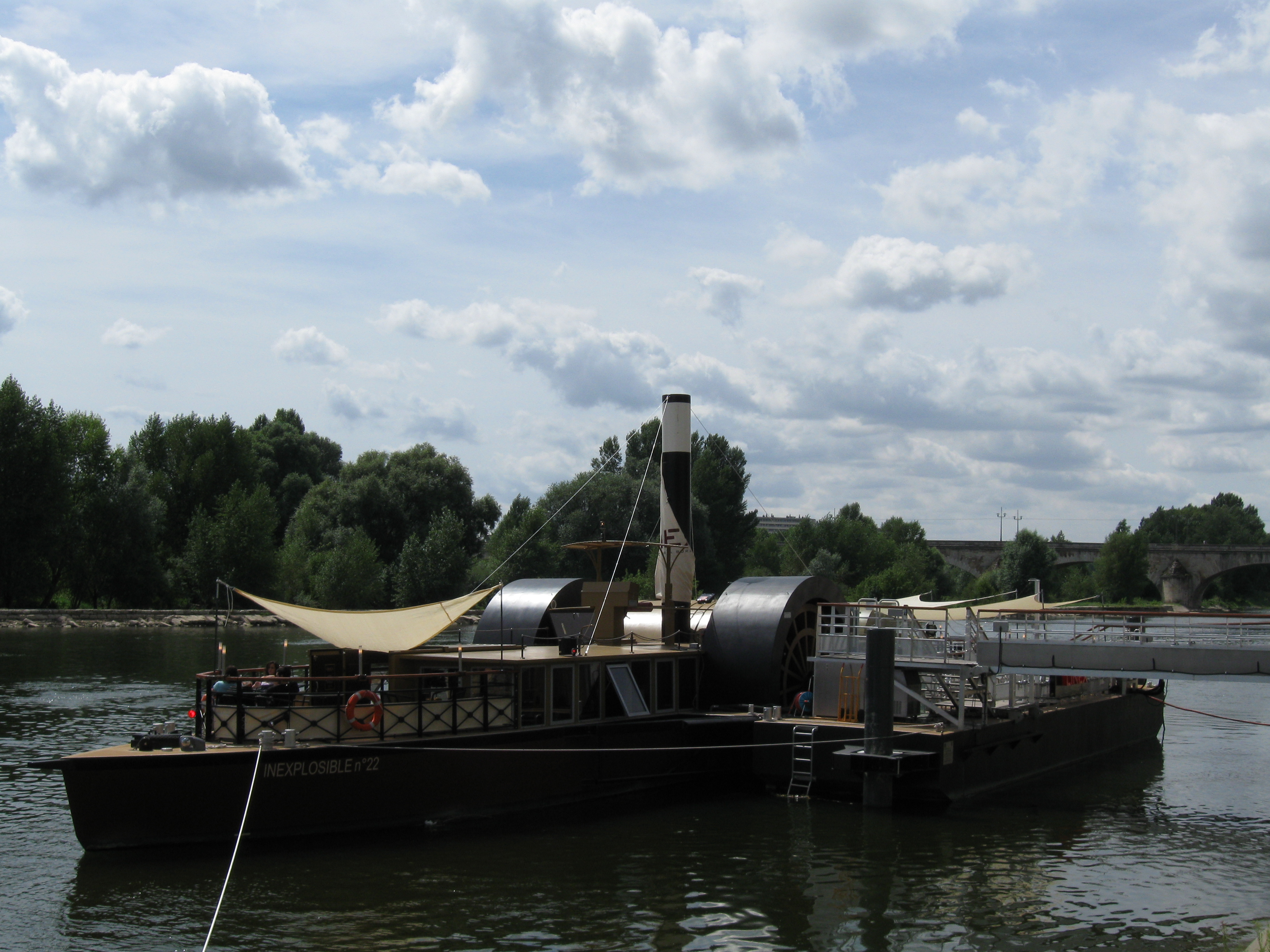
L'Inexplosible no 22.
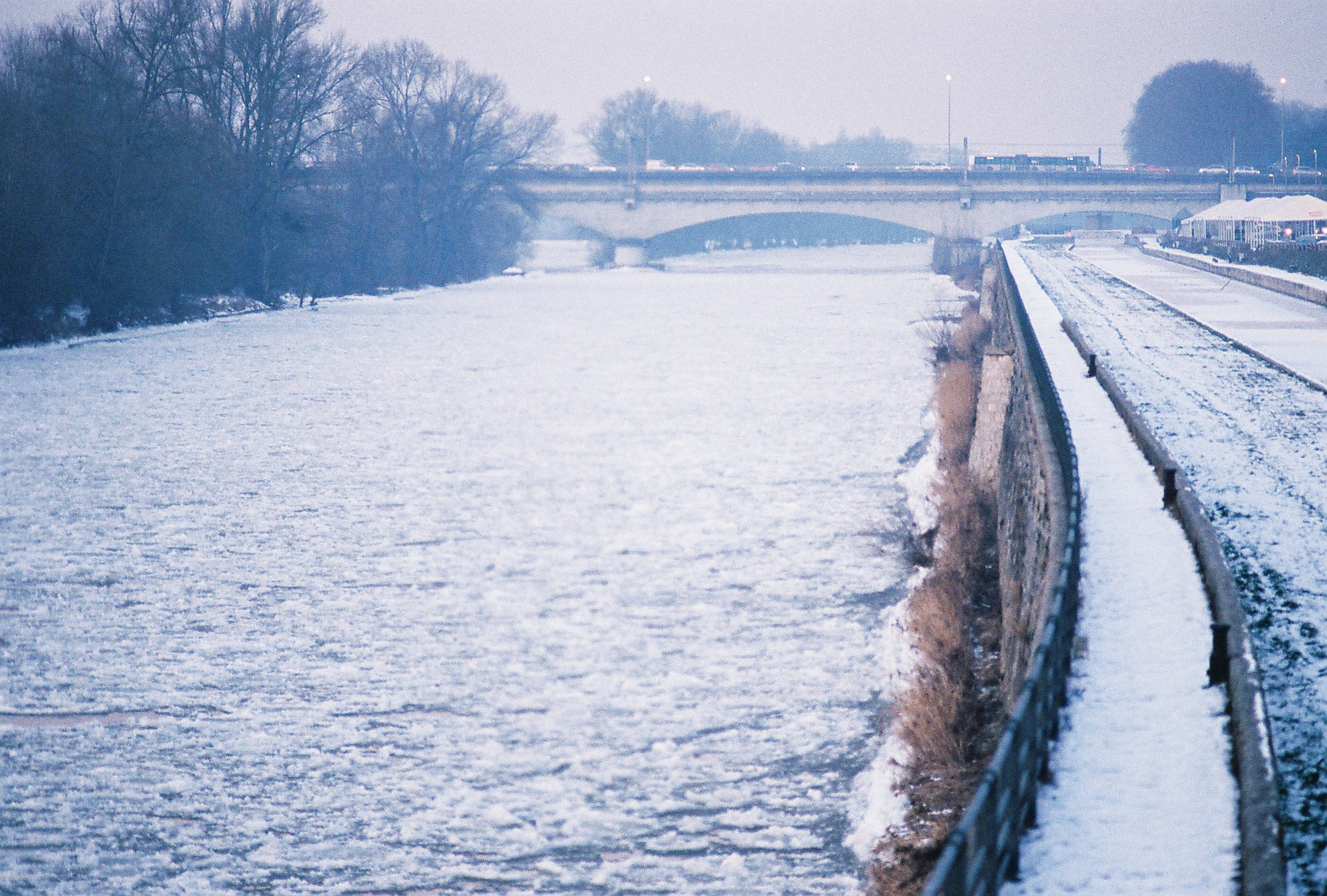
La Loire à Orléans recouverte de frazil (2012).

#### Transports de l'agglomération orléanaise (bus)
La ville d'Orléans est desservie par plus de 23 lignes de bus :
- les lignes 1, 2, 3, 4, 5, 6, 7, 11, 12, 16, N, 22, 25, L, O, 40, 41, 42, 43, 44, 45, IC et CO.

### Risques naturels et technologiques majeurs
La commune d'Orléans est vulnérable à différents aléas naturels : inondations (par débordement de la Loire ou de ruisseaux), climatiques (hiver exceptionnel ou canicule), mouvements de terrains ou sismique. Elle est également exposée à un risque technologique : le transport de matières dangereuses et le risque industriel.
Entre 1985 et 2021, dix-sept arrêtés ministériels de reconnaissance de catastrophe naturelle ont été pris pour le territoire de la commune d'Orléans dont quatre pour des inondations et coulées de boue et treize pour des mouvements de terrains.

#### Risque d'inondation

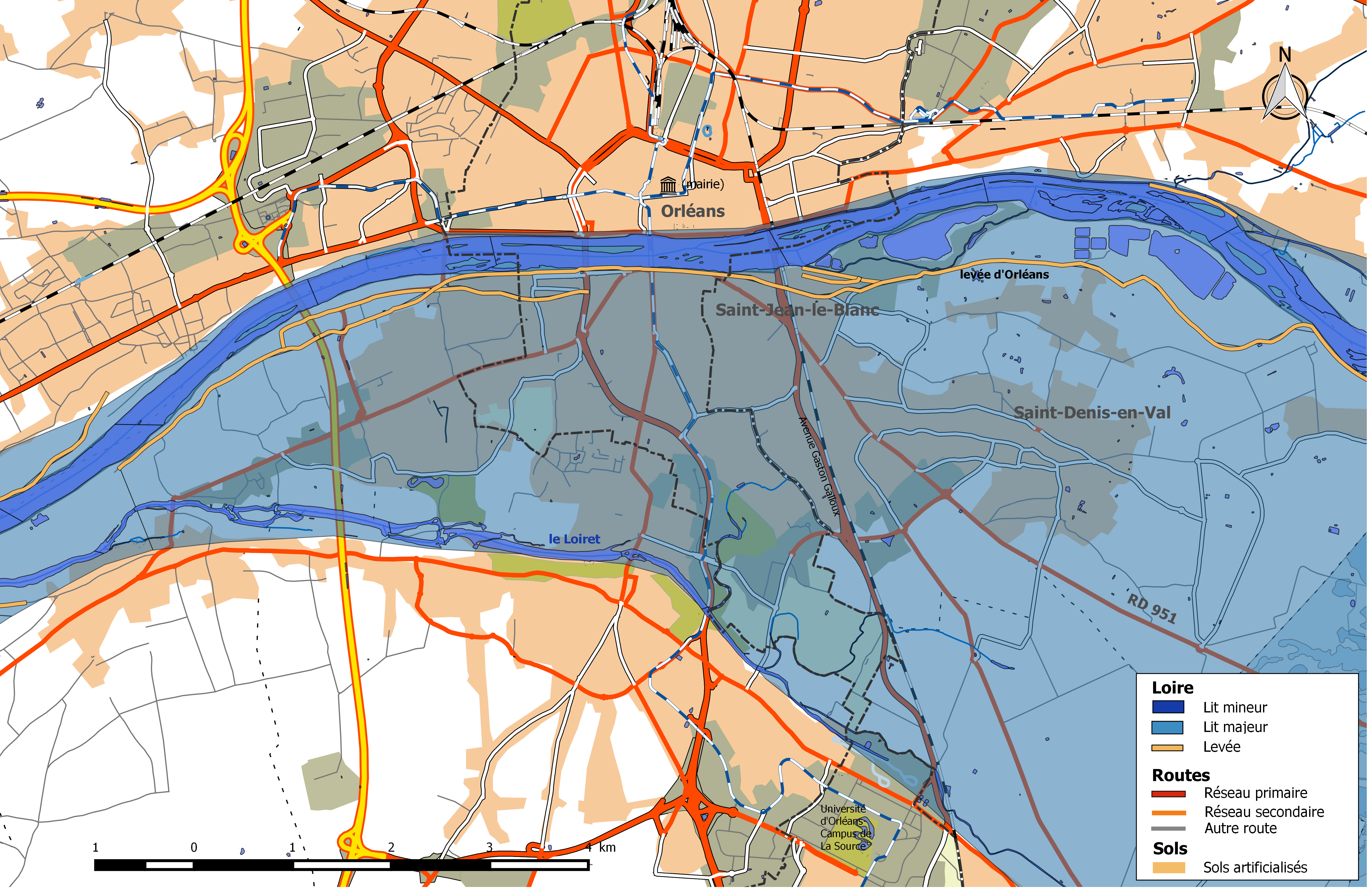
Zone inondable de la commune d'Orléans.

La Loire est à l'origine des dégâts les plus importants sur la commune en cas de crue majeure. Les crues historiques sont celles de 1846, 1856, 1866 et 1907. Aucune crue n'a atteint depuis 1907 les hauteurs atteintes lors de ces événements catastrophiques.
La zone inondable de la commune d'Orléans couvre une surface de 833 hectares, soit 30 % du territoire communal. Cette zone se répartit en 121 ha en espaces agricoles, 85 ha en eau, 71 ha en espaces naturels, 4 ha en serres et 552 ha en surfaces urbanisées. 22 698 personnes résident dans cette zone. Elle fait partie du val d'Orléans qui s'étend sur 33 km de longueur, du hameau de Bouteille à l'amont au confluent du Loiret à l'aval, et couvre une partie du territoire de la commune. Ce val est protégé par une levée en terre, la levée d'Orléans, de 45 km de longueur, interrompue à 3,5 km environ en amont du confluent du Loiret. Il est inondé par le remous de la Loire dans la confluence du Loiret dès les premières crues simulées. Cette levée a été renforcée sur toute sa longueur. Le niveau de protection historique est celui visé par la construction du déversoir de Jargeau, aménagé à la fin du XIXe siècle à l'emplacement des brèches qui s'étaient produites en 1846, 1856 et 1866 et conçu initialement pour fonctionner au-delà de la cote de Loire à l'échelle d'Orléans proche de 6 m (crue de 1825, n'ayant pas occasionné de brèches). Les lignes d'eau en crue ont toutefois beaucoup changé depuis du fait de l'évolution morphologique du lit de la Loire, conséquence des ouvrages de navigation qui ont été réalisés au XIXe siècle  et de l'extraction massive de matériaux en deuxième partie du XXe siècle. Le déversoir ne remplit donc plus sa fonction de protéger la levée d'Orléans des surverses et il ne permet plus de définir l'objectif de protection du système d'endiguement.
L'analyse menée dans le cadre de l'étude de danger des digues, montre qu'aujourd'hui le niveau de protection apparent de la levée est associé à une crue de période de retour d'environ 200 ans, soit une hauteur d'eau à l'échelle d'Orléans estimée à 5,75 m. Les zones de surverses probables mises en évidence se situent de l'amont vers l'aval, à Guilly, Sigloy (méandre) et Saint-Denis-en-Val (lieu-dit de Château Lumina). Par ailleurs, ces études montrent aussi que des défaillances avant dépassement des ouvrages sont probables, en particulier à Guilly, Tigy et Saint-Pryvé-Saint-Mesmin. Pour le secteur de Guilly, la probabilité de rupture n'est plus négligeable dès la crue de période de retour de 70 ans, soit une cote d'environ 4,60 m à l'échelle d'Orléans. Cette cote définit le niveau de sûreté actuel de la digue d'Orléans et correspond au seuil de déclenchement du plan d'évacuation massive de l'agglomération d'Orléans en cas de crue.
Le risque d'inondation est pris en compte dans l'aménagement du territoire de la commune par le biais du Plan de prévention du risque inondation (PPRI) du val d'Orléans - val amont, approuvé le 20 janvier 2015. Deux nouveaux types de zones sont apparues par rapport au précédent PPRI, plus restrictives pour une meilleure protection des usagers : la zone de dissipation d'énergie (ZDE) et la zone d'expansion de crue (ZEC). Dans la ZDE, située immédiatement à l'arrière des levées, qui serait fortement affectée en cas de brèche ou de rupture de digue, toute construction nouvelle est interdite. La ZEC quant à elle correspond aux secteurs naturels ou agricoles qu'il convient de préserver pour l'étalement des eaux en cas d'inondation et éviter l'accroissement des risques. La ZDE d'Orléans, d'une superficie de 3 ha, englobe l'hippodrome et une partie du Champ de Mars, elle concerne les bâtiments à l'angle de la rue du champ de course et de l'avenue du champ de Mars.
Deux documents permettent de définir les modalités de gestion de crise et d'organisation des secours : au niveau départemental, le Dispositif ORSEC départemental spécialisé déclenché en cas d'inondation de la Loire, le plan ORSIL, et au niveau communal le plan communal de sauvegarde.

#### Risque de mouvements de terrain
Le territoire de la commune peut être concerné par un risque d'effondrement de cavités souterraines non connues. Une cartographie départementale de l'inventaire des cavités souterraines et des désordres de surface a été réalisée. Il a été recensé sur la commune plusieurs effondrements de cavités.
Par ailleurs, le sol du territoire communal peut faire l'objet de mouvements de terrain liés à la sécheresse. Le phénomène de retrait-gonflement des argiles est la conséquence d'un changement d'humidité des sols argileux. Les argiles sont capables de fixer l'eau disponible mais aussi de la perdre en se rétractant en cas de sécheresse. Ce phénomène peut provoquer des dégâts très importants sur les constructions (fissures, déformations des ouvertures) pouvant rendre inhabitables certains locaux. Celui-ci a particulièrement affecté le Loiret après la canicule de l'été 2003. Une grande partie du territoire de la commune est soumise à un aléa « faible » face à ce risque, selon l'échelle définie par le Bureau de recherches géologiques et minières (BRGM). Une partie au nord de la Loire est soumise à un aléa « fort ».

#### Transport de matières dangereuses
Le risque de transport de matières dangereuses peut survenir en cas d'accident impliquant une unité mobile (ex. camion) ou une canalisation transportant des matières dangereuses (toxique, inflammable...). Une matière dangereuse est une substance susceptible de présenter un danger et des conséquences graves pour l'homme et son environnement. À Orléans, les facteurs de risque sont le transport routier empruntant les grands axes comme les RD2152, RD 2020 ou RD 2060, le transport ferroviaire et le gazoduc qui passe au nord de la zone industrielle du quartier de la Source,.

#### Risque industriel
La commune d'Orléans est exposée au risque industriel lié à la présence d'une entreprise classée au titre des installations classées pour la protection de l'environnement, soumises à autorisation avec servitude d'utilité publique (classement SEVESO seuil haut) : « Dépôt de Pétrole d'Orléans », une entreprise de stockage pétrolier, localisée sur la commune de Saint-Jean-de-Braye, au nord-est d‘Orléans, dont le périmètre de danger empiète sur le quartier Belneuf. La loi 2003-699 du 30 juillet 2003 relative à la prévention des risques technologiques et naturels et à la réparation des dommages prévoit la mise en place des Plans de prévention des risques technologiques (PPRT) pour les établissements industriels soumis à la directive Seveso et à autorisation avec servitudes au titre de la législation des installations classées pour la protection de l'environnement. Le PPRT relatif à Dépôt de Pétrole d'Orléans a été prescrit par arrêté préfectoral du 1er mars 2010, a vu son délai d'approbation prorogé à de multiples reprises.

## Économie

### Généralités
Orléans est le siège de la chambre de commerce et d'industrie du Loiret. Elle gère l'Arboria, le port d'Orléans et le port de plaisance de Briare. L'aéroport d'Orléans - Saint-Denis-de-l'Hôtel est la seule voie d'accès aérienne de l'agglomération ; il est surtout destiné à l'aviation d'affaires et au fret.
La ville appartient également à l'Espace métropolitain Val de Loire-Maine.
À une heure en train de la capitale, 5 980 personnes effectuent l'aller-retour tous les jours entre Paris et Orléans pour y travailler.

### Revenus de la population et fiscalité
En 2011, le revenu fiscal médian par ménage était de 25 070 €. En 2013, la part des ménages fiscaux non imposable s'élevait à 35,5 %.

### Emploi
Le taux de chômage pour la commune s'élève à 7,4 % en 2019.

### Secteurs d'activité
Cinq grands secteurs d'activités sont représentés.
L'informatique, les télécommunications, l'électronique et l'instrumentation. Orléans accueille notamment : Techcity (devenu Téléperformance), Expertline, Louis Harris, TDSI. L'agglomération compte d'autres opérateurs comme CMC-The Phone House (devenu Téléperformance à Fleury-les-Aubrais), BNP Paribas (Saran), laboratoires GREMI, CERI, LASEP, LEES, LESI, LIFO, le centre de recherche technologique Plasma Laser, Hitachi, Jabil circuits automotive, IBM, REDeutsch, Lexmark International ou CILAS.
L'automobile est présente via la sous-traitance, avec une usine de fabrication de pneumatiques du groupe français Michelin.
La pharmacie : Orléans est incluse dans le premier pôle pharmaceutique de France (premier producteur pharmaceutique d'Europe en volume depuis 1975) avec 70 % de la production nationale. Un médicament sur deux est produit en région Centre-Val de Loire. Elle accueille notamment les entreprises Servier, Sanofi, Famar France, Merck, Pfizer (site européen de conditionnement), McNeil (site européen de production forme liquide), le centre de biophysique moléculaire et l'institut de chimie organique et analytique.
La cosmétique : la « Cosmetic valley » est un pôle national de compétitivité, qui fait de la région Centre la deuxième région pour la cosmétique et les parfums. L'agglomération accueille notamment les entreprises Christian Dior, Gemey, Shiseido, Sephora et Caudalie.
Le transport et la logistique : Orléans et sa région sont les plus gros employeurs de la filière logistique, avec 9 000 salariés et constituent la première plate-forme logistique de France.[réf. nécessaire] Environ 400 entreprises ou établissements sont spécialisés dans le conditionnement, l'entreposage ou encore le transport[réf. souhaitée].
L'environnement : Orléans regroupe différentes structures publiques liées à l'environnement comme la Direction régionale de l'Environnement, de l'Aménagement et du Logement du Centre (DREAL), l'Agence de l'eau Loire-Bretagne, l'Agence de l'environnement et de la maîtrise de l'énergie (Ademe), l'Institut national de recherche agronomique (INRA), le Conseil d'architecture, d'urbanisme et d'environnement du Loiret (CAUE) ou le Bureau de recherches géologiques et minières (BRGM). L'Institut français de l'environnement (Ifen) était également basé à Orléans jusqu'à sa suppression par un décret du 29 novembre 2008. Avec 93 entreprises et quelque 2 400 salariés, Orléans arrive en tête de la filière régionale dans les domaines du recyclage, de la gestion des déchets et de l'eau.[réf. nécessaire]

### Centres commerciaux
La ville possède deux centres commerciaux en centre-ville : Place d'Arc (31 000 m2, 65 boutiques) et les Halles Châtelet (50 boutiques). D'autres centres commerciaux sont installés en périphérie : Cap Saran à Saran (50 boutiques), Aushopping Saint-Jean à Saint-Jean-de-la-Ruelle (61 boutiques), Auchan Olivet et ZAC expo Sud au sud de la Loire, (50 boutiques), Chécy Belles Rives à Chécy (37 boutiques), E. Leclerc Olivet-La Source, E. Leclerc Fleury-les-Aubrais.

## Politique et administration
Le maire d'Orléans depuis le 4 juillet 2020 est Serge Grouard (député LR du Loiret de 2002 à 2017, et déjà maire de 2001 à 2015).

### Liste des maires

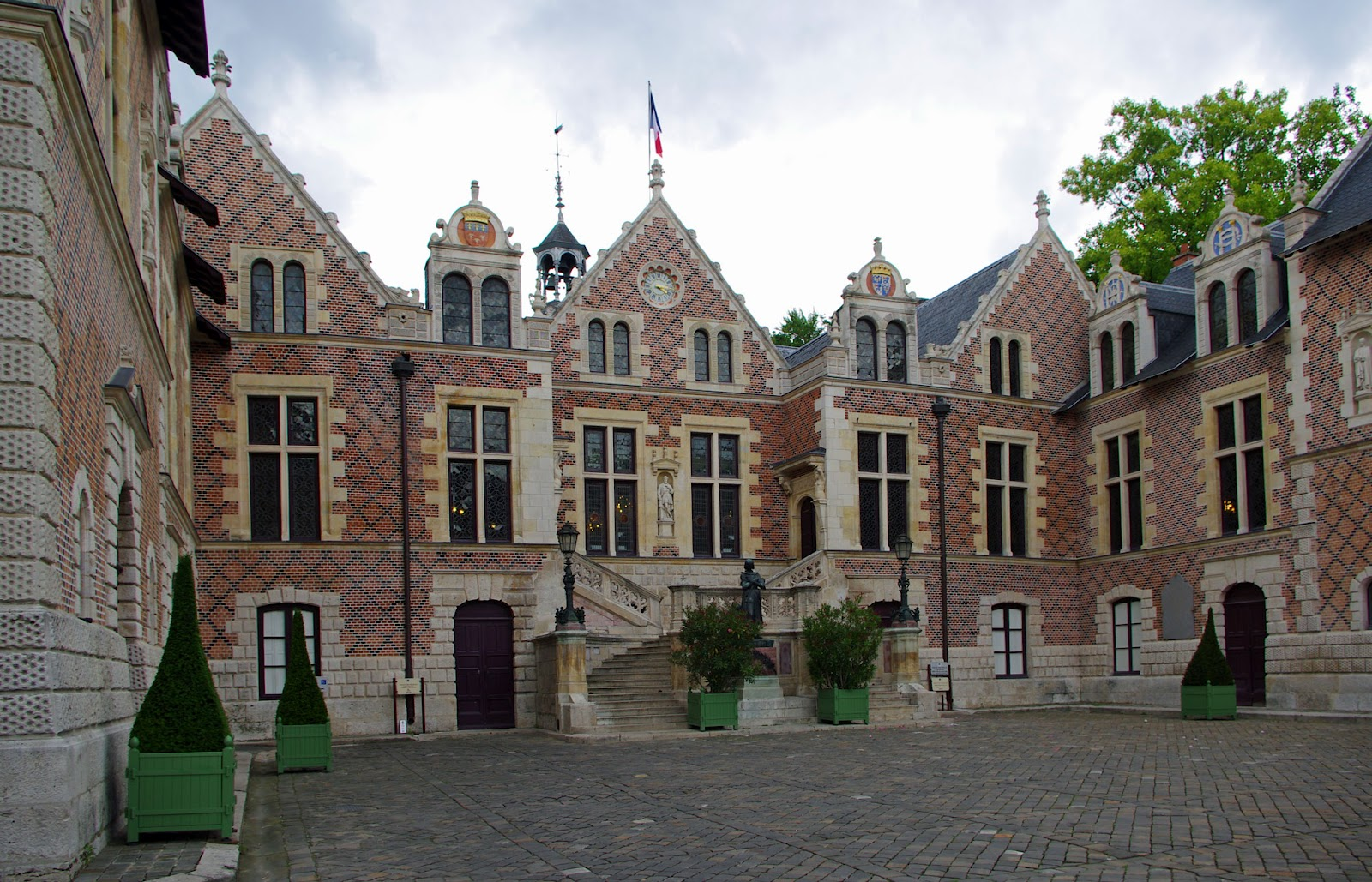
L'hôtel Groslot.

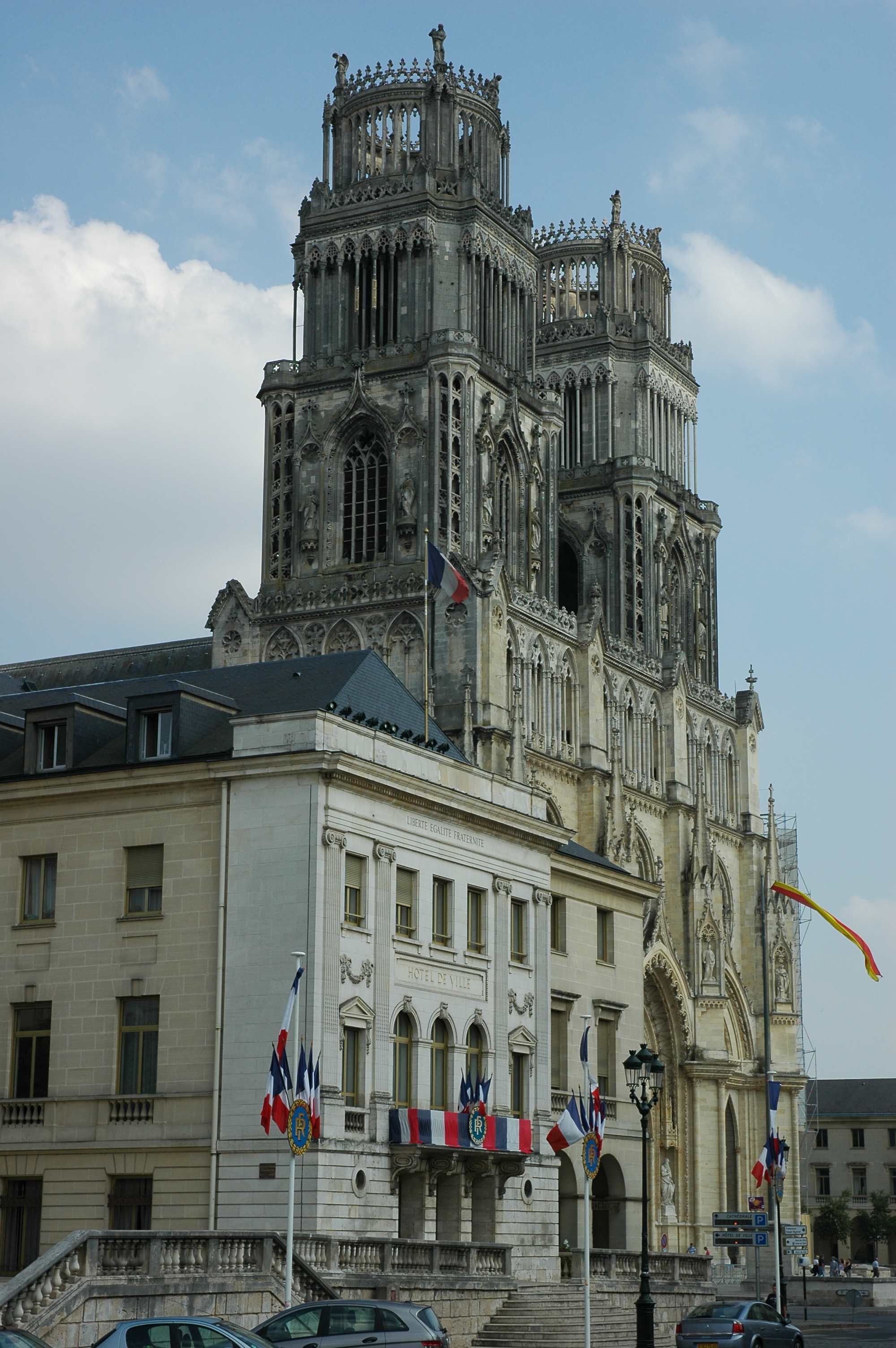
L'hôtel de ville et la cathédrale.

| Période          | Période          | Identité            | Étiquette        | Qualité                                                                                         |
| ---------------- | ---------------- | ------------------- | ---------------- | ----------------------------------------------------------------------------------------------- |
| 1954             | 1959             | Pierre Ségelle      | SFIO             | Médecin Ministre (1946 → 1947 et 1949 → 1950) Député du Loiret (1945 → 1958)                    |
| 1959             | 1971             | Roger Secrétain     | MRP, CD puis CDP | Journaliste et écrivain Député du Loiret (1951 → 1958)                                          |
| 29 mars 1971     | 23 mars 1978     | René Thinat         | RAD              | Conseiller général (1973 → 1976) Conseiller régional (1974 → 1978) Décédé en fonction           |
| 21 avril 1978    | 31 juillet 1980  | Gaston Galloux      | RPR              | Pharmacien Décédé en fonction                                                                   |
| 6 octobre 1980   | 9 septembre 1988 | Jacques Douffiagues | UDF-PR           | Ministre des Transports (1986 → 1988) Député du Loiret (1978 → 1981 et 1986) Démissionnaire     |
| 1er octobre 1988 | 19 mars 1989     | Jean-Louis Bernard  | UDF-RAD          | Chirurgien Député du Loiret (1993 → 2012)                                                       |
| 24 mars 1989     | 25 mars 2001     | Jean-Pierre Sueur   | PS               | Secrétaire d'État (1991 → 1993) Député du Loiret (1981 → 1991) Sénateur du Loiret (2001 → 2024) |
| 25 mars 2001     | 22 juin 2015     | Serge Grouard       | RPR, UMP puis LR | Haut fonctionnaire Député du Loiret (2002 → 2017) Démissionnaire                                |
| 28 juin 2015     | 29 juin 2020     | Olivier Carré       | LR puis DVD      | Chef d'entreprise Député du Loiret (2007 → 2017)                                                |
| 4 juillet 2020   | En cours         | Serge Grouard       | LR puis DVD      | Haut fonctionnaire Député du Loiret (2002 → 2017)                                               |

### Division cantonale
Orléans est découpé en cinq fractions cantonales constituées de quatre cantons entiers (Orleans-1, Orleans-2, Orleans-3 et Orleans-4) et d'une fraction du canton de la Ferté-Saint-Aubin. Les limites territoriales de ce découpage cantonal sont entrées en vigueur en mars 2015, en application du décret du 27 février 2014. Auparavant la ville avait été découpée en 3 cantons de 1801 à 1806, 5 cantons de 1806 à 1973, 5 cantons de 1973 à 1982 et 6 de 1982 à 2015. Les tableaux ci-près présentent l'évolution de ce découpage et de la population de chaque fraction cantonale.
| Fraction             | Pop 2013 | Pop 2014 |
| -------------------- | -------- | -------- |
| Orléans-1            | 23560    | 23666    |
| Orléans-2            | 26741    | 26454    |
| Orléans-3            | 14862    | 15081    |
| Orléans-4            | 35982    | 36449    |
| La Ferté-Saint-Aubin | 13230    | 13327    |
| Total                | 114375   | 114977   |

| 1801                                       | 1806-1973                                                                 | 1973-1982                                         | 1982-2015 | 1982-2015                  | 2015 - | 2015 -                  |
| 1801                                       | 1806-1973                                                                 | 1973-1982                                         | Code      | Nom                        | Code   | Nom                     |
| ------------------------------------------ | ------------------------------------------------------------------------- | ------------------------------------------------- | --------- | -------------------------- | ------ | ----------------------- |
| Orléans-1 Orléans-2 Orléans-3 Olivet Chécy | Orléans-Ouest Orléans-Nord-Ouest Orléans-Nord-Est Orléans-Sud Orléans-Est | Orléans-1 Orléans-2 Orléans-3 Orléans-4 Orléans-5 | 23        | Orléans-Bannier            | 13     | Orléans-1               |
| Orléans-1 Orléans-2 Orléans-3 Olivet Chécy | Orléans-Ouest Orléans-Nord-Ouest Orléans-Nord-Est Orléans-Sud Orléans-Est | Orléans-1 Orléans-2 Orléans-3 Orléans-4 Orléans-5 | 24        | Orléans-Saint-Marc-Argonne | 13     | Orléans-1               |
| Orléans-1 Orléans-2 Orléans-3 Olivet Chécy | Orléans-Ouest Orléans-Nord-Ouest Orléans-Nord-Est Orléans-Sud Orléans-Est | Orléans-1 Orléans-2 Orléans-3 Orléans-4 Orléans-5 | 21        | Orléans-Bourgogne          | 14     | Orléans-2               |
| Orléans-1 Orléans-2 Orléans-3 Olivet Chécy | Orléans-Ouest Orléans-Nord-Ouest Orléans-Nord-Est Orléans-Sud Orléans-Est | Orléans-1 Orléans-2 Orléans-3 Orléans-4 Orléans-5 | 25        | Orléans-Saint-Marceau      | 14     | Orléans-2               |
| Orléans-1 Orléans-2 Orléans-3 Olivet Chécy | Orléans-Ouest Orléans-Nord-Ouest Orléans-Nord-Est Orléans-Sud Orléans-Est | Orléans-1 Orléans-2 Orléans-3 Orléans-4 Orléans-5 | 22        | Orléans-Carmes             | 15     | Orléans-3               |
| Orléans-1 Orléans-2 Orléans-3 Olivet Chécy | Orléans-Ouest Orléans-Nord-Ouest Orléans-Nord-Est Orléans-Sud Orléans-Est | Orléans-1 Orléans-2 Orléans-3 Orléans-4 Orléans-5 | 41        | Orléans-La Source          | 16     | Orléans-4               |
| Orléans-1 Orléans-2 Orléans-3 Olivet Chécy | Orléans-Ouest Orléans-Nord-Ouest Orléans-Nord-Est Orléans-Sud Orléans-Est | Fleury-les-Aubrais                                | 34        | Fleury-les-Aubrais         | 06     | Fleury-les-Aubrais      |
| Orléans-1 Orléans-2 Orléans-3 Olivet Chécy | Orléans-Ouest Orléans-Nord-Ouest Orléans-Nord-Est Orléans-Sud Orléans-Est | Olivet                                            | 35        | Olivet                     | 12     | Olivet                  |
| Orléans-1 Orléans-2 Orléans-3 Olivet Chécy | Orléans-Ouest Orléans-Nord-Ouest Orléans-Nord-Est Orléans-Sud Orléans-Est | Olivet                                            | 40        | Saint-Jean-le-Blanc        | 20     | Saint-Jean-le-Blanc     |
| Orléans-1 Orléans-2 Orléans-3 Olivet Chécy | Orléans-Ouest Orléans-Nord-Ouest Orléans-Nord-Est Orléans-Sud Orléans-Est | Saint-Jean-de-Braye                               | 37        | Saint-Jean-de-Braye        | 18     | Saint-Jean-de-Braye     |
| Orléans-1 Orléans-2 Orléans-3 Olivet Chécy | Orléans-Ouest Orléans-Nord-Ouest Orléans-Nord-Est Orléans-Sud Orléans-Est | Chécy                                             | 38        | Chécy                      | 18     | Saint-Jean-de-Braye     |
| Orléans-1 Orléans-2 Orléans-3 Olivet Chécy | Orléans-Ouest Orléans-Nord-Ouest Orléans-Nord-Est Orléans-Sud Orléans-Est | Saint-Jean-de-la-Ruelle                           | 36        | Saint-Jean-de-la-Ruelle    | 19     | Saint-Jean-de-la-Ruelle |
| Ingré                                      | Orléans-Ouest Orléans-Nord-Ouest Orléans-Nord-Est Orléans-Sud Orléans-Est | Saint-Jean-de-la-Ruelle                           | 39        | Ingré                      | 19     | Saint-Jean-de-la-Ruelle |

### Jumelages et relations internationales
| Ville | Ville                | Pays | Pays        | Période                     |
| ----- | -------------------- | ---- | ----------- | --------------------------- |
|       | Cracovie,            |      | Pologne     | depuis le 14 mars 1992      |
|       | Dundee,              |      | Royaume-Uni | depuis 1946                 |
|       | Kristiansand         |      | Norvège     | depuis le 1er mai 1973      |
|       | La Nouvelle-Orléans, |      | États-Unis  | depuis le 5 janvier 2018    |
|       | Lugoj,               |      | Roumanie    | depuis le 7 mai 1994        |
|       | Meknès               |      | Maroc       | depuis octobre 2020         |
|       | Münster,             |      | Allemagne   | depuis le 24 septembre 1960 |
|       | Parakou              |      | Bénin       | depuis 1993                 |
|       | Saint-Flour,         |      | France      | depuis 1986                 |
|       | Tarragone,           |      | Espagne     | depuis le 23 septembre 1978 |
|       | Trévise,             |      | Italie      | depuis 1959                 |
|       | Utsunomiya           |      | Japon       | depuis le 1er février 1989  |
|       | Wichita,             |      | États-Unis  | depuis 1973                 |
|       | Yangzhou,            |      | Chine       | depuis le 18 avril 2018     |

Orléans est « cousine » de La Nouvelle-Orléans. Le 2 septembre 2005, Orléans annonce qu'elle va venir en aide après le passage de l'ouragan Katrina. Elle a ainsi effectué des dons en direction des sinistrés de Louisiane.
Orléans a été marraine de guerre du village de Vauquois, dans le département de la Meuse, en Lorraine. La ville a apporté une aide financière à la reconstruction du village, entièrement détruit pendant la Première Guerre mondiale.

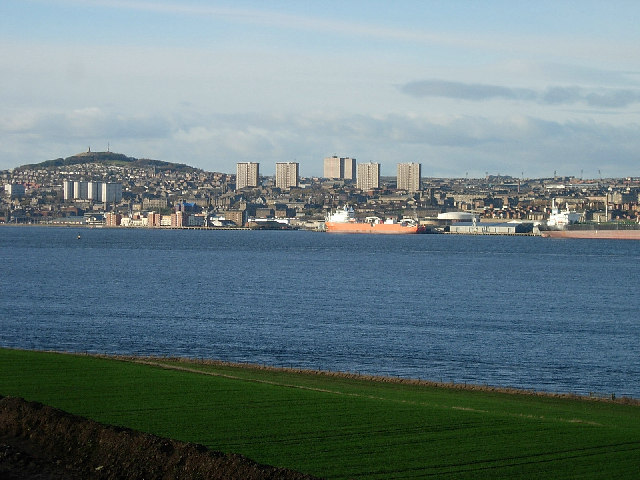
Vue de Dundee.
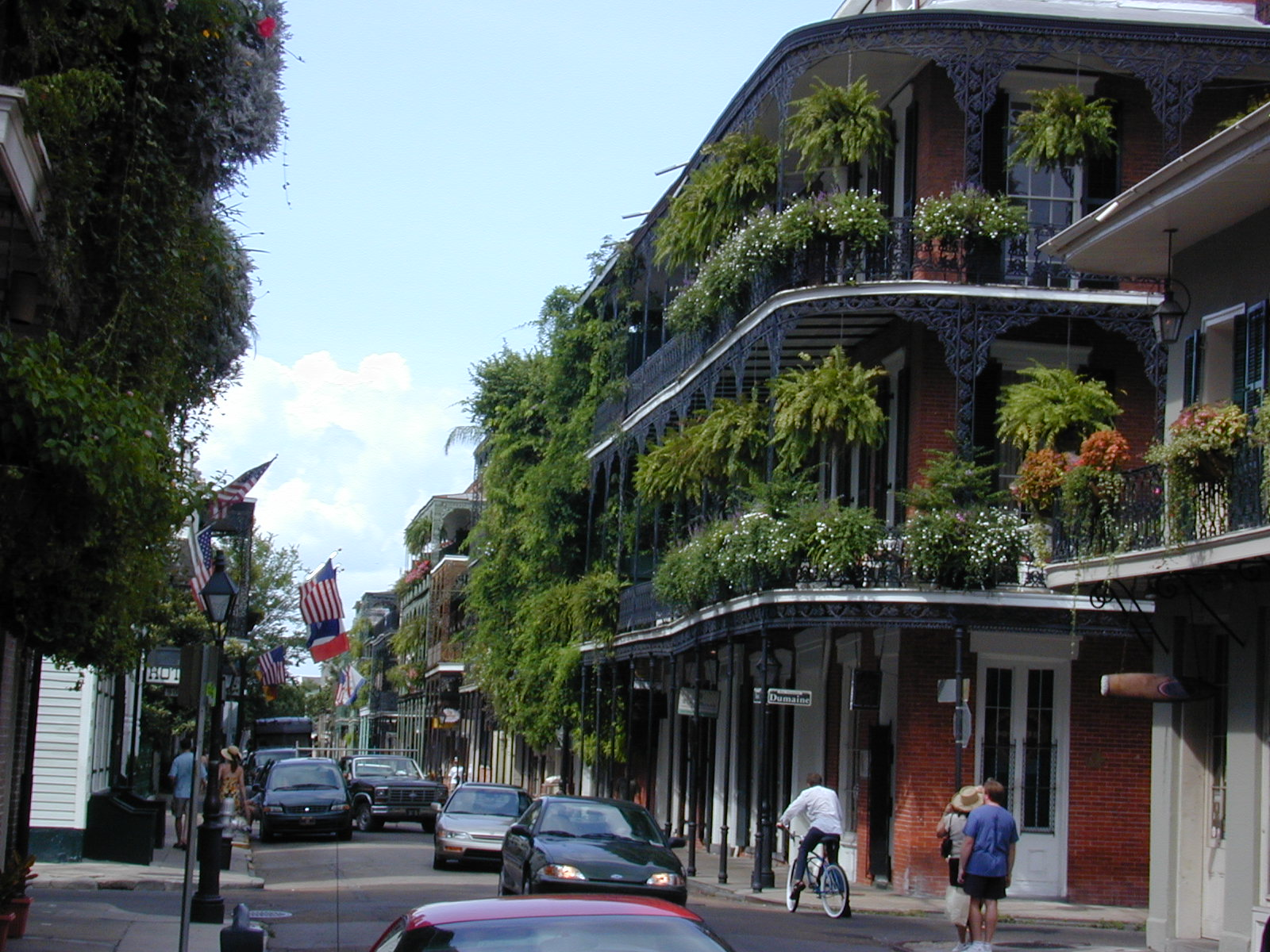
Vue de La Nouvelle-Orléans.

### Tendances politiques et résultats
Les personnalités exerçant une fonction élective dont le mandat est en cours et en lien direct avec le territoire de la commune d'Orléans sont les suivantes :
| Élection        | Territoire           | Titre                         | Nom                 | Début de mandat  | Fin de mandat |
| --------------- | -------------------- | ----------------------------- | ------------------- | ---------------- | ------------- |
| Municipales     | Orléans              | Maire                         | Serge Grouard       | 4 juillet 2020   | 2026          |
| Départementales | Orléans-1            | Conseiller départemental      | Jean-Pierre Gabelle | 29 mars 2015     | 2028          |
| Départementales | Orléans-1            | Conseillère départementale    | Nadia Labadie       | 29 mars 2015     | 2028          |
| Départementales | Orléans-2            | Conseiller départemental      | Hugues Raimbourg    | 27 juin 2021     | 2028          |
| Départementales | Orléans-2            | Conseillère départementale    | Christine Tellier   | 27 juin 2021     | 2028          |
| Départementales | Orléans-3            | Conseillère départementale    | Mathieu Gallois     | 27 juin 2021     | 2028          |
| Départementales | Orléans-3            | Conseiller départemental      | Dominique Tripet    | 27 juin 2021     | 2028          |
| Départementales | Orléans-4            | Conseiller départemental      | Baptiste Chapuis    | 27 juin 2021     | 2028          |
| Départementales | Orléans-4            | Conseillère départementale    | Karine Harribey     | 27 juin 2021     | 2028          |
| Départementales | La Ferté-Saint-Aubin | Conseiller départemental      | Christian Braux     | 29 mars 2015     | 2028          |
| Départementales | La Ferté-Saint-Aubin | Conseillère départementale    | Anne Gaborit        | 29 mars 2015     | 2028          |
| Législatives    | 1re circonscription  | Député                        | Stéphanie Rist      | 18 juin 2017     | juin 2022     |
| Législatives    | 2e circonscription   | Député                        | Caroline Janvier    | 18 juin 2017     | juin 2022     |
| Législatives    | 6e circonscription   | Député                        | Richard Ramos       | 18 juin 2017     | juin 2022     |
| Régionales      | Centre-Val de Loire  | Président du conseil régional | François Bonneau    | 18 décembre 2015 | mars 2028     |
| Présidentielles | France               | Président de la République    | Emmanuel Macron     | 14 mai 2017      | mai 2027      |

## Équipements et services publics

### Espaces verts

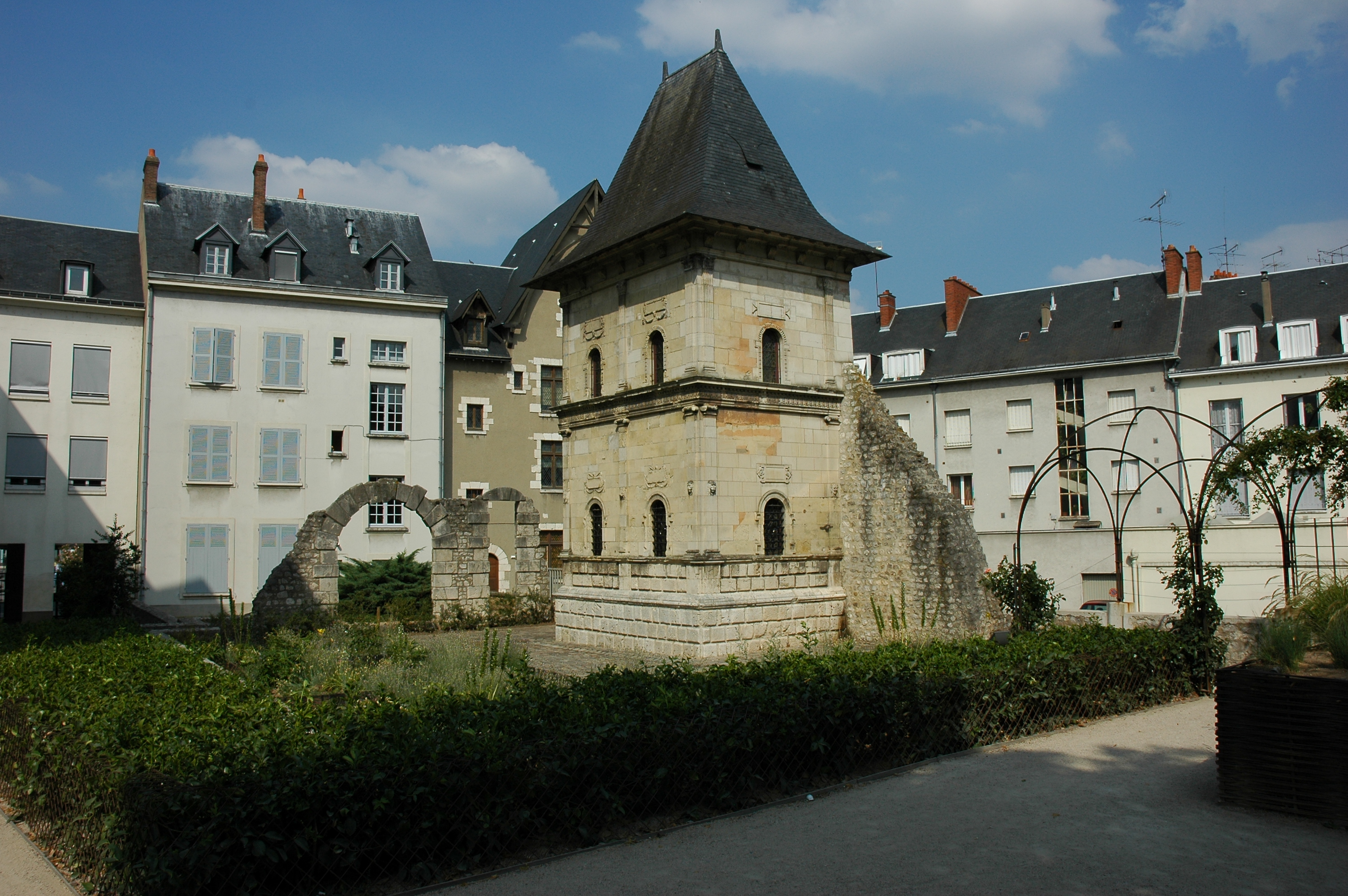
Jardin Jacques-Boucher.

Le parc Pasteur, de 4,5 hectares au nord du centre-ville, est créé en 1927 sur d'anciens jardins ouvriers situés sur le terrain d'un cimetière désaffecté (le cimetière Saint-Vincent). Outre une statuaire datant essentiellement des années 1920, et un élément d'architecture réutilisé (le portail monumental de Saint-Samson, XVIIe siècle), on y trouve un grand bassin central, un théâtre pour enfants, des manèges, des jeux, ainsi qu'un petit train à vapeur en circuit fermé, offert en 1952 par la ville de Wichita (États-Unis), cité jumelle d'Orléans. Le parc possède aussi un ou deux courts de tennis et un espace sportif polyvalent. On y trouve aussi trois stèles dédiées aux combattants de différents conflits (parmi eux Pierre Ier de Serbie — guerre de 1870 — ainsi que les résistants et les déportés de la Deuxième Guerre mondiale).
- Le jardin des Plantes de 3,5 hectares est situé au sud de la Loire ; il est créé en 1836 à partir d'un jardin botanique de 1640[152].
- Le Parc floral de la Source, créé en 1963, fait près de 35 hectares. Il est centré sur la source du Loiret (le bouillon), qui est, en fait, une résurgence de la Loire.
- Le parc Louis-Pasteur dans le centre d'Orléans, qui fait 4 hectares
- Le parc Anjorrant.
- Le parc de la Fontaine de l’Étuvée au nord-est vers Saint-Jean-de-Braye, est un parc semi-naturel.
- Le parc du Moins-Roux au sud en direction d'Olivet.
- Le jardin de l’Évêché derrière la cathédrale.
- Le parc Léon-Chenault derrière l'église Saint-Marceau.
- Le jardin Jacques-Boucher.
- Le jardin de l'Hôtel Groslot.
- Le jardin de la Charpenterie.
- Floralix, parc à thème éphémère.

### Gestion de l'eau

#### Eau potable
Le service public d'eau potable est une compétence obligatoire des communes depuis l'adoption de la loi du 30 décembre 2006 sur l'eau et les milieux aquatiques. La commune assurait jusqu'au 1er janvier 2017, la production et la distribution de l'eau potable sur le territoire communal. La gestion de l'eau étant une compétence obligatoire des communautés urbaines et des métropoles, la communauté urbaine Orléans Métropole s'est substituée à la commune pour la mise en œuvre du service public d'eau potable lors de la transformation de la communauté d'agglomération Val de Loire en communauté urbaine le 1er janvier 2017, puis c'est la métropole Orléans Métropole qui a pris cette compétence le 1er mai 2017. La ville d'Orléans est alimentée en eau potable par l'usine de traitement du Val, située en bordure de l'avenue Gaston-Galloux et mise en service en 1977. L'eau brute traitée à l'usine du Val est puisée sur deux champs captants, : Le Val, à 20 m de profondeur au niveau de trois forages (le Theuriet, le Bouchet et le Gouffre) et La Saussaye/l'Oiselière, à Saint-Cyr-en-Val, à 90m de profondeur. Elle produit quotidiennement 30 000 m3 en moyenne et 50 000 m3 en période de pointe. Sa capacité maximale de traitement est de 60 000 m3/jour (environ 3 000 m3/h sur 20 heures).

#### Eaux usées
La compétence assainissement, qui recouvre obligatoirement la collecte, le transport et l'épuration des eaux usées, l'élimination des boues produites, ainsi que le contrôle des raccordements aux réseaux publics de collecte, est assurée depuis le 1er janvier 2002 par la Communauté de l'Agglomération Orléans Val de Loire, puis le 1er janvier 2017 par la communauté urbaine et enfin depuis le 1er mai 2017 par Orléans Métropole.
Depuis le 1er mai 2016, la métropole a signé un contrat de délégation de service public avec la société Suez Environnement pour l'exploitation des réseaux et ouvrages d'assainissement de 11 communes du territoire métropolitain dont la partie d'Orléans située dans le val au nord de La Source. Le reste du territoire communal est géré en régie par les services d'Orléans Métropole. Le réseau comprend un réseau unitaire (eaux usées + eaux pluviales) de 469 364 ml, un réseau séparatif eaux usées de 216 852 ml et un réseau d'eaux pluviales de 248 832 ml. Sur la commune, on compte 43 stations de relevage pour les eaux usées et 9 pour les eaux pluviales. Ces stations peuvent contenir de une à quatre pompes dont les puissances peuvent varier de 1,3 kW à 140 kW (soit de 3 l/s à 450 l/s).
Un zonage d'assainissement, qui délimite les zones d'assainissement collectif, les zones d'assainissement non collectif et le zonage pluvial, a été réalisé par l'AgglO et a été approuvé par délibération du conseil de communauté du 15 avril 2004.
La partie de la commune située au nord de la Loire est raccordée à la station d'épuration de La Chapelle-Saint-Mesmin, le plus important équipement sur le territoire d'Orléans Métropole dont la capacité est de 350 000 EH. La partie de la commune située dans le val au nord de La Source est raccordée à la station d'épuration de l'Île Arrault, dont la capacité est de 95 000 EH et son exploitation est assurée depuis mai 2016 par Véolia. Le Quartier de La Source est quant à lui raccordé à la station d'épuration de La Source, gérée en régie par les services d'Orléans Métropole.

### Gestion des déchets

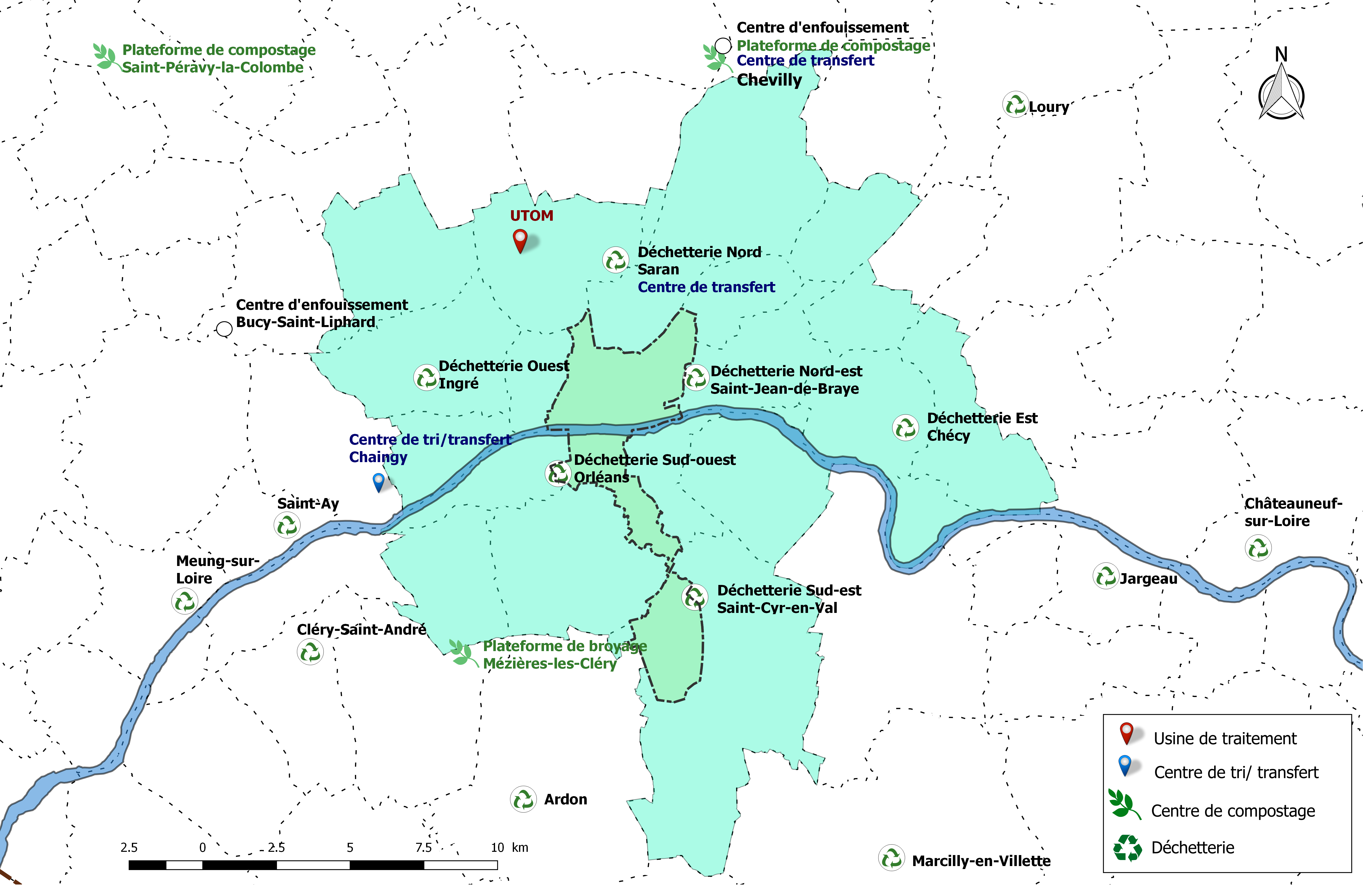
Sites de collecte, de traitement et de valorisation des déchets de la communauté urbaine d'Orléans Métropole, avec localisation de la commune d'Orléans.

La collecte, le traitement et la valorisation des déchets est une compétence exclusive de la communauté urbaine Orléans Métropole depuis 2000 (l'intercommunalité était alors communauté de communes). La collecte des déchets ménagers (résiduels et multimatériaux) est effectuée en porte-à-porte sur toutes les communes de la communauté urbaine. Un réseau de six déchèteries accueille les encombrants et autres déchets spécifiques (déchets verts, déchets dangereux, gravats, cartons…).
Une unité de traitement permettant la valorisation énergétique (l'incinération des déchets ménagers résiduels) et la valorisation matière des autres déchets (corps creux, corps plats et multimatériaux) est en service sur la commune de Saran depuis 1996. Elle est exploitée par la société TRISALID, filiale du groupe Veolia.

### Santé

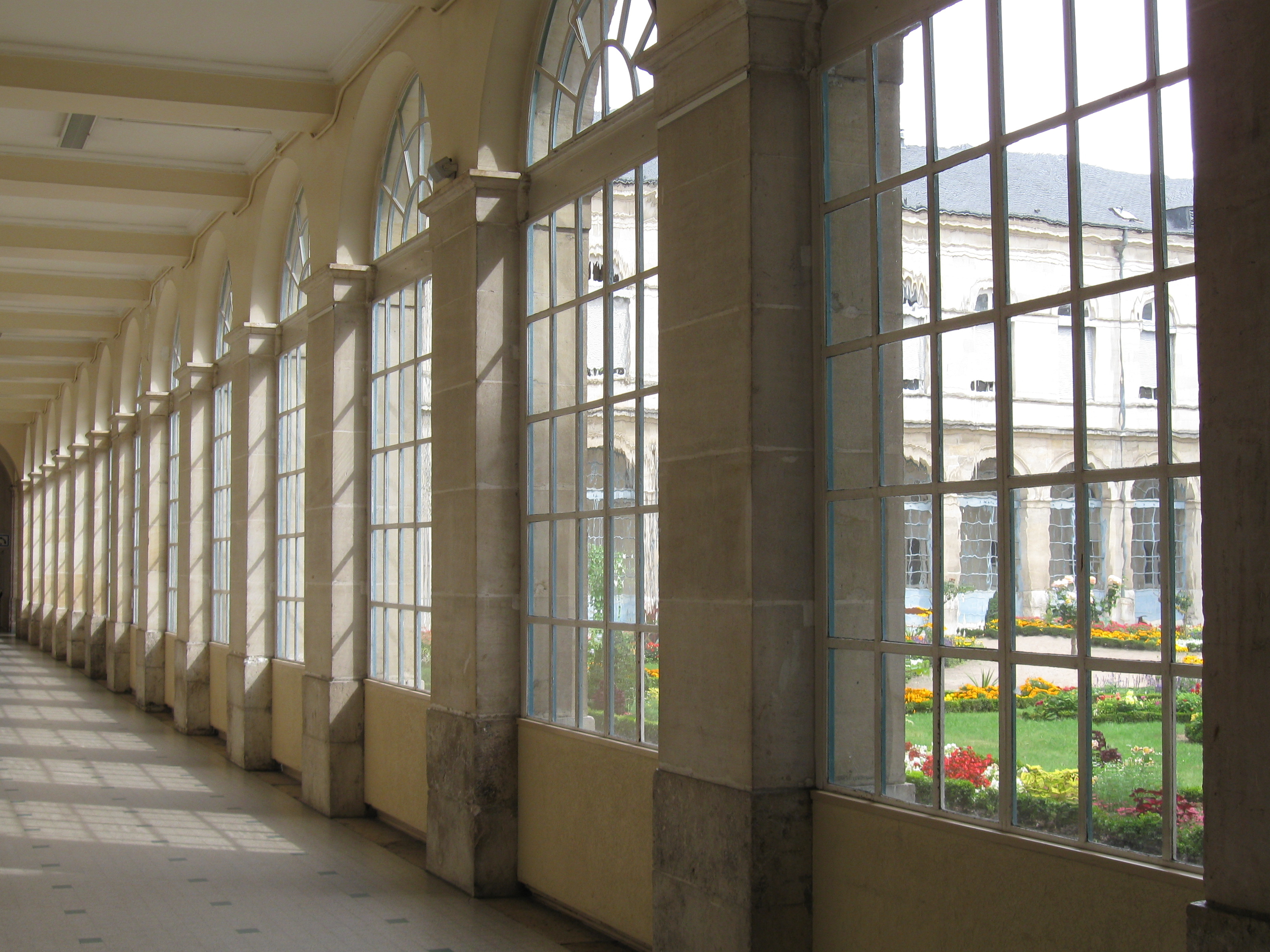
Vue intérieure de l'ancien hôpital, porte Madeleine.

Le Centre Hospitalier Universitaire d'Orléans (C.H.U) est situé dans le quartier d'Orléans-la-Source et a été inauguré en janvier 2017, fusionnant plusieurs sites, comme l'Hôpital Porte-Madeleine.
Quatre cliniques privées ont été réunies dans un pôle de santé privé Nord, baptisé Oréliance, situé à Saran. Seule la Clinique de l'Archette subsiste à Olivet.

### Éducation
La ville d'Orléans accueille le rectorat de l'académie d'Orléans-Tours, dont elle est le chef-lieu, ainsi que la direction académique du Loiret.

#### Université
L'université d'Orléans, créée en 1306 par le pape Clément V, est refondée en 1966. Elle compte 19 002 étudiants en 2019.
- Le campus de l'université d'Orléans est situé à Orléans-la-Source. L'université compte 5 UFR (Unité de formation et de recherche) : Lettres, Langues et Sciences Humaines ; Droit, Économie et Gestion ; Sciences ; Sciences et Techniques des Activités Physiques et Sportives (STAPS); Médecine.
- Orléans dispose de son école d'ingénieur portant le nom de Polytech Orléans elle appartient au réseau Réseau Polytech, l'un des trois plus grands réseaux d'école d'ingénieur en France. Elle résulte de la fusion en 2002 des anciennes ESEM (École Supérieure des Énergies et des Matériaux) et ESPEO (École Supérieure des Procédés Électroniques et Optiques). Polytech Orléans dépend de l'université d'Orléans et se trouve sur le campus de La Source. Polytech Orleans est accréditée par la commission des titres d'ingénieurs (CTI) et membre de la Conférence des grandes écoles (CGE).
- Un Institut universitaire de technologie disposant de départements de : GTE (Génie Thermique et Énergie) ; Chimie ; GMP (Génie Mécanique et Physique) ; INFO (Informatique); QLIO (Qualité Logistique Industrielle et Organisation); GEA (Gestion des Entreprises et des Administrations)
- Institut d'administration des entreprises d'Orléans (IAE Orléans)
- Institut universitaire professionnalisé (IUP Orléans)
- Une école publique de masso-kinésithérapie située sur le campus de l'université
- Une cellule de lutte contre les Violences[169]

#### Écoles supérieures
Deux écoles supérieures d'enseignement supérieur public :
- École supérieure d'art et de design d'Orléans (ESAD Orléans) ;
- Institut de formations paramédicales (IFPM Orléans).

Cinq écoles supérieures d'enseignement supérieur privé (deux écoles supplémentaires d'ici 2022) :
- L'ISC Paris, Campus Orléans depuis la rentrée 2019 (rue Jeanne d'Arc, dans l'ex collège Anatole Bailly), elle possède des accréditations internationales AACSB et AMBA ;
- Excelia Business School, anciennement école de commerce et de gestion d'Orléans (ECG Orléans) puis École supérieure de commerce et de management (ESCEM), qui y propose un programme de bachelor « développement commercial » ;
- Exia (École supérieure d'informatique appliquée du CESI) ;
- Supinfo (École supérieure d'informatique) ;
- Université de la Poste (centre de formation interne à La Poste) ;
- AgroParisTech[170], institut spécialisé dans les sciences du vivant et de l'environnement, à la Source ;
- l'ESTP Paris[171], grande école d'ingénieurs, installée dans une aile de l'ancien Hôpital Porte Madeleine en centre-ville.

#### Lycées
Lycée Hôtelier de L'Orléanais 
Lycée hôtelier à Olivet.
(cuisine,pâtisserie,service, fromageries, primeur).
- Lycée-Benjamin Franklin, lycée polyvalent ;
- Lycée Pothier, lycée d'enseignement général et technologique et classes préparatoires aux grandes écoles ;
- Lycée Jean-Zay, lycée polyvalent ;
- Lycée Charles-Péguy, lycée d'enseignement général et technologique ;
- Lycée Voltaire à Orléans-la-Source, lycée d'enseignement général et technologique (BTS NRC ; communication ; MUC ; SP3S ; notariat) ;
- Lycée Paul-Gauguin à Orléans-la-Source, lycée professionnel ;
- Lycée Saint-Charles, lycée privé général ;
- Lycée Sainte-Croix-Saint-Euverte, lycée privé polyvalent et classes préparatoires aux grandes écoles ;
- Lycée Saint-Paul Bourdon Blanc, lycée privé polyvalent ;
- Lycée de l'horticulture et du paysage de la Mouillère, lycée privé agricole.

#### Collèges
- Collège Jeanne d'Arc ;
- Collège Jean-Pelletier ;
- Collège Jean-Dunois ;
- Collège Jean-Rostand ;
- Collège Étienne-Dolet ;
- Collège Montesquieu ;
- Collège Alain-Fournier ;
- Collège privé Sainte-Croix Saint-Euverte ;
- Collège privé Croix Saint-Marceau ;
- Collège privé Saint-Paul Bourdon Blanc ;
- Institution privée hors-contrat Sainte-Anne.

### Garnison
Orléans est une importante ville de garnison avec, en 2015, la présence du 43e bataillon de transmissions caserné au Quartier Bellecombe.
L'état-major de la 2e brigade blindée et la 2e compagnie de commandement et de transmissions blindée y ont également tenu garnison de 1999 à 2010, date de leur transfert à Illkirch-Graffenstaden près de Strasbourg.
L'Armée américaine avait un état major dans l'ancienne caserne du 131e R.I. à Orléans, et disposait aussi d'une base, construite après la Seconde Guerre mondiale, dans la commune voisine d'Olivet, ainsi que plusieurs autres établissements autour de la ville, dont un hôpital. Depuis le départ des troupes américaines en 1967 la base appartient à l'Armée française, actuels quartiers Valmy et Maison Fort. Elle est aujourd'hui utilisée par le 12e régiment de cuirassiers auquel est rattaché l'escadron d'éclairage et d'investigation de la 2e brigade blindée.
La Direction des approvisionnements en produits de santé des armées et la Pharmacie centrale des armées sont installées au camp militaire d'Orléans-Chanteau.
Unités ayant tenu garnison à Orléans :
- État-major de la 5e région militaire, 1873 - août 1939 (jusqu'à ?)
- État-major du 5e corps d'armée, 1873 - 1913 (jusqu'à ?)
- État-major de la 9e division d'infanterie, (depuis ?) 1913 - 1928
- État-major de la 9e division d'infanterie motorisée, à partir de 1928
- État-major de la 1re division de cavalerie, août 1939
- État-major de la 7e division de cavalerie, (depuis ?) 1913 (jusqu'à ?)
- 131e régiment d'infanterie, 1906
- 30e régiment d'artillerie, 1906
- 32e régiment d'artillerie, 1906
- 30e régiment d'artillerie divisionnaire, août 1939
- 1er régiment de hussards, août 1939
- 8e régiment de chasseurs, août 1939
- 1er régiment d'automitrailleuses, août 1939
- 4e légion de gendarmerie, 1906
- 28e régiment de transmissions, 1er juillet 1979 - septembre 1998
- Centre national de soutien spécialisé des transmissions
- 2e régiment de hussards
- 785e compagnie de guerre électronique
- 6e régiment de cuirassiers, quartier Valmy à Olivet, 1979-2009

## Population et société

### Démographie

#### Évolution démographique
L'évolution du nombre d'habitants est connue à travers les recensements de la population effectués dans la commune depuis 1793. Pour les communes de plus de 10 000 habitants les recensements ont lieu chaque année à la suite d'une enquête par sondage auprès d'un échantillon d'adresses représentant 8 % de leurs logements, contrairement aux autres communes qui ont un recensement réel tous les cinq ans,.

En 2022, la commune comptait 116 344 habitants, en évolution de +1,36 % par rapport à 2016 (Loiret : +1,89 %, France hors Mayotte : +2,11 %).
| 1793   | 1800   | 1806   | 1821   | 1831   | 1836   | 1841   | 1846   | 1851   |
| ------ | ------ | ------ | ------ | ------ | ------ | ------ | ------ | ------ |
| 51 500 | 41 937 | 42 651 | 40 233 | 40 161 | 40 272 | 42 584 | 45 788 | 47 393 |

| 1856   | 1861   | 1866   | 1872   | 1876   | 1881   | 1886   | 1891   | 1896   |
| ------ | ------ | ------ | ------ | ------ | ------ | ------ | ------ | ------ |
| 46 922 | 50 798 | 49 100 | 48 976 | 52 157 | 57 264 | 60 826 | 63 705 | 66 699 |

| 1901   | 1906   | 1911   | 1921   | 1926   | 1931   | 1936   | 1946   | 1954   |
| ------ | ------ | ------ | ------ | ------ | ------ | ------ | ------ | ------ |
| 67 311 | 68 614 | 72 096 | 69 048 | 70 611 | 71 606 | 73 155 | 70 240 | 76 439 |

| 1962   | 1968   | 1975    | 1982    | 1990    | 1999    | 2006    | 2011    | 2016    |
| ------ | ------ | ------- | ------- | ------- | ------- | ------- | ------- | ------- |
| 84 233 | 95 828 | 106 246 | 102 710 | 105 111 | 113 126 | 113 130 | 114 185 | 114 782 |

| 2021    | 2022    | - | - | - | - | - | - | - |
| ------- | ------- | - | - | - | - | - | - | - |
| 116 617 | 116 344 | - | - | - | - | - | - | - |

#### Pyramide des âges
La population de la commune est relativement jeune. En 2020, le taux de personnes d'un âge inférieur à 30 ans s'élève à 43,7 %, soit un taux supérieur à la moyenne départementale (35,9 %). Le taux de personnes d'un âge supérieur à 60 ans (20,6 %) est inférieur au taux départemental (26,4 %).
En 2020, la commune comptait 55 916 hommes pour 61 110 femmes, soit un taux de 52,22 % de femmes, supérieur au taux départemental (51,3 %).
Les pyramides des âges de la commune et du département s'établissent comme suit :
| Hommes | Classe d’âge | Femmes |
| ------ | ------------ | ------ |
| 0,6    | 90 ou +      | 1,7    |
| 5,2    | 75-89 ans    | 7,5    |
| 11,9   | 60-74 ans    | 14     |
| 16,3   | 45-59 ans    | 16,6   |
| 20,1   | 30-44 ans    | 18,5   |
| 26,6   | 15-29 ans    | 24,7   |
| 19,2   | 0-14 ans     | 17     |

| Hommes | Classe d’âge | Femmes |
| ------ | ------------ | ------ |
| 0,8    | 90 ou +      | 1,9    |
| 7,2    | 75-89 ans    | 9,3    |
| 16,5   | 60-74 ans    | 17,4   |
| 19,7   | 45-59 ans    | 19,4   |
| 18,3   | 30-44 ans    | 18     |
| 18,1   | 15-29 ans    | 16,1   |
| 19,5   | 0-14 ans     | 17,8   |

#### Immigration
En 2017, la ville d'Orléans comptait 21 081 immigrés sur une population totale de 116 685 habitants soit 18,1  % (dont 4,5 % nés en Europe et  13,6  % nés hors d'Europe).
Entre 1975 et 2015, la proportion des jeunes de moins de 18 ans immigrés d'origine extra-européenne ou vivant avec au moins un parent immigré d'origine extra-européenne est passée  de 3 % à 37 %. Les petits-enfants d'immigrés ne sont pas pris en compte.

### Cultes

#### Christianisme

##### Catholicisme
Orléans est, avec la cathédrale Sainte-Croix, le siège d'un diocèse catholique romain. Il dispose d'un séminaire interdiocésain. La ville fait partie du doyenné d'Orléans. Le territoire de la commune occupe tout ou partie de quatre zones pastorales (Orléans-Centre, Orléans-Est, Orléans-Nord et Orléans-Sud).
Le centre-ville relève de la zone Orléans-Centre, qui comprend la cathédrale Sainte-Croix ainsi que les paroisses : Saint-Donatien, Saint-Paterne, Saint-Pierre-du-Martroi, Saint-Aignan, Sainte-Jeanne-d'Arc, Saint-Paul-Notre-Dame-des-Miracles, Saint-Laurent, Notre-Dame-de-Recouvrance et Saint-Vincent.
La zone d'Orléans-Est comprend les paroisses Saint-Marc et Saint-Jean-Bosco.
La zone Orléans-Nord comprend les paroisses Notre-Dame-de-Consolation, rattachée au groupement paroissial de Fleury-les-Aubrais et Notre-Dame-des-Blossières
La zone Orléans-Sud comprend les paroisses Saint-Marceau et Saint-Yves.
En 2011, selon le quotidien La République du Centre, qui ne donne aucune source, environ 15 % des catholiques pratiquants de l'agglo orléannaise « seraient » favorables, dans les offices religieux, à la forme tridentine du rite romain ou « forme extraordinaire du rite romain ». Autorisée de nouveau par le pape Benoît XVI, cette liturgie, plus longue et plus solennelle, accorde au latin et au chant grégorien, une place plus importante que dans la « forme ordinaire » du rite.

##### Protestantisme
Le culte protestant est célébré au temple protestant d'Orléans.

##### Orthodoxie
La chapelle du Campo-Santo est mise à disposition de la paroisse orthodoxe du Christ-Sauveur, qui relève de la Métropole orthodoxe grecque de France et donc de l'Église orthodoxe de Constantinople.

##### Antoinisme
Un temple utilisé par le culte antoiniste est situé 7 rue des Juifs, et a été dédicacé le 26 mai 1957.

#### Judaïsme
La communauté juive célèbre le culte israélite à la synagogue d'Orléans, installée dans une chapelle dépendant autrefois de l'évêché.

#### Islam
La ville possède également 6 lieux de cultes musulmans, deux mosquées et quatre salles de prière.

## Activités sportives

La patinoire du Baron.

### Clubs
- L'Union sportive Orléans Loiret judo est un club de niveau international[188] ;
- L'Orléans Loiret Basket (ex Entente Orléanaise) joue en Pro-B (2ème niveau national)[189] ;
- L'Union sportive Orléans Loiret football joue en National 1 (3ème niveau national)[190] ;
- Les Chevaliers d'Orléans est une équipe de football américain évoluant en Division 3 (3ème niveau national)[191] ;
- Le Rugby Club Orléans joue en Nationale 2 (4ème niveau national)[192] ;
- L'Orléans Loiret hockey sur glace joue en Division 3 (4ème niveau national)[193] ;
- Le Club de floorball orléanais (C.F.O.) évolue dans le championnat de France de floorball de division 2 avec son équipe des Gladiateurs d'Orléans ;
- Le Cercle d'escrime orléanais comporte des membres de niveau international[194] ;
- L'US Orléans tennis compte trois équipes dans l'élite nationale : une équipe féminine en Nationale 1B, une en Nationale 4 et une équipe masculine en Nationale 4[195] ;
- L'UC Orléans est équipe cycliste de Division Nationale 3.

### Infrastructures
- L'arena CO'Met (salle de sport couverte de 10.000 places) ;
- Le stade de la Source[196] ;
- Le palais des sports d'Orléans[197] ;
- La patinoire du Baron[198] ;
- L'hippodrome et le stade de l'Île Arrault[199] ;
- Le stade Marcel-Garcin[200].

### Événements
Autrefois Orléans organisa le Circuit d'Orléans (un Grand Prix automobile).
La ville accueille de nos jours l'Open d'Orléans, un tournoi ATP Challenger Series.
La ville a reçu les championnats du monde d'escrime 1988, le championnat du monde de volley-ball féminin des moins de 18 ans 1995 ainsi que le départ d'une étape des Tours de France cyclistes 1964, 1966, 1974, 1985, 1987 et 2001. Depuis 2009, la Coupe du Monde de sabre dame se déroule au Zénith d'Orléans.
La ville accueille, la 13e semaine de l'année, l'Orléans International Challenge qui se déroule au palais des Sports. Cette compétition internationale de badminton est organisée par le CLTO Badminton.
La ville est labellisée Terre de Jeux 2024 depuis juillet 2020 dans l'optique des Jeux Olympiques et Paralympiques de Paris 2024.

### Médias

#### Télévision
- France 3 Centre-Val de Loire : chaîne régionale publique avec des émissions d'information et de divertissement sur la région Centre-Val de Loire.
- Orléans TV, ancienne chaîne lancée début 2007 sur le réseau analogique dans un premier temps puis sur la TNT. Elle n'existe plus depuis mars 2011.

Les chaînes de la TNT sont recevables sur Orléans grâce au site de diffusion de Traînou, à la Plaine Poteau.
Un réémetteur TNT est disponible à Dunois.

#### Radio
- Radio Campus Orléans (88.3 FM) : radio étudiante orléanaise[204].
- RCF Loiret (ex-RCF Saint Aignan) (91.2 FM) : radio locale chrétienne du Diocèse d'Orléans[205].
- Chérie FM Centre-Val de Loire (91.6 FM) : programme local de Chérie FM depuis Tours.
- Nostalgie Orléans (93.7 FM) : déclinaison orléanaise de Nostalgie.
- Radio Arc-en-Ciel (96.2 FM) : radio associative orléanaise.
- Forum (97.5 FM) : radio locale commerciale émettant sur une large couverture allant du Centre-Val de Loire jusqu'en Nouvelle-Aquitaine en passant par les Pays de la Loire. Elle appartient au Groupe 1981 à Orléans.
- NRJ Orléans (100.4 FM) : déclinaison orléanaise d'NRJ.
- France Bleu Orléans (100.9 FM) : radio locale publique émettant aussi en Loir-et-Cher.
- Vibration (102.0 FM) : radio locale commerciale émettant dans le Centre-Val de Loire et sur une partie des Pays de la Loire. Elle appartient au Groupe 1981 à Orléans.

Le Groupe 1981 (ex-Start puis Sud Radio Groupe) est basé à Orléans. Il détient plusieurs radios locales en France (Vibration, Forum, Wit FM, Black Box...). Il a racheté Sud Radio en 2005 aux laboratoires Fabre mais l'a revendu à Fiducial en 2013.

#### Presse
- La République du Centre, dont le siège de la rédaction se trouve à Orléans et qui possède plusieurs éditions locales, dont celle d'Orléans.
- L'Étudiant autonome, journal des étudiants orléanais dont le siège de la rédaction est situé sur le campus de La Source.
- La Tribune d'Orléans, journal gratuit d'informations locales paraissant chaque jeudi. Le journal a cessé son activité le 12 septembre 2015 et a été fusionné avec L'Hebd'O, devenant ainsi La Tribune/Hebd'O, magazine gratuit d'information d'Orléans, paraissant chaque mercredi.
- Edith, magazine féminin mensuel gratuit d'Orléans.
- OrléPass Magazine, bimestriel gratuit d'Orléans.

#### Internet
- LibéOrléans, site local du quotidien Libération lancé en 2008, a cessé son activité en avril 2011[206].

### Fêtes et manifestations
- Les fêtes johanniques, chaque début mai, restent la manifestation populaire la plus importante d'Orléans. Les « Fêtes de Jeanne d'Arc » sont actuellement (2016) promues pour être inscrites au patrimoine mondial de l'UNESCO[207].
- La fête de la Saint-Fiacre, du quartier Saint-Marceau (construit sur des anciens vergers et potagers), se déroule chaque année depuis 1806 (sauf durant les deux guerres mondiales) et honore, sur trois jours, les métiers horticoles. Elle a lieu le week-end le plus proche de la Saint-Fiacre, fin août.
- La fête de la Saint-Aignan, en novembre, dans le quartier du même nom, a été remplacée à partir de 2005 par un festival de musique : le festival de travers[208].
- Le festival de jazz d'Orléans, Orléans'jazz, série de manifestations musicales durant le mois de juin de 1990 à 2014, a été remplacé en 2016 par le festival Jazz Or Jazz, supprimé à son tour en 2020.
- Le concours international de piano du XXe siècle a été créé par la pianiste et pédagogue Françoise Thinat en 1994 et se déroule tous les deux ans.
- Le festival de Loire rassemble en septembre, tous les deux ans les années impaires, une importante batellerie avec des manifestations autour de ce thème[209].
- La Grande braderie a lieu traditionnellement fin juillet (sauf en 2005 et 2006 où elle s'est déroulée fin août).
- Archilab rassemble à l'automne des rencontres internationales d'architecture comportant diverses expositions. La création de cet évènement a eu lieu en 1999 ; il se déroule depuis tous les deux ans.
- Le forum des Droits humains (anciennement forum des droits de l'Homme) a lieu à chaque rentrée. Ce forum permet à la population de l'Orléanais d'échanger des informations, réflexions et points de vue sur les droits Humains bafoués. Le forum se déroule sous la forme de conférences-débats, projections, ateliers[210]…
- La fête foraine, a lieu chaque année entre la fin du mois de mai et du début du mois de juin. Depuis 2019, la fête s'installe au stade de la Vallée, au bord de la RD2020, à Fleury-les-Aubrais. Elle réunit chaque année des dizaines de manèges à sensation et reçoit des milliers de visiteurs.
- Le set électro, festival de musiques électroniques, se tient chaque année au cours du mois de mai sur le parvis du théâtre d'Orléans à l'occasion des fêtes Johanniques. Le set electro a reçu récemment de grand DJs comme Yves V, les Nervo, Joachim Garraud... L'édition 2016 avait accueilli plus de 30 000 spectateurs fan de musique électronique.
- Festival Orléans joue à la mi-septembre[211]. Festival sur les jeux de société, jeux de rôle, jeux de figurines, qui a été créé en 2014 sous l'impulsion des acteurs associatifs et des boutiques spécialisées de la région orléanaise.
- Durant le mois de décembre sont organisés plusieurs marchés de Noël. En 2016, ils sont situés place du Martroi, place de la Loire, et place de la République[212]. La cathédrale Sainte-Croix accueille également des projections lumineuses animées sur sa façade.

## Culture et patrimoine

### Patrimoine bâti

#### Patrimoine civil

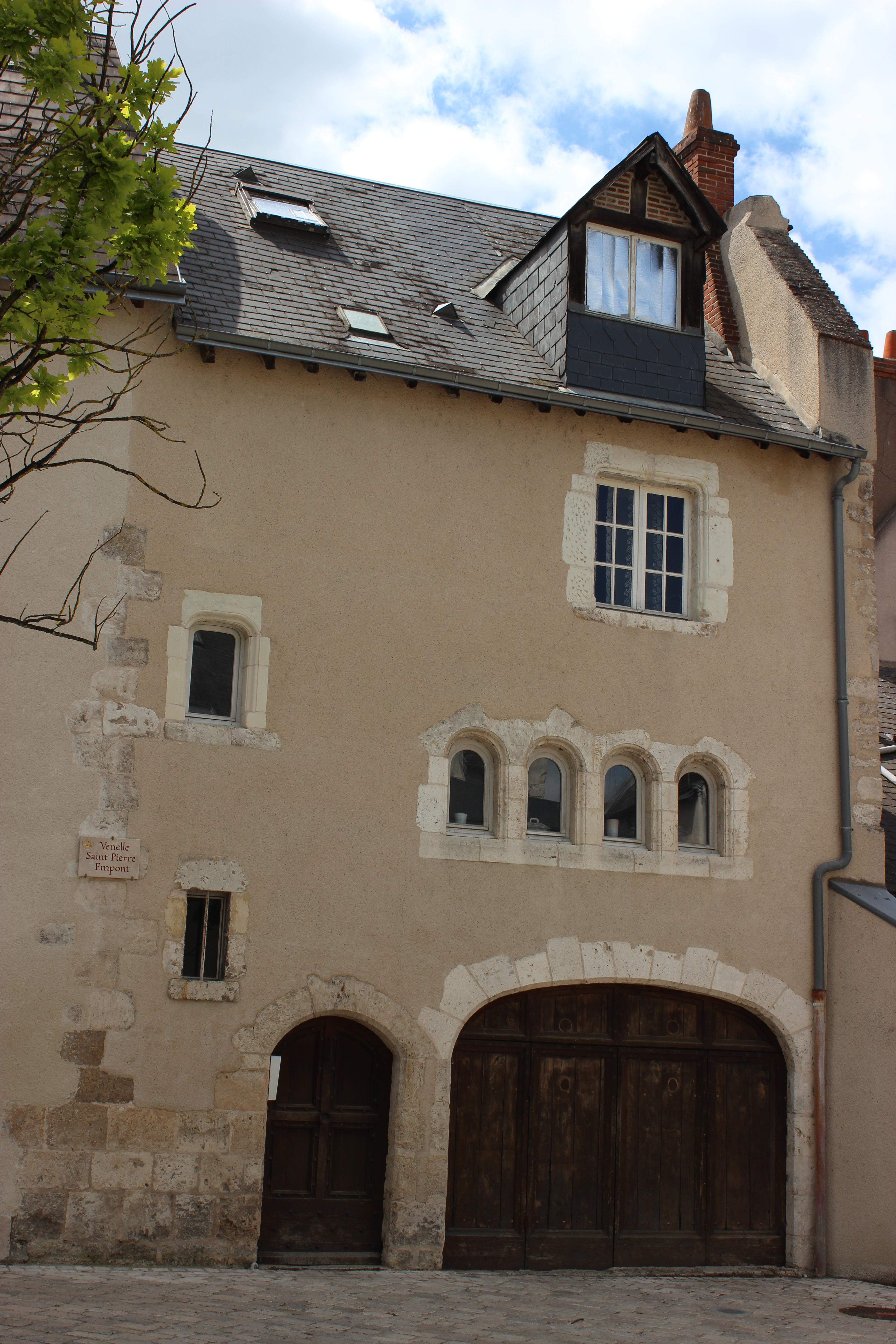
« Le petit Voisins ». Époque Renaissance, 1527 (à l'origine, refuge et hôtellerie appartenant à l'abbaye de Voisins, située à Saint-Ay, à quelques kilomètres d'Orléans).

##### Enceinte et châteaux
- L'enceinte gallo-romaine, est visible en plusieurs endroits de la ville comme au pied du transept nord de la cathédrale (IVe siècle) (base de tour et portion de mur sur 2,5 m de hauteur depuis le fond du fossé) ; rue de la Tour-Neuve, où une portion de mur d'enceinte d'environ H=6 m L=50 m sert d'appui à l'ancienne vinaigrerie Dessaux (l'entreprise a fermé dans les années 1980), à côté de l'actuelle salle municipale Eiffel ; place Louis-XI, servant de rampe d'escalier donnant vers une cave gothique voûtée sous la voie publique (le mur servait de fondation à l'ancienne église qui occupait le site jusqu'à la Révolution).
- La Porte Bannier, découverte en 1986, se situe à l'aplomb de la statue de Jeanne d'Arc. Elle date du XIVe siècle. On y accède, lors de certaines circonstances, par une trappe située sur la place du Martroi. Il est également possible de l'admirer depuis une fenêtre aménagée dans le parking souterrain sous la place.
- La Tour blanche est la seule tour encore en élévation subsistant de l'enceinte gallo-romaine. En réalité, seule sa base est réellement de cette époque en raison de campagnes de rénovation successives au cours des siècles jusqu'à ce que l'extension de l'enceinte vers l'est sous Louis XI (3e enceinte) ne la prive de son utilité défensive. Elle jouait encore son rôle défensif lors du siège d'Orléans. Elle abrite actuellement le service archéologique de la Ville d'Orléans.
- Le châtelet, dont il ne reste qu'une tour et une partie du portail d'entrée, est une forteresse dont les origines sont antérieures au Xe siècle, siège du pouvoir royal et seigneurial dans la cité durant des siècles (logis, tribunal, etc.).
- Le château de La Source (XVIIe – XIXe siècle) domine le parc Floral et la source du Loiret.

##### Hôtels particuliers et maisons remarquables
- L'hôtel Groslot fut construit par Jacques Androuet du Cerceau entre 1550 et 1555 pour Jacques Groslot, bailli d'Orléans. François II y mourut en 1560. Charles IX, Henri III et Henri IV y séjournèrent. L'hôtel fut restauré en 1850. Le bâtiment, avec une façade décorée d'un appareil de briques, abrite la mairie d'Orléans depuis 1790 (actuelle salle des mariages).
- L'hôtel de la Vieille Intendance (début XVIe siècle), ou hôtel Brachet, anciennement « Maison du Roy », est un véritable château de style gothique-Renaissance construit en briques[213]. Aujourd'hui il est le siège du tribunal administratif d'Orléans. Sa façade est flanquée de deux tourelles depuis la cour d'honneur qui ouvre sur la rue de la Bretonnerie. La plus belle vue sur cette demeure - qui accueillit les plus hauts dignitaires du royaume de passage à Orléans, et peut-être les rois eux-mêmes (Henri IV, Louis XIII, Louis XIV) - peut être obtenue depuis ses jardins, accessibles au public à partir de la rue d'Alsace-Lorraine.
- L'hôtel de la Motte-Sanguin (XVIIIe siècle) est hôtel particulier construit sur ordre du duc d'Orléans[214], Louis-Philippe d'Orléans (1747-1793) dit « Égalité » en raison de son soutien aux révolutionnaires. Surnommé « l'homme le plus riche du monde », celui-ci vota la mort de son cousin le roi Louis XVI. De style classique, c'est une résidence, avec ses jardins, que l'on pourrait qualifier de princière, voire royale car le fils de Philippe-Égalité a accédé au trône de France sous le nom de Louis-Philippe Ier.
- La maison de Louis XI (fin du XVe s.), place Saint-Aignan, fut construite par le souverain qui vénérait particulièrement saint Aignan[215][réf. incomplète].
- La maison de Jeanne d'Arc, où elle séjourna du 24 avril au 9 mai 1429 est en fait, une reconstitution approximative, l'originale ayant été d'abord frappée d'alignement vers le début du XXe siècle, puis détruite par un incendie, lors des bombardements de juin 1940.
- L'hôtel Cabu, appelé aussi maison de Diane de Poitiers, fut construit par Philippe Cabu, avocat en 1547, sur des plans de l'architecte Androuet du Cerceau.
- L'hôtel Hatte (XVe siècle) abrite actuellement le Centre Charles-Péguy.
- L'hôtel Toutin, l'hôtel Ducerceau et la maison Jean Dalibert datent du XVIe siècle.
- L'hôtel Pommeret (XVIe siècle) accueille aujourd'hui la Chambre régionale des Comptes.
- L'hôtel des Créneaux, ancien hôtel de ville gothique-renaissance (XIVe – XVe siècle) est très ostentatoire et richement décoré. Il est surmonté d'un beffroi (tour de guet / clocher) gothique. Sa tour a pour un temps abrité un poste de télégraphe. Il abrite actuellement une partie du Conservatoire d'Orléans[216].
- Le cabinet Jacques Boucher (XVIe siècle), autrefois attenant à l'hôtel du même nom, place Charles-De-Gaulle, est aujourd'hui visible depuis le jardin public qui lui doit également son nom.
- La maison de la Coquille (XVIe siècle) est ornée d'une « coquille Saint-Jacques ». Elle était en effet proche de la chapelle Saint-Jacques, rue des Hostelleries-Sainte-Catherine et proche de la porte du Pont, point de passage des pèlerins en route pour l'Espagne depuis le nord de l'Europe.
- L'Hôtel Hector de Sanxerre, construit de 1543 à 1545 pour le receveur d'Orléans (classé aux monuments historiques depuis 1912)[n 5].
- La maison des Chevaliers du Guet (XVIe siècle, inscrite aux monuments historiques depuis 1925) est un hôtel particulier en brique et pierre qui aurait abrité les gens d'armes chargés de l'ordre dans la cité (controversé)[n 6].
- Les immeubles et anciens hôtels particuliers de la rue d'Escure sont du XVIIe – XVIIIe siècle.

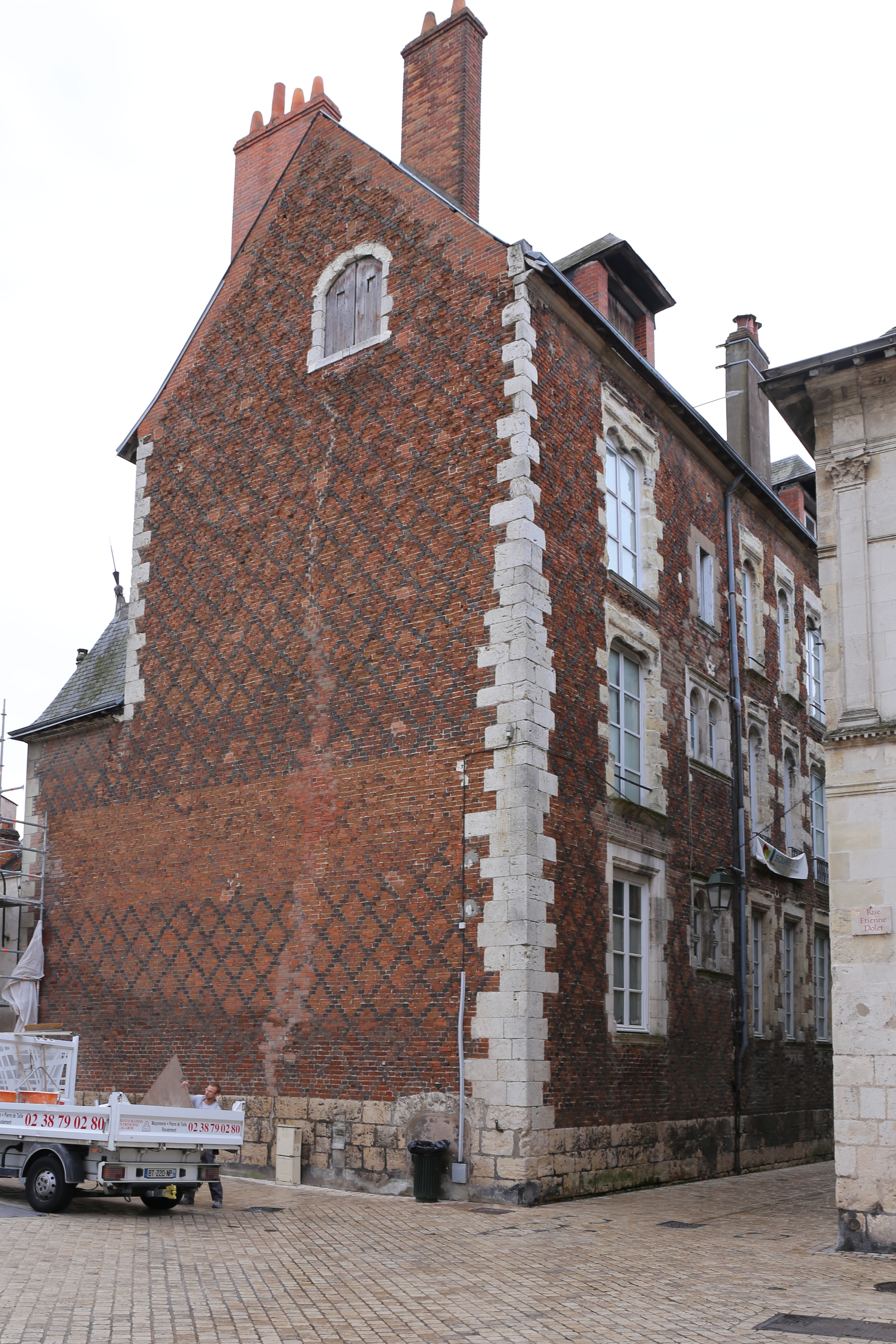
Maison des Chevaliers du Guet, à l'angle de la rue Étienne-Dolet et la rue Parisie.
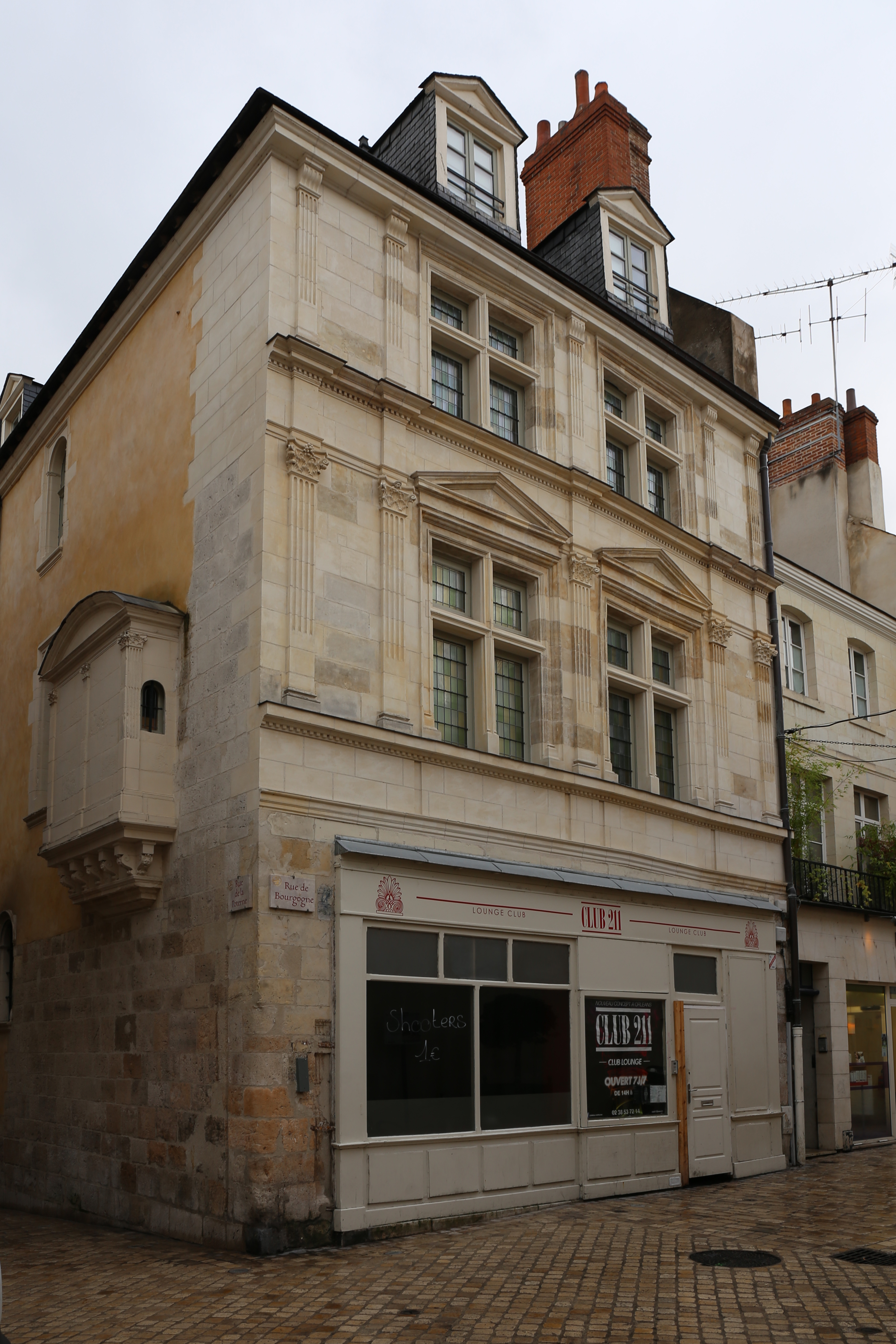
Hôtel Hector de Sanxerre, à l'angle de la rue de la Poterne et de la rue de Bourgogne.

##### Lieux d'enseignement et de culture
- La salle des thèses est l'ancienne bibliothèque de l'université d'Orléans fondée en 1306 (bien que son origine soit plus ancienne). Ce bâtiment gothique est une construction du XVe siècle qui était voisine des « Grandes Écoles », monument gothique détruit au XIXe qui abritait les cours. De renommée internationale (présence d'un fort contingent germanique notamment), de nombreuses célébrités - par exemple Jean Calvin, Molière, La Boétie ou encore le pape Clément V - y étudièrent et/ou y enseignèrent.
- L'école d'artillerie, ancienne école militaire du XIXe siècle, est édifiée en bordure des quais de Loire, près du pont René-Thinat[220]. Ce bâtiment en pierre de style classique est souvent confondu avec le château de la Motte-Sanguin qui est situé tout à côté, sur la motte elle-même.
- La bibliothèque des sciences du campus d'Orléans la Source (2005), fut dessinée par les architectes Florence Lipsky et Pascal Rollet, et récompensée par le prix de l'Équerre d'argent 2005.
- La mairie-bibliothèque de l'Argonne fut dessinée par l'architecte Alain Poivet et récompensée par le prix d'architecture AMGVF AMO 1996.
- La médiathèque fut inaugurée en 1994 par François Mitterrand[221].
- Le  Cercil – Musée mémorial des enfants du Vel d'Hiv', situé dans une ancienne école du XIXe siècle entièrement rénovée (rue du Bourdon-Blanc) est un lieu de mémoire, ainsi que centre de documentation, ayant pour objectif d'approfondir et d'expliquer le rôle des camps d'internement du Loiret dans la déportation juive durant la Seconde Guerre mondiale.
- Les Turbulences (2013), musée du FRAC Centre, fut conçu par le cabinet d'architecture Jacob & Mac Farlane. Bâtiment aux lignes futuristes, couvert d'un revêtement de LED et inséré dans une ancienne caserne militaire du XIXe siècle.
- La salle de l'Institut, place Sainte Croix est une petite salle de concert au sein du conservatoire, qui peut également se transformer en salle de bal grâce à un plancher modulable. Son acoustique est remarquable.

##### Rues notables
- La place du Martroi, cœur symbolique de la cité, comporte en son centre une statue équestre monumentale de Jeanne d'Arc (où cette dernière est plus grande que son cheval), sculptée par Denis Foyatier. Cette statue fut brisée pendant la Seconde Guerre mondiale puis réparée par le sculpteur Paul Belmondo, père du célèbre acteur ; les bas-reliefs du piédestal sont dus au sculpteur Vital Dubray.
- La rue de Bourgogne, ancien decumanus romain (axe majeur est-ouest), est toujours longée par les centres religieux, politiques et commerciaux de la cité. Elle demeure le cœur symbolique de la ville. Elle est particulièrement longue (plus de 1 km) et est bordée d'hôtels particuliers ainsi que de demeures de tous âges et de tous styles. Elle accueille une grande diversité de populations de toutes conditions et de toutes origines (étudiants, bourgeois, ouvriers, immigrés…). C'est par son extrémité est (porte Bourgogne), aujourd'hui au croisement de la rue de la Fauconnerie, que Jeanne d'Arc entra pour la première fois dans la cité en 1429. Avant les bombardements de 1940 et 1944, la rue de Bourgogne se prolongeait sans réelle interruption par la rue du Tabour et la rue des Carmes jusqu'à l'extrémité ouest de la ville (porte Madeleine et porte Saint-Jean), soit près du double de sa longueur actuelle.
- La rue Royale (XVIIIe siècle) et ses arcades marchandes ont été largement reconstruites à l'identique après les bombardements de la Seconde Guerre mondiale et constituent un chef-d'œuvre d'urbanisme. Les perspectives monumentales qu'elle offre (sur la statue de Jeanne d'Arc place du Martroi notamment) rappellent celles de grandes métropoles européennes (Turin, Rome, Vienne…), dont celle de la rue Royale de Paris entre la place de la Concorde et l'église de la Madeleine ou encore celles de la rue de la Paix ou de la rue de Rivoli .
- La rue Jeanne d'Arc (XVIIIe – XIXe siècles) est une grande artère faisant face à la cathédrale Sainte-Croix et ouvrant une formidable perspective sur celle-ci. Elle est longée d'immeubles cossus, en pierre de taille pour la plupart, remarquablement homogènes bien que tous différents en raison de strictes règles d'urbanisme, adoptées dès l'origine du projet ayant donné lieu à la destruction de toute la partie centrale de la vieille ville qui se situait en lieu et place.

##### Autres lieux

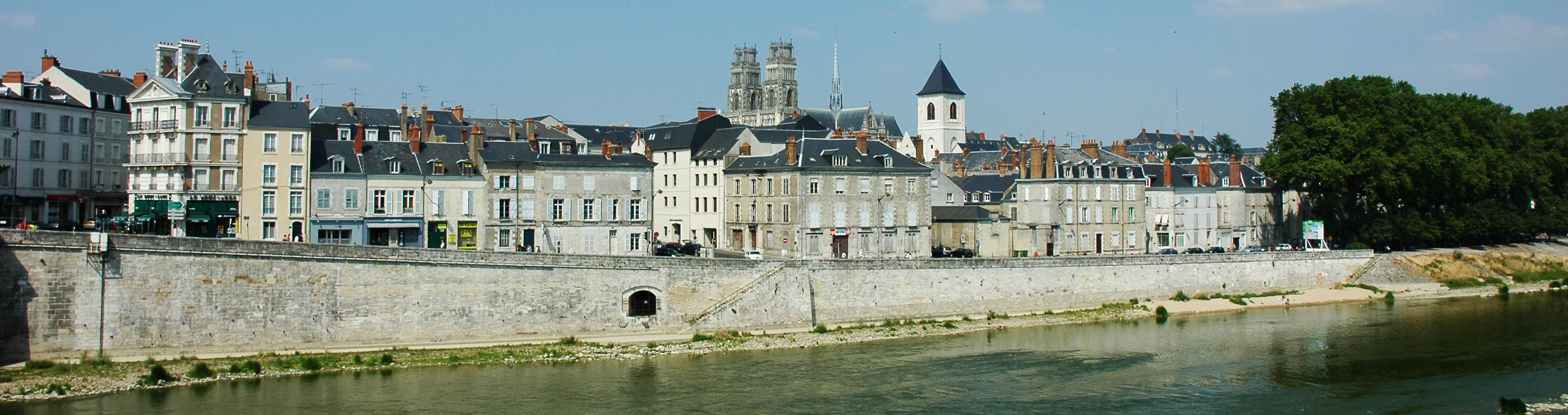
Vue sur la ville d'Orléans, rive droite de la Loire,
depuis le pont Georges-V.

- L'ancien hôpital et sa chapelle, dit hôpital Madeleine, qui est principalement d'époque Louis XIV (XVIIe siècle).
- La chancellerie du duc d'Orléans (XVIIIe siècle) est située place du Martroi. Seule la façade a survécu aux bombes de la Seconde Guerre mondiale. Un monument jumeau postérieur abrite la CCI du Loiret de l'autre côté de la rue Royale (côté est).
- Les quais de Loire (XVIIe – XIXe siècles) du port d'Orléans, pavés en amont et en aval du pont George-V, sont les vestiges du florissant commerce de Loire qui fit la richesse de la cité depuis la préhistoire jusqu'à l'invention de la machine à vapeur.
- Le dhuis (ou les dhuis), est une digue anciennement pavée (vestiges visibles) en milieu de la Loire s'étendant sur des kilomètres, en amont et en aval de la cité, destiné à canaliser les eaux du fleuve ainsi qu'à autoriser la navigation en des périodes de moindre débit de celui-ci.
- La préfecture, ancien monastère bénédictin, construit en 1670 et abritant la préfecture depuis 1800. Il contient un escalier d'honneur en fer forgé monumental, datant de 1680 (inscrit à l'inventaire des monuments historiques en 2005, ne se visite qu'au cours de certaines circonstances).
- Le pont Royal ou pont George-V est le plus ancien, gardé au sud par deux anciens postes de perception de l'octroi. Le pont des Tourelles, construit en 1140 et détruit en 1760 (d'abord par une inondation), fut le premier pont en pierre d'Orléans (un peu en amont du pont Royal, la base des piles originelles affleure encore en période de basses eaux).
- Le pont de l'Europe, dessiné par Santiago Calatrava, est un pont en arc bow-string incliné particulièrement original.
- La statue La Baigneuse par Paul Belmondo, rue Royale, fut inaugurée le 23 juillet 1955 et celle de Jean Calvin, par Daniel Leclercq, en face du temple, le 14 novembre 2009[222],[223].
- Le palais épiscopal ou ancien évêché (XVIIe et XVIIIe siècles), a eu son portail d'entrée classé monument historique depuis le 20 mars 1912 et le bâtiment principal ainsi que les jardins d'agrément depuis le 11 juillet 1942[224]. Depuis janvier 2014, il abrite le Centre international universitaire de recherche (université d'Orléans et Studium)[225].
- Les quartiers les plus anciens de la ville situés dans l'espace délimité par les mails (quartier Bourgogne notamment) présentent des centaines de façades d'architecture médiévale ou Renaissance en pierre ou à pans de bois (colombages). Toutes ont été (ou ont vocation à être) rénovées, selon une politique municipale constante depuis 2001.

On peut encore citer le palais de justice et le canal d'Orléans comme remarquables.

Fontaine place Gaspard-de-Coligny.
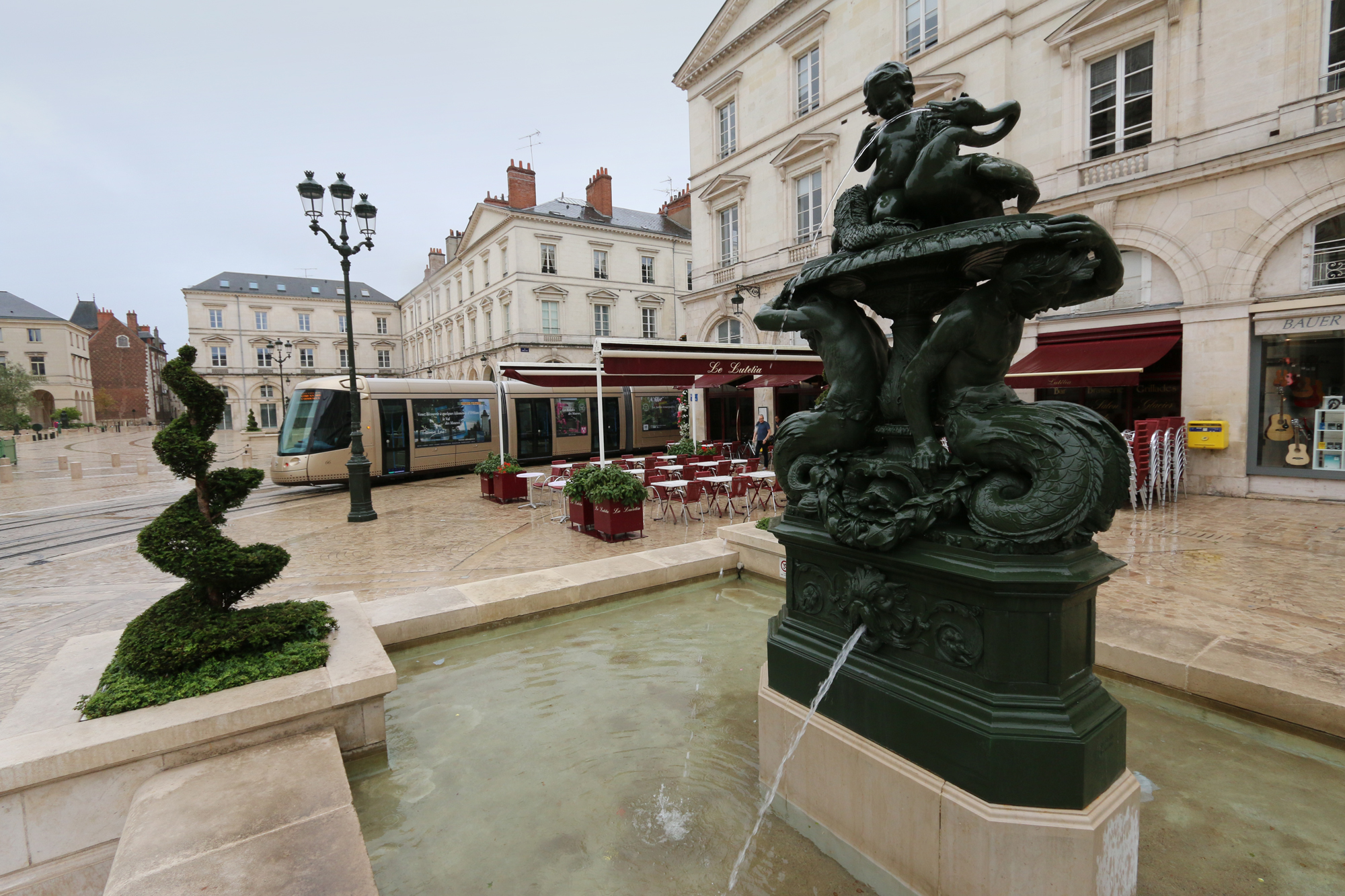
La fontaine de la place Sainte-Croix.
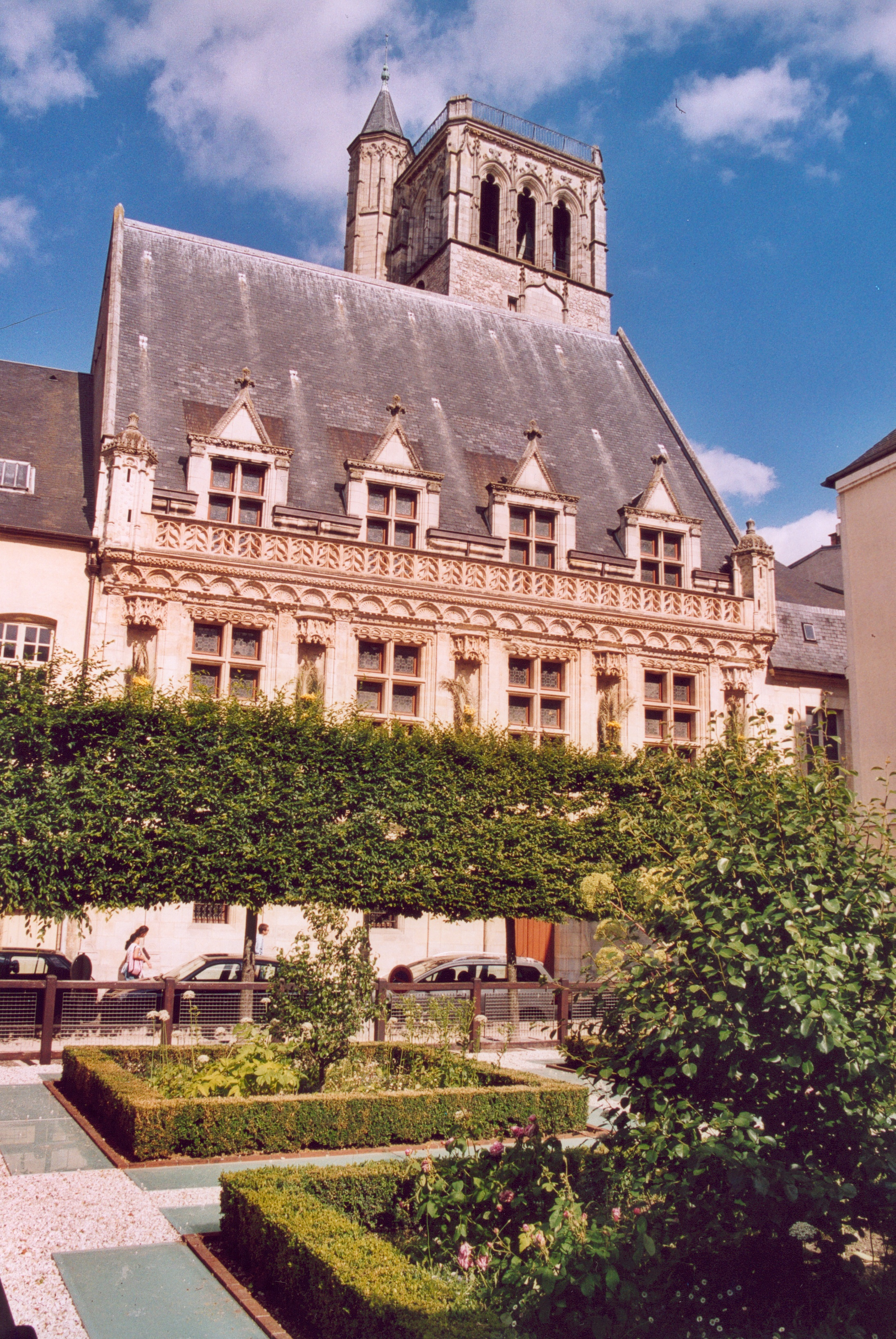
Hôtel des Créneaux.
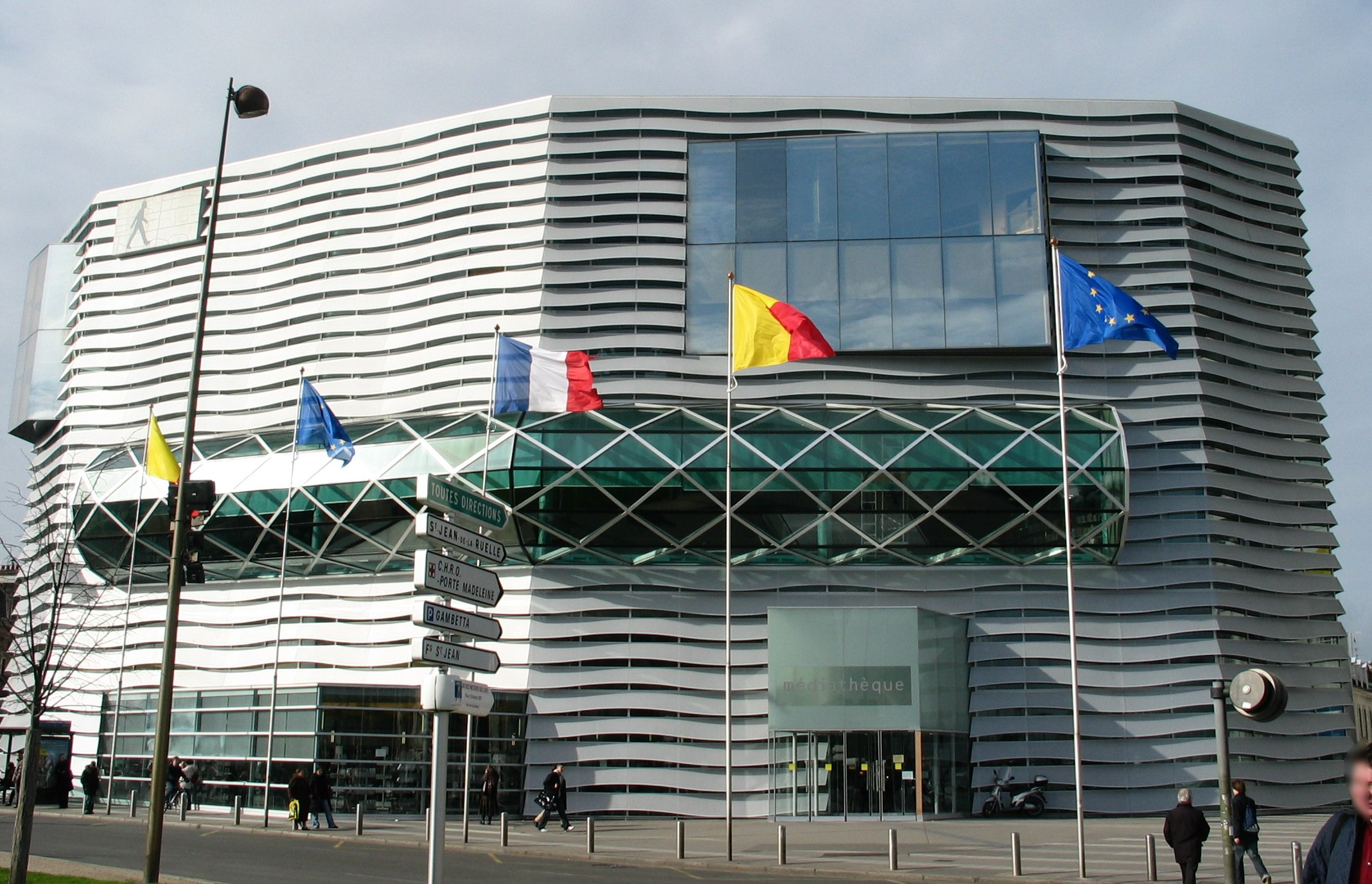
La médiathèque vue depuis la place Gambetta.
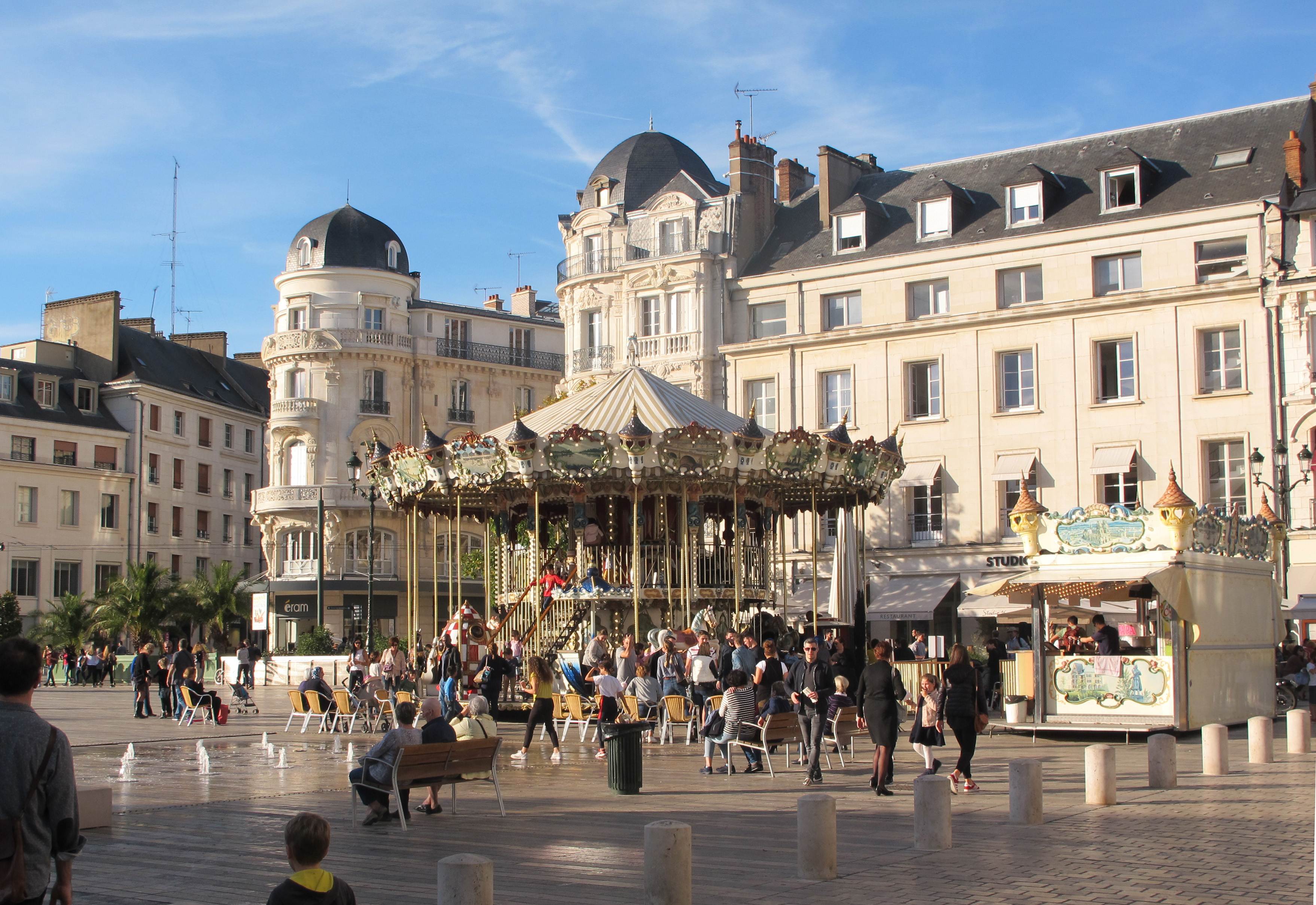
Place du Martroi.
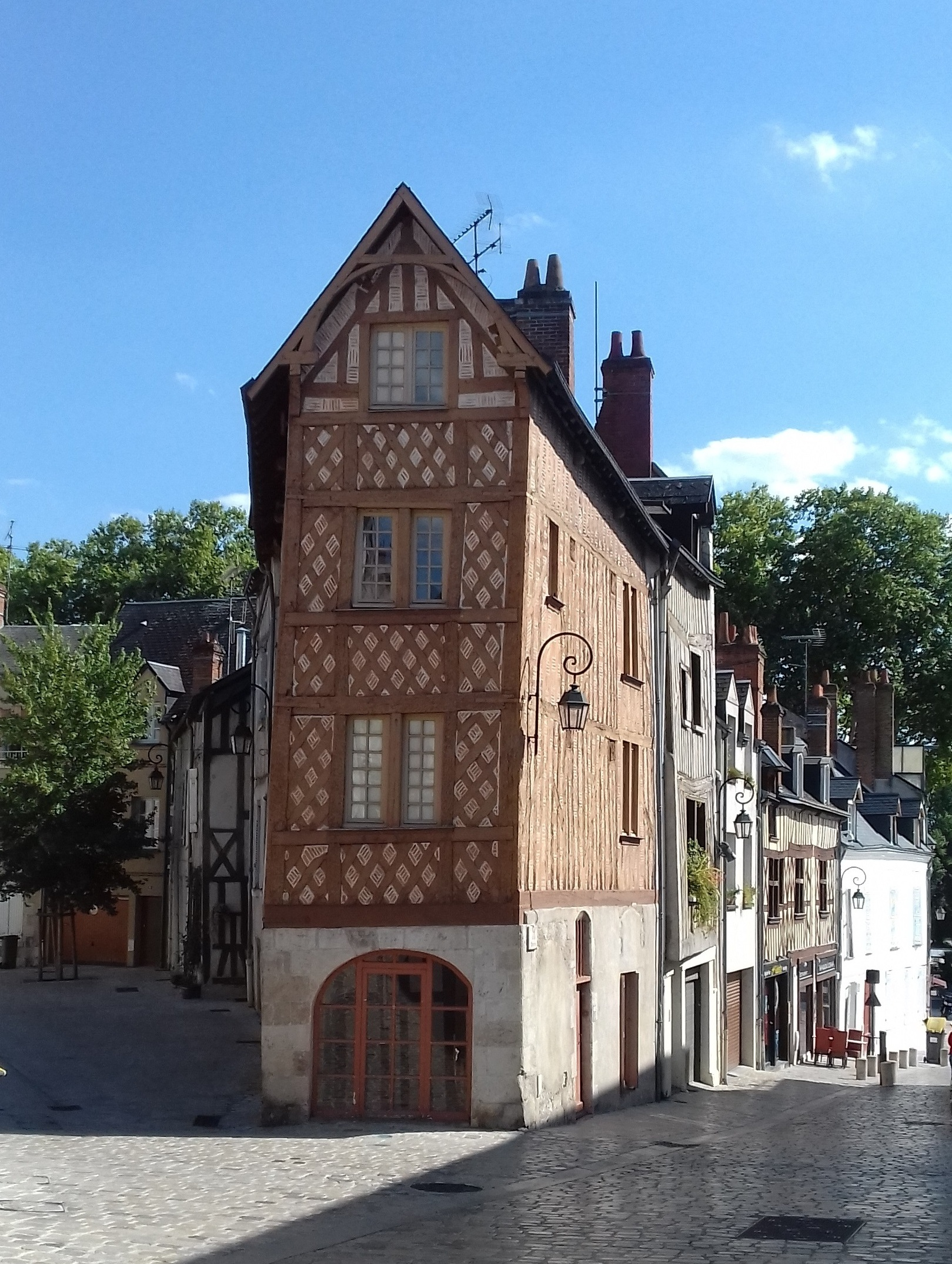
Vieille ville d'Orléans.
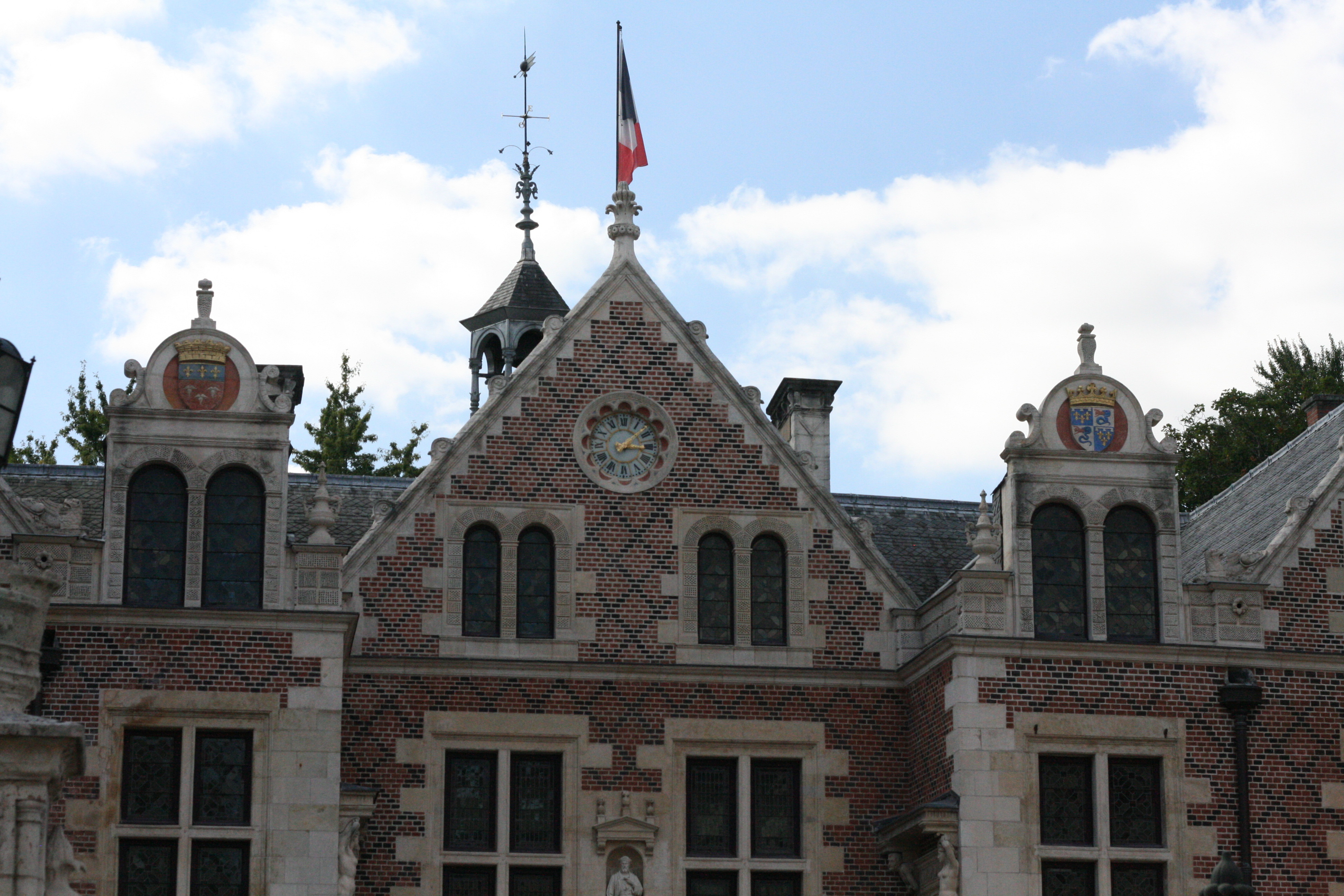
Façade de l'hôtel Groslot.
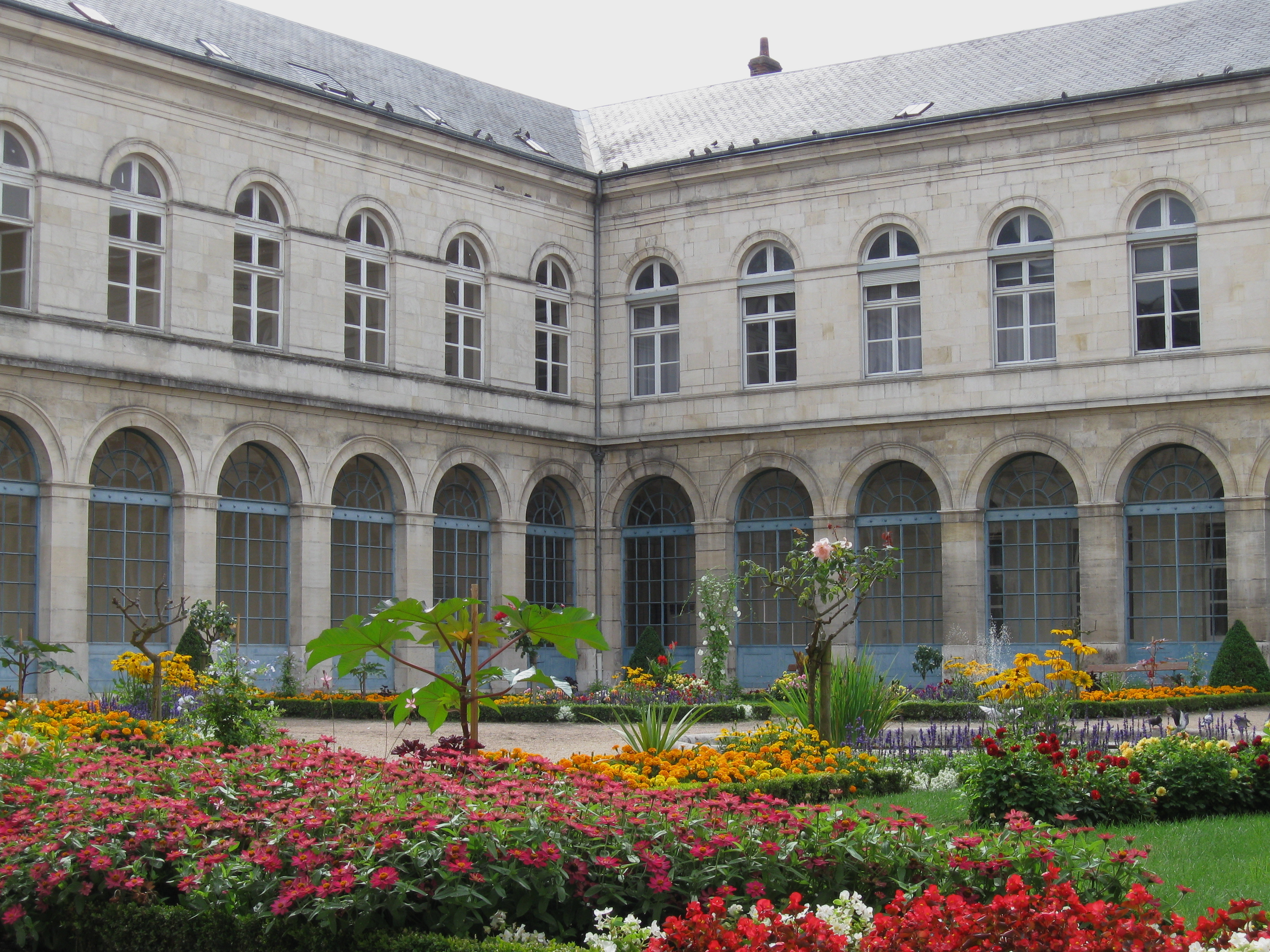
Hôpital Madeleine.
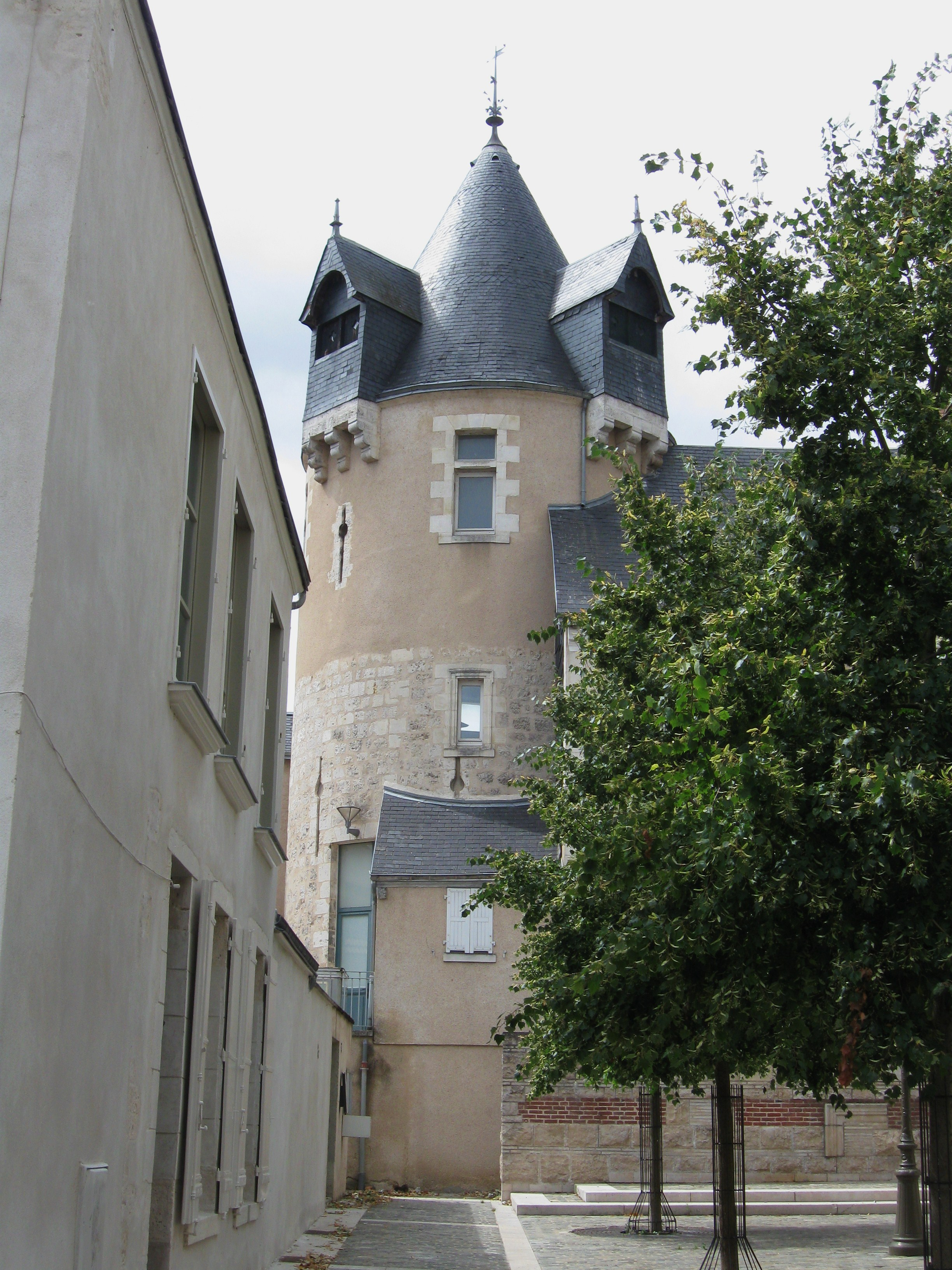
La tour Blanche.
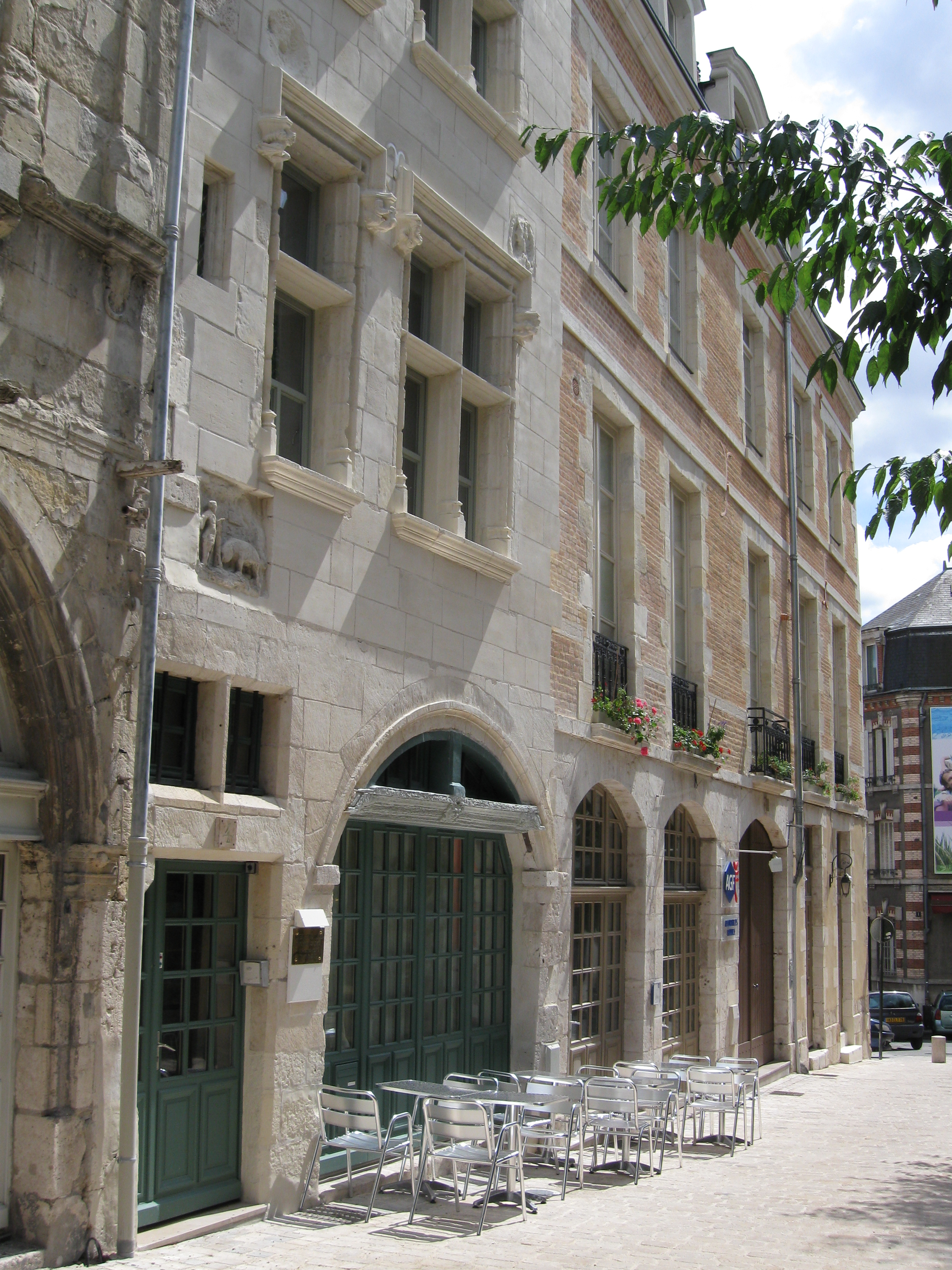
Centre ancien.

#### Édifices religieux

##### Catholiques
- La cathédrale Sainte-Croix d'Orléans, place Sainte-Croix, est la cathédrale du diocèse d'Orléans ; de style gothique avec ornementation baroque (en partie reconstruite aux XVIIe et XVIIIe siècles), elle est dédiée à la Sainte Croix et est classée monument historique depuis 1862[226] ;
- La collégiale Saint-Aignan, Cloître Saint-Aignan, du XVe siècle et la crypte éponyme du XIe siècle[227] ; classées Monument historique depuis le 26 septembre 1910[228] ;
- La collégiale Saint-Avit, des XIe et XIIe siècles, dont ne reste que la crypte, classée Monument historique depuis 1862[229] ;
- L'église Notre-Dame-de-Recouvrance, rue Notre-Dame de la Recouvrance, édifiée entre 1513 et 1519 et rénovée au XVIIe et au XIXe siècle ; elle contient un chœur datant du Second Empire de style Renaissance ; l'église est classée Monument historique depuis le 30 juillet 1918[230], et son presbytère depuis le 6 mars 1928[231] ;
- L'église Saint-Euverte, rue Etelon, des XVe, XVIe et XVIIe siècles, classée Monument historique depuis le 4 mars 1933[232] ;
- La tour-clocher (construite entre 1620 et 1627) de l'église Saint-Paul-Notre-Dame-des-Miracles, rue Cloches Saint-Paul, la plus grande partie de cette église a été bombardée en juin 1940 ; la tour est classée depuis le 17 juillet 1908 et la chapelle Notre-Dame des Miracles (épargnée par l'incendie de 1940) est classée depuis le 4 janvier 1960[233]. Voir aussi le porche sud, récemment rénové ;
- L'église Saint-Paul-Notre-Dame-des-Miracles, rue des Cloches Saint-Paul (voir plus haut : tour-clocher) ;
- L'église Saint-Pierre-du-Martroi, rue Saint-Pierre Martroi, des XVIe, XVIIIe et XIXe siècles, classée Monument historique depuis le 13 juin 1942[234] ;
- L'ancienne église collégiale Saint-Pierre-le-Puellier rue Saint-Pierre Puellier, des XIIe et XIIIe siècles, d'époque romane, remaniée aux XVe et XVIIe siècles, est reconvertie en salle d'exposition et salle de concert et inscrite à l'inventaire des Monuments historiques depuis le 11 décembre 1925[235] ;
- L'église Notre-Dame, rue Leclerc (Les Blossières).
- L'église Notre-Dame-de-la-Consolation, rue de Faubourg Bannier.
- L'église Notre-Dame des Foyers, rue Porte Dunoise.
- L'église Saint-Donatien, rue de la Charpenterie, de style roman, gothique et classique : l'église initiale, datant du XIe siècle, a abrité les dépouilles de saint Donatien de Nantes et de saint Rogatien. Elle a été détruite lors du siège d'Orléans par les Anglais en 1429, puis par les protestants entre 1562 et 1568. Elle a été reconstruite au XVIe siècle et au XVIIe siècle, date de construction du porche classique à colonnes doriques.
- L'église  Saint-Jean de Bosco, rue du Grand Villiers.
- L'église Saint-Laurent, rue Venelle du Croc.
- L'église Saint-Marc, rue Saint-Marc.
- L'église Saint-Marceau, rue Saint-Marceau.
- L'église Saint-Paterne, rue Bannier, a été construite sous sa forme actuelle de 1876 à 1894, en remplacement d'un édifice plus ancien dont la tour a subsisté jusqu'en 1913[236].
- Les vestiges de l'église Saint-Pierre-Lentin : mur et restes d'un arc triomphal datant du XIe siècle. Le premier édifice dédié à saint Pierre est construit dans les années 800, selon un plan en T pour une surface de 317 m2. On note l'adjonction d'une salle au XIIe siècle, l'installation de sépultures aux XIIIe – XIVe siècles et d'un avant-porche au XVe siècle. Après la Révolution, l'église est absorbée dans les bâtiments voisins. Elle est arasée en 1967 lors de la construction du parking de la cathédrale[237],[238].
- L'église Saint-Vincent, rue Saint-Vincent.
- L'église Saint-Yves, rue Saint-Vincent à Orléans-la-Source.
- L'église Sainte-Jeanne D'Arc, boulevard Guy Marie Robié.

##### Chapelles
- Les vestiges de la chapelle Saint-Jacques, rue Escures. Démontée vers la fin du XIXe siècle, sa façade fut reconstituée dans le jardin de l'ancien Hôtel de ville. Accompagnée de quelques autres vestiges, elle est classée Monument historique depuis 1846[239] ;
- les vestiges de la Chapelle Sainte-Catherine ;
- la Chapelle de l'école de l'Assomption, rue Saint-Marc ;
- la chapelle de l'Institution de l'Œuvre de Jeanne d'Arc, rue Eugène Vignat (partie conservée façade et socle) ;
- la chapelle maison de retraite le Doyenné du Baron, rue Sanitas ;
- la chapelle du parc floral, avenue du Parc Floral à Orléans-la-Source ;
- la chapelle Saint-Charles de l'hôpital, rue de la Porte de la Madeleine ;
- la chapelle Saint-Joseph, rue de Courtenay (actuelle église polonaise) ;
- la chapelle Saint-Loup, rue du Faubourg de Bourgogne ;
- la chapelle Saint-Marc, rue du Petit Pont ;
- l'ancien prieuré et ancienne abbaye Notre-Dame-de-Bonne-Nouvelle[240], hébergeant aujourd'hui la préfecture de la région Centre et du département du Loiret, œuvre de l'architecte Waldemar Clouet[241] ;
- l'ancien couvent des Minimes, rue Illiers, dont le cloître et la chapelle sont classés Monument historique depuis le 10 septembre 1941[242] ; il abrite les fonds anciens des archives départementales du Loiret ;
- une ancienne maison canoniale, de 1530, inscrite à l'inventaire des Monuments historiques depuis le 10 août 1989[243].

##### Protestantes
- Le temple de l'église réformée, qui se trouve au cloître Saint-Pierre-Empont, a été construit de 1836 à 1839 par l'architecte François-Narcisse Pagot ; il est inscrit à l'inventaire des Monuments historiques depuis le 13 mars 1975[244].
- L'église évangélique qui porte le nom de Colonne de vérité, se trouve rue Saint-Marc.
- L'église évangélique libre est dans la rue Jules Noël.
- L'église adventiste, rue du 19 Mars.
- L'église néo-apostolique, rue du Faubourg Saint-Vincent.

##### Judaïsme
- La synagogue, rue de Courtenay, jouxte l'ancien évêché.

##### Orthodoxie
- L'église orthodoxe sur le Campo Santo, impasse de la Salamandre.

##### Antoinisme
- Le temple antoiniste, rue des Juifs.

##### Islam
La ville possède 6 lieux de cultes musulmans, deux mosquées et quatre salles de prière.

##### Autres
Le Campo Santo est un grand cloître enherbé, entouré de galeries avec arcades du XVe et du  XVIe siècle. Du XIIe siècle à 1786 il est le grand cimetière d'Orléans, puis une halle aux blés de 1824 à 1884. Il est alors transformé en salle des fêtes jusqu'en 1970, où les bâtiments sont détruits et le cloître rénové pour devenir peu à peu un grand espace événementiel de plein air. Les arcades sont classées Monument historique depuis le 8 février 1913 et la porte monumentale inscrite à l'inventaire depuis le 6 mars 1928 ;
Le cimetière contient, entre autres, les tombes de Jean Zay, René Thinat, Roger Toulouse et Anatole Bailly.

Édifices religieux
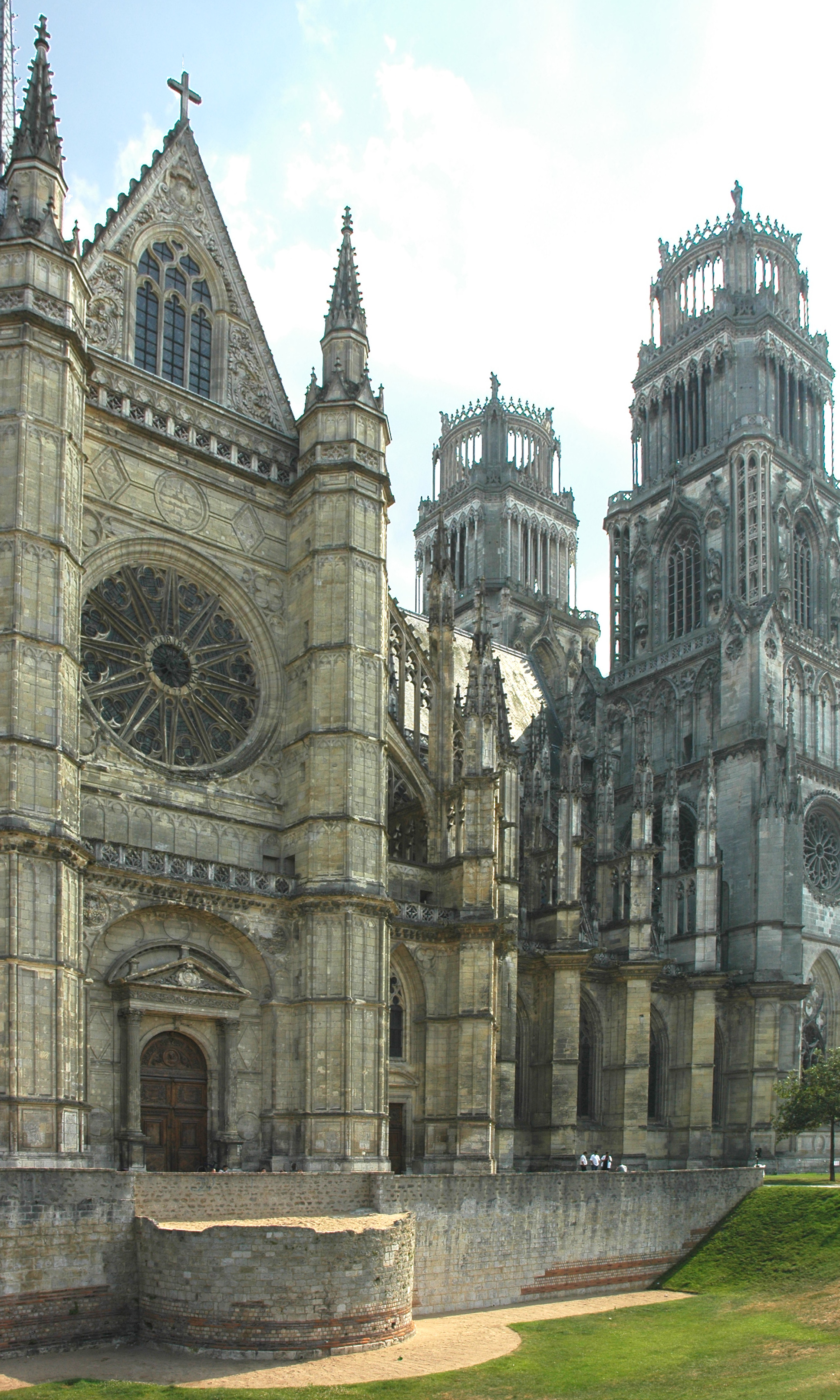
Cathédrale d'Orléans.
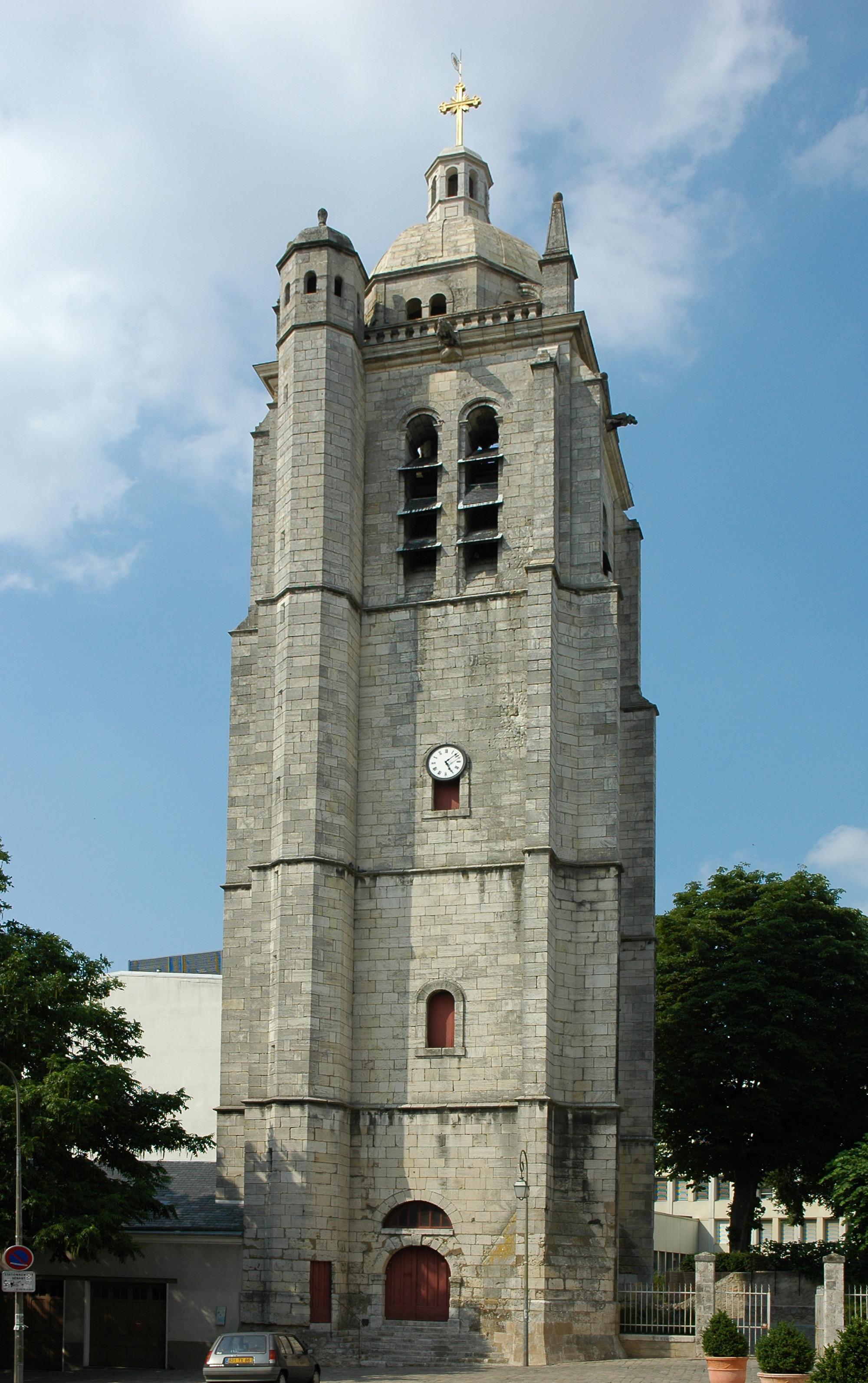
La tour-clocher Saint-Paul.
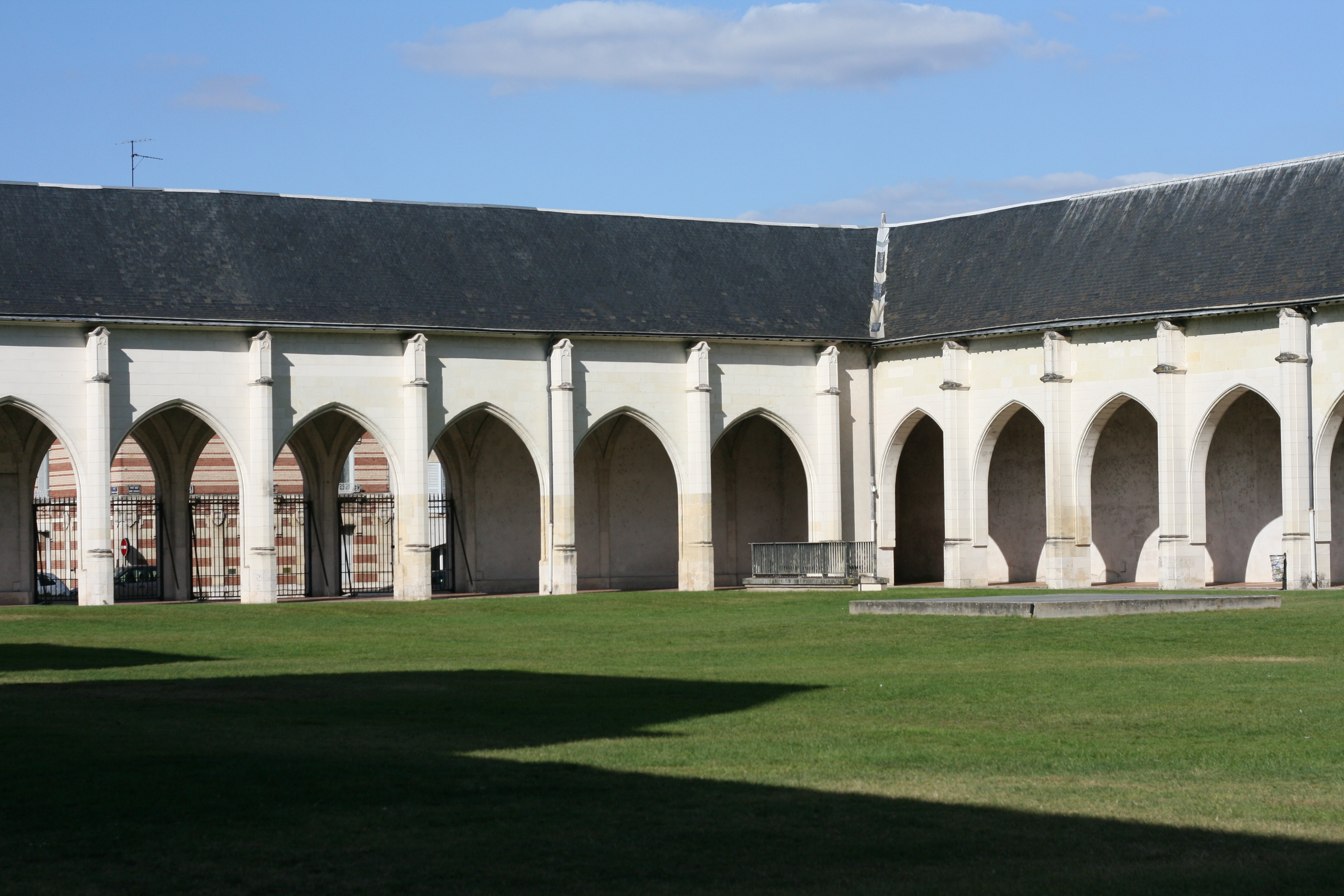
Le Campo Santo.
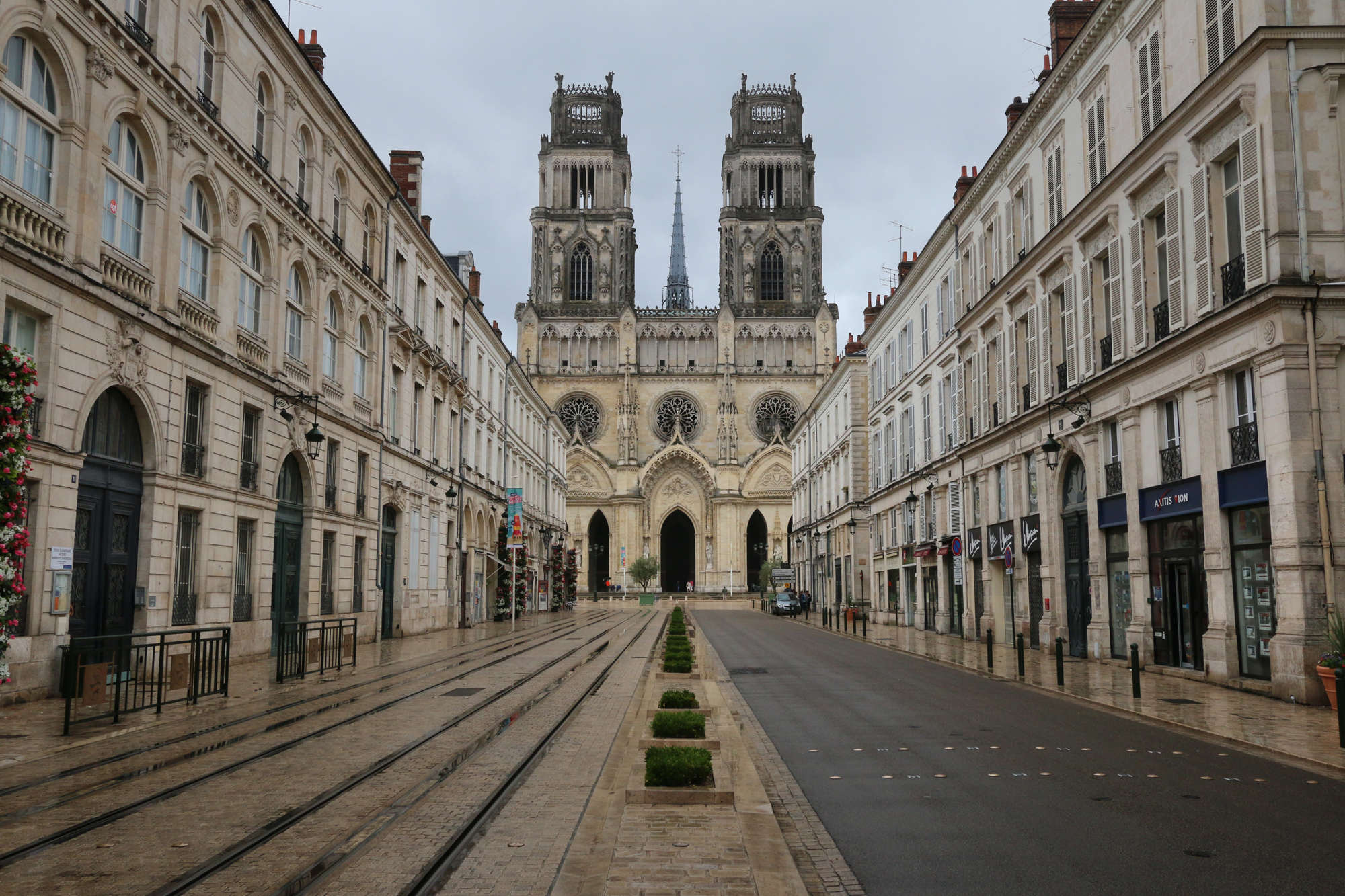
Rue Jeanne-d'Arc, devant cathédrale Sainte-Croix.
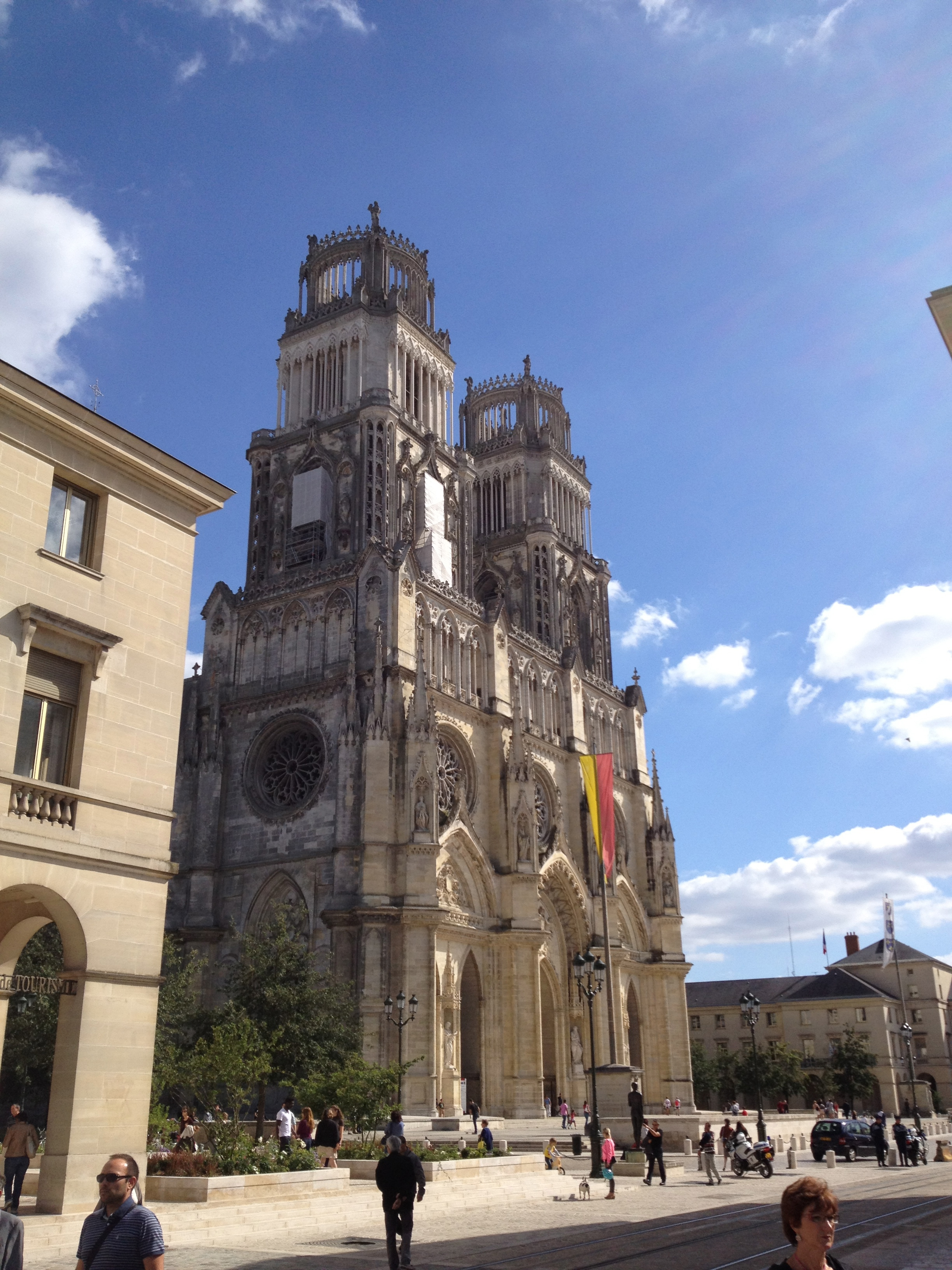
Cathédrale Sainte-Croix.

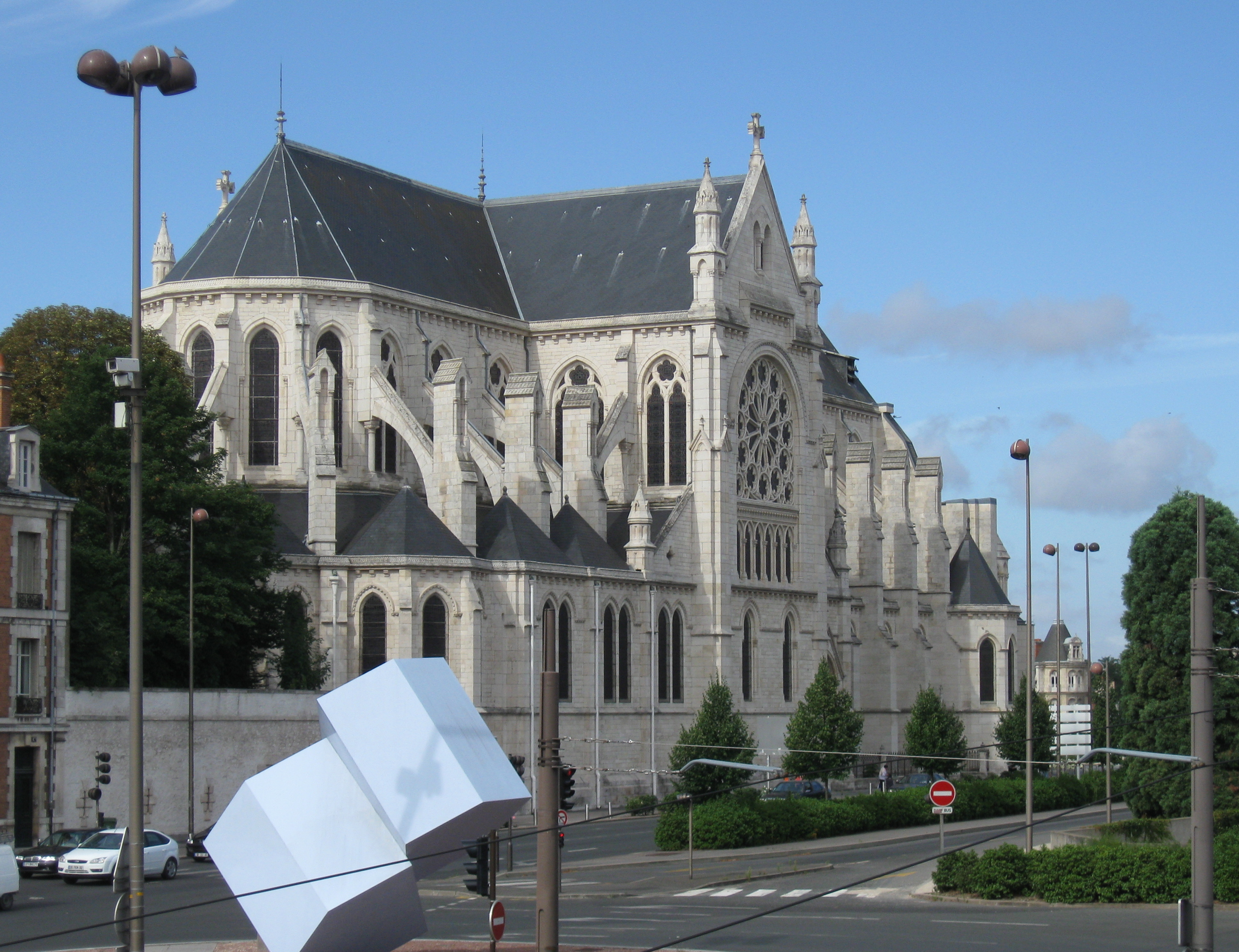
Église Saint-Paterne.
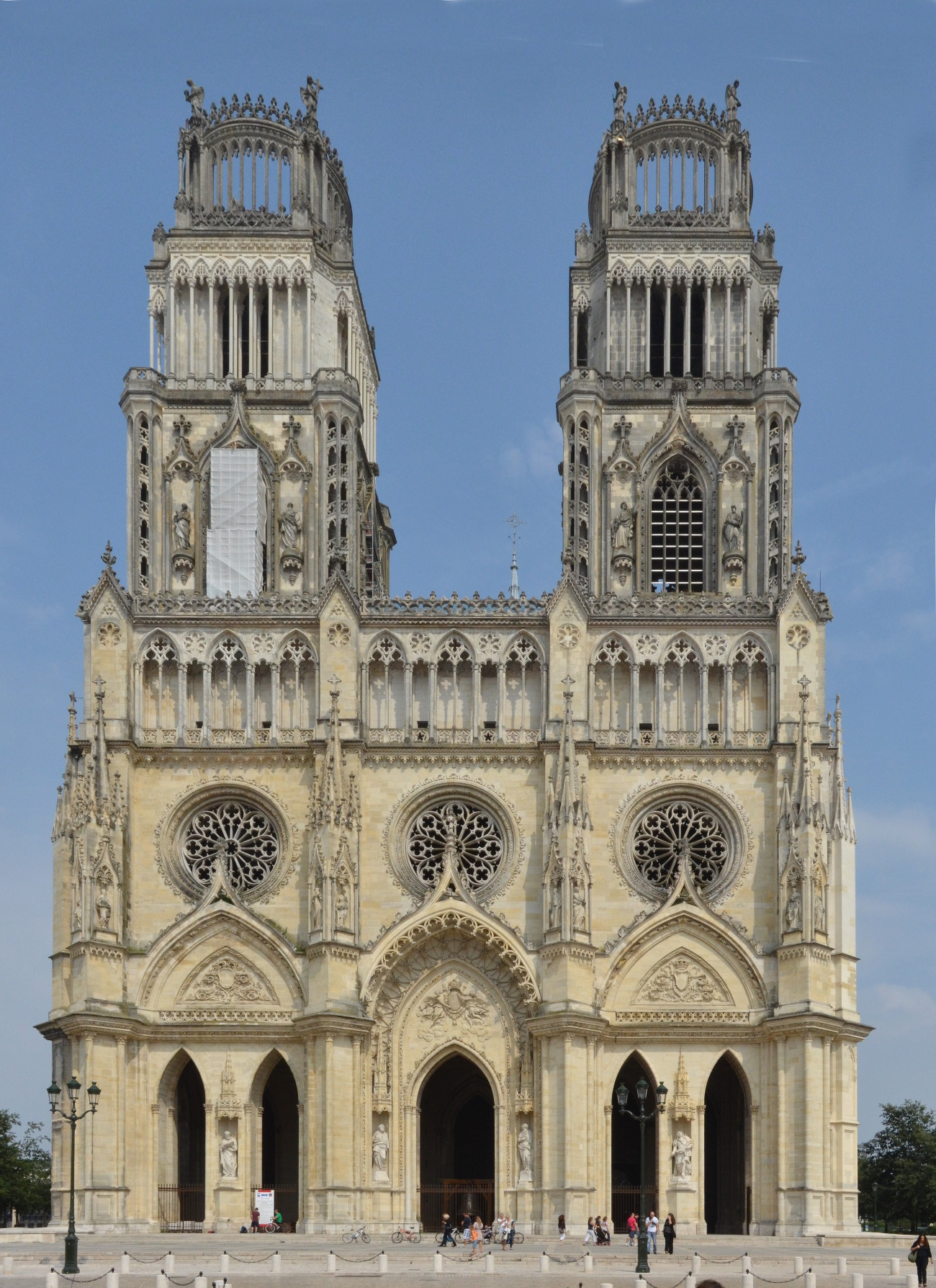
Cathédrale Sainte-Croix.
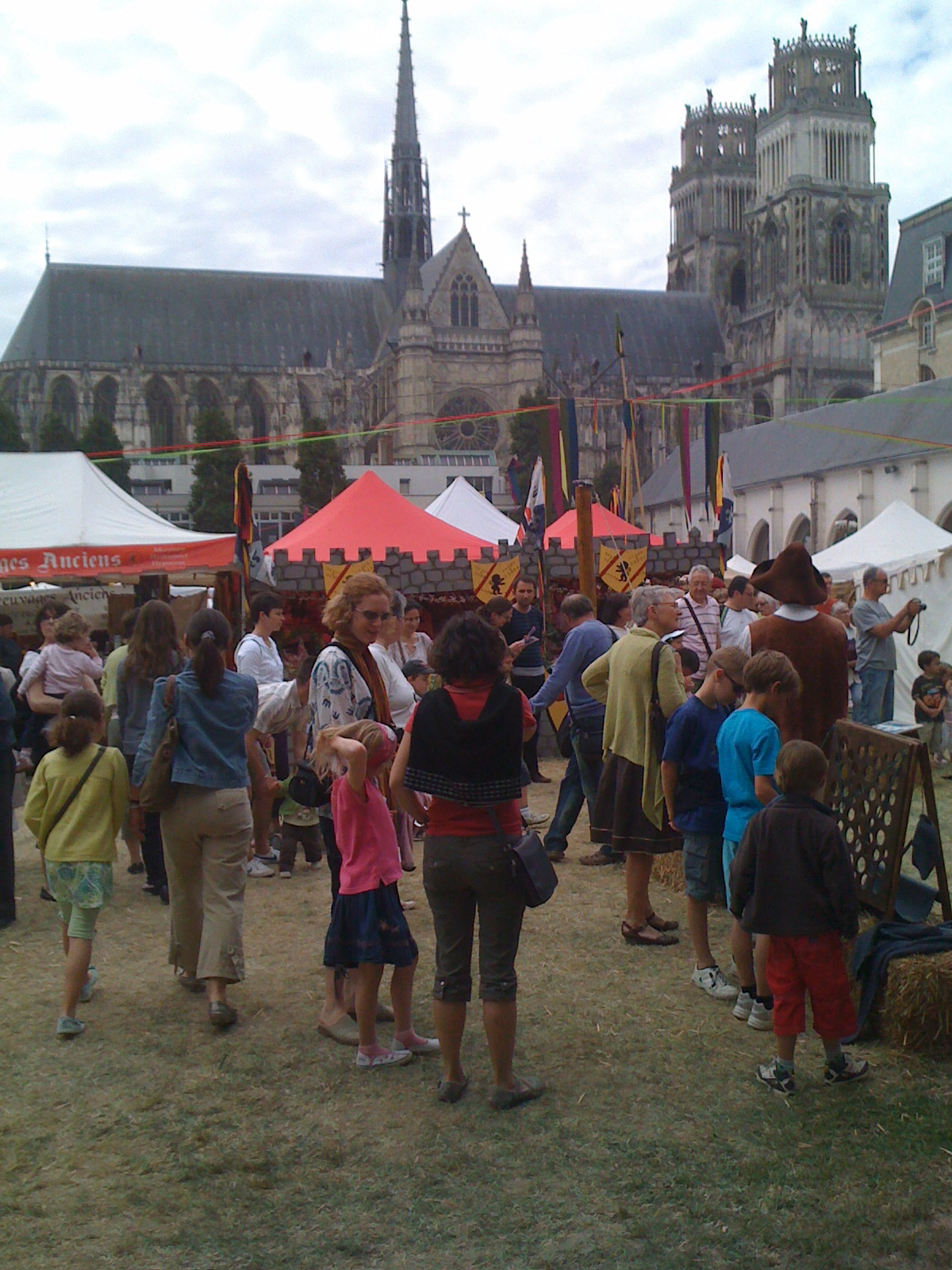
Fête Jeanne-d'Arc 2011.
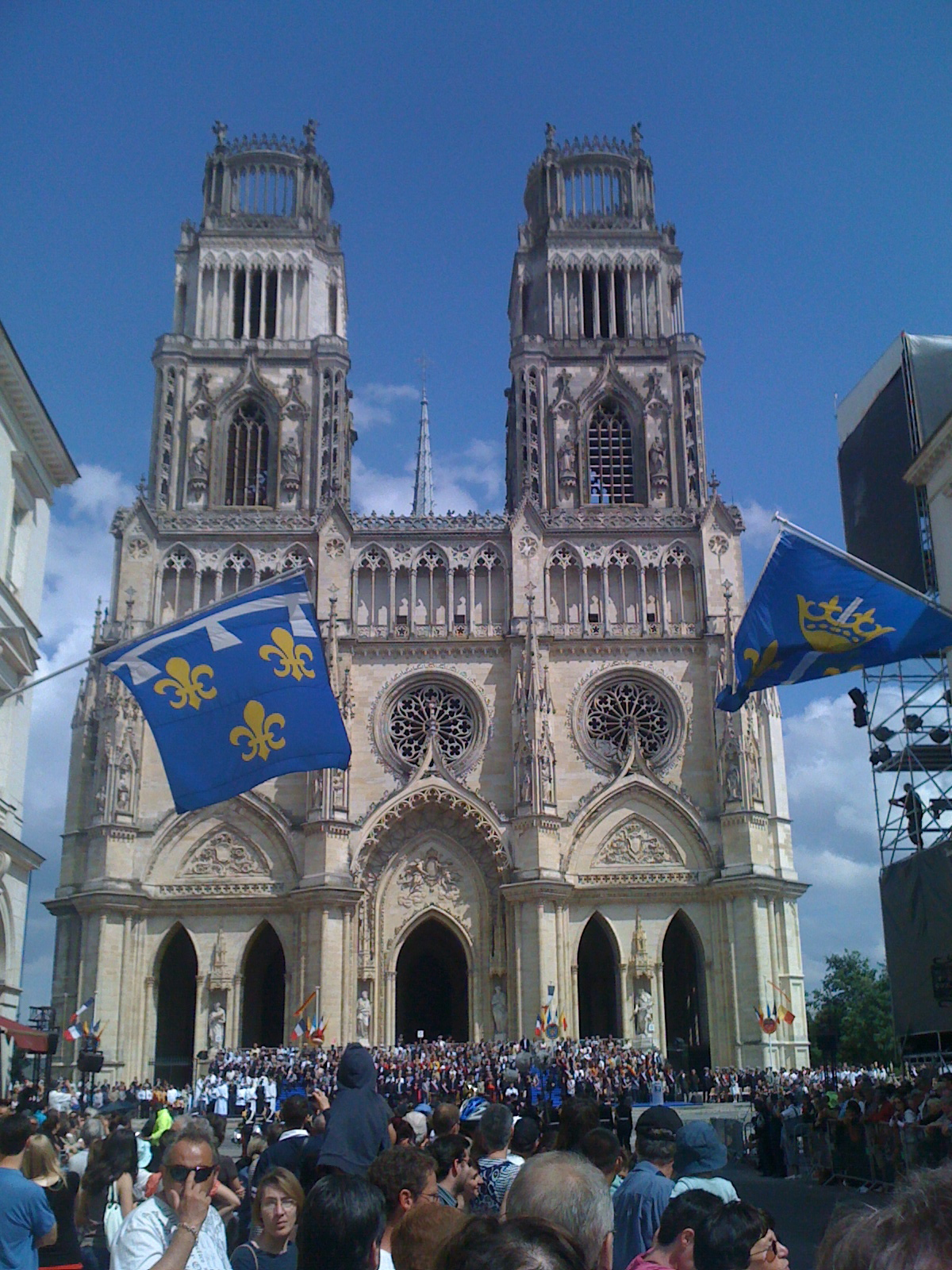
Fête Jeanne-d'Arc 2011.
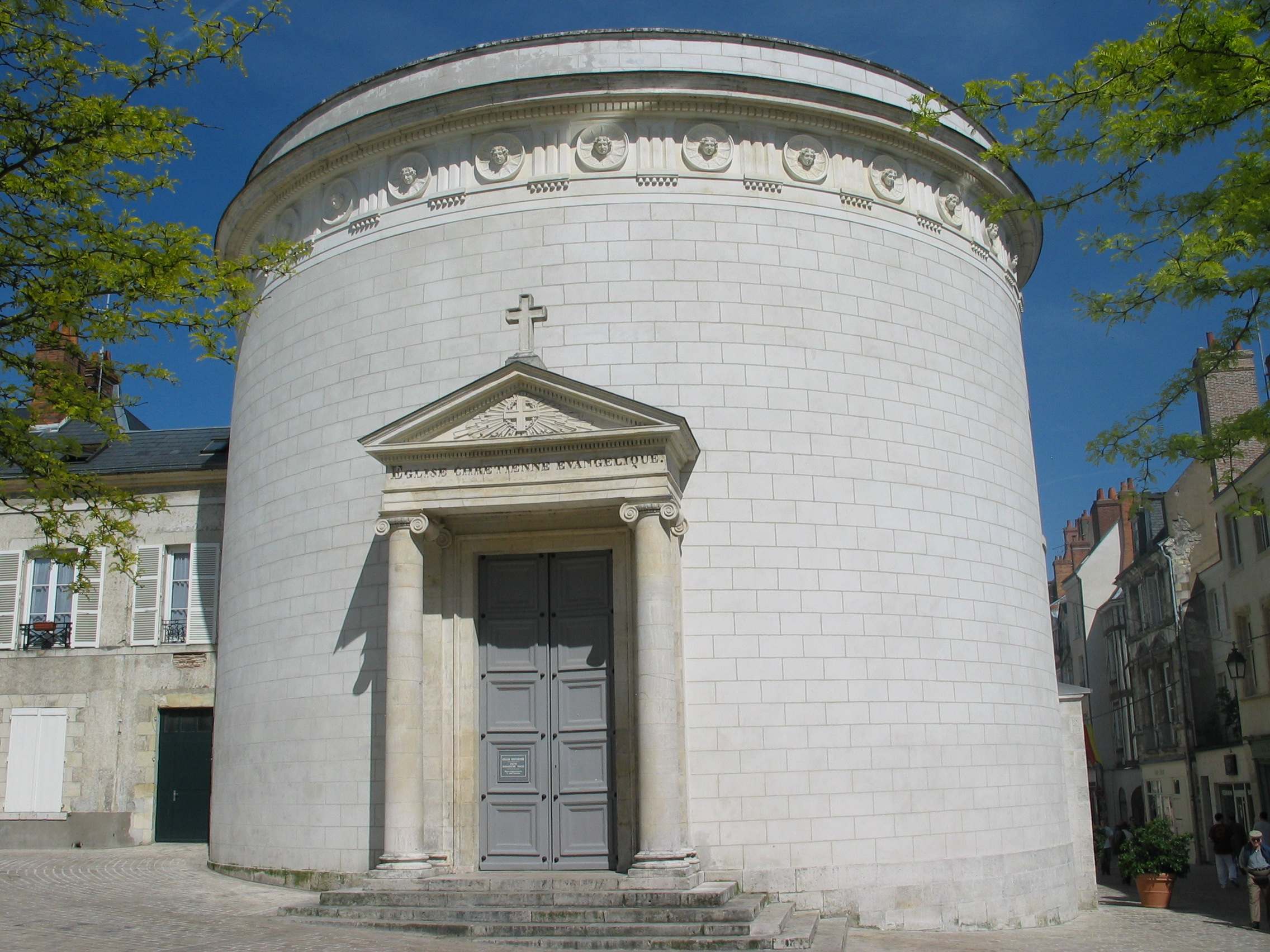
Le temple du XIXe siècle.

#### Musées

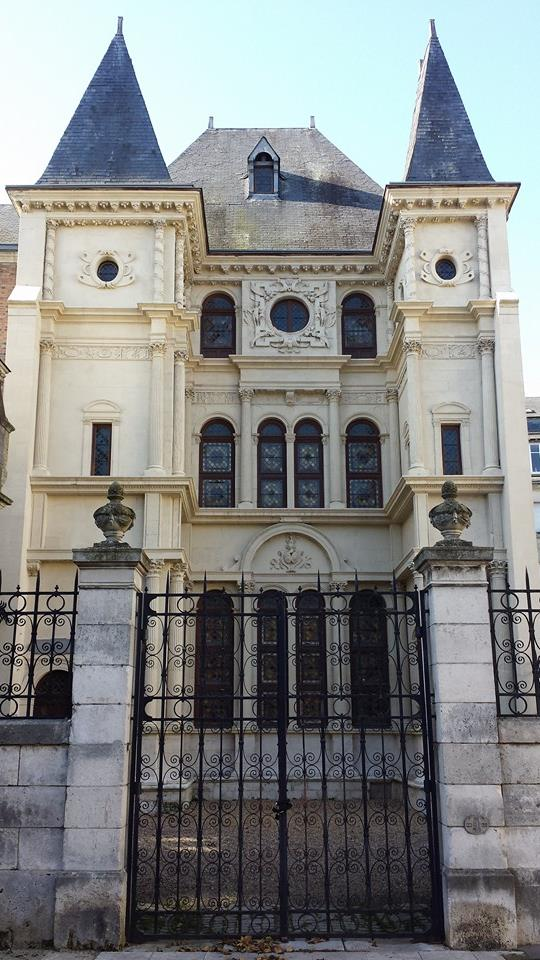
Hôtel Cabu (XVIe siècle).

- Musée des Beaux-Arts d'Orléans : un chef-d'œuvre de Vélasquez, saint Thomas ; des paysages de François Boucher ; collection moderne avec Jean Hélion, Roger Toulouse ; une toile de Simon Hantai de 17 m de long ; un paysage de l'abstraction lyrique d'Olivier Debré et un tableau du peintre chinois Zao Wou-Ki. Monumentale sculpture de Volti ;
- Musée historique et archéologique de l'Orléanais (hôtel Cabu) ;
- Centre Charles-Péguy, rassemblant des documents sur l'écrivain ;
- Muséum des sciences naturelles ;
- Centre d'étude et de recherche sur les camps d'internement du Loiret (Cercil), qui comprend un centre de documentation de 3 500 ouvrages et un musée-mémorial des enfants du Vel' d'Hiv de 1 000 m2 inauguré en 2010[248] ;
- Musée du FRAC Centre (Fonds Régional d'Art Contemporain du Centre).

### Équipements culturels

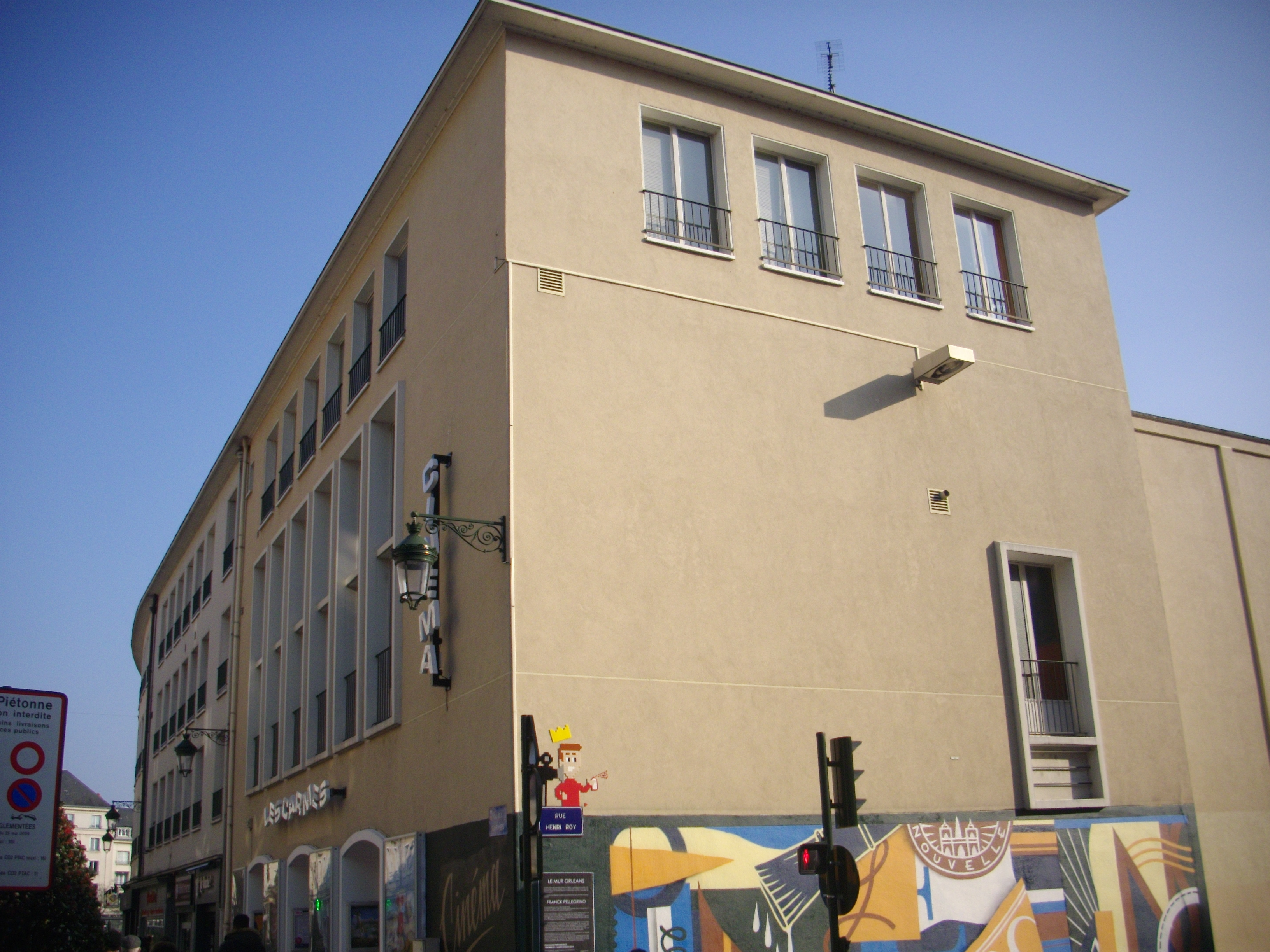
Cinéma des Carmes.

#### Salles de spectacle
- Le Zénith d'Orléans, grande salle de spectacle polyvalente pouvant accueillir près de sept mille personnes.
- Le théâtre d'Orléans, constitué de plusieurs salles pour le théâtre, la danse et les concerts.
- L'Institut musical d'Orléans comporte une salle d'un peu moins de quatre cents places consacrée à la musique classique.
- L'Astrolabe est la salle de concert phare pour les musiques actuelles à Orléans. Géré par l'association Antirouille pour le compte de la ville d'Orléans, l'Astrolabe présente de septembre à juin un panel sonore impressionnant. Pour accueillir les artistes de rock, électro, pop, musique du monde, hip-hop et autres, mais surtout pour l'auditoire, 550 places sont disponibles dans l'Astrolabe et 180 places dans l'Astroclub.
- Le théâtre Gérard-Philipe avec près de six cents places, ouvert en 1973 et rénové en 2006.
- Le théâtre du parc Pasteur, avec près de cent places, consacré essentiellement à des spectacles pour enfants.
- Le bar-brasserie Blue Devils est doté d'une salle de concert spécialisée dans la musique rock, qui notamment accueille des groupes en tournées[249].

#### Salles de cinéma
Les deux multiplexes de l'agglomération arborent l'enseigne Pathé :
- Le cinéma Pathé place de Loire de douze salles, face à la Loire à Orléans,
- Le cinéma Pathé Saran, de neuf salles, a ouvert ses portes en 2008 à Saran, commune limitrophe du nord d'Orléans. En 2017, une salle IMAX est ouverte au Pathé Saran.

Le cinéma Les Carmes, classé Art et Essai, compte quatre salles en centre ville d'Orléans.
Orléans a compté d'autres cinémas, comme le Martroi (Art et Essai), le Select, l'Artistic, le Royal, et l'UGC place d'Arc un temps exploité par Pathé.

#### Autres équipements
- Bibliothèques : la ville dispose d'un réseau de six médiathèques.
- Le Centre chorégraphique national d'Orléans, lieu de création consacré à la danse contemporaine dirigé par la chorégraphe Maud Le Pladec.
- FRAC Centre : Fonds régional d'art contemporain de la région Centre.
- CO'MET : un complexe réunissant salle de sports, palais des congrès, parc des expos et Zénith[251].

### Personnalités liées à la commune
Consulter les catégories : Naissance à Orléans
Orléans est le lieu de naissance de nombreuses célébrités et a été marquée par de nombreuses figures de l'histoire nationale.

Tableaux de Camille Corot
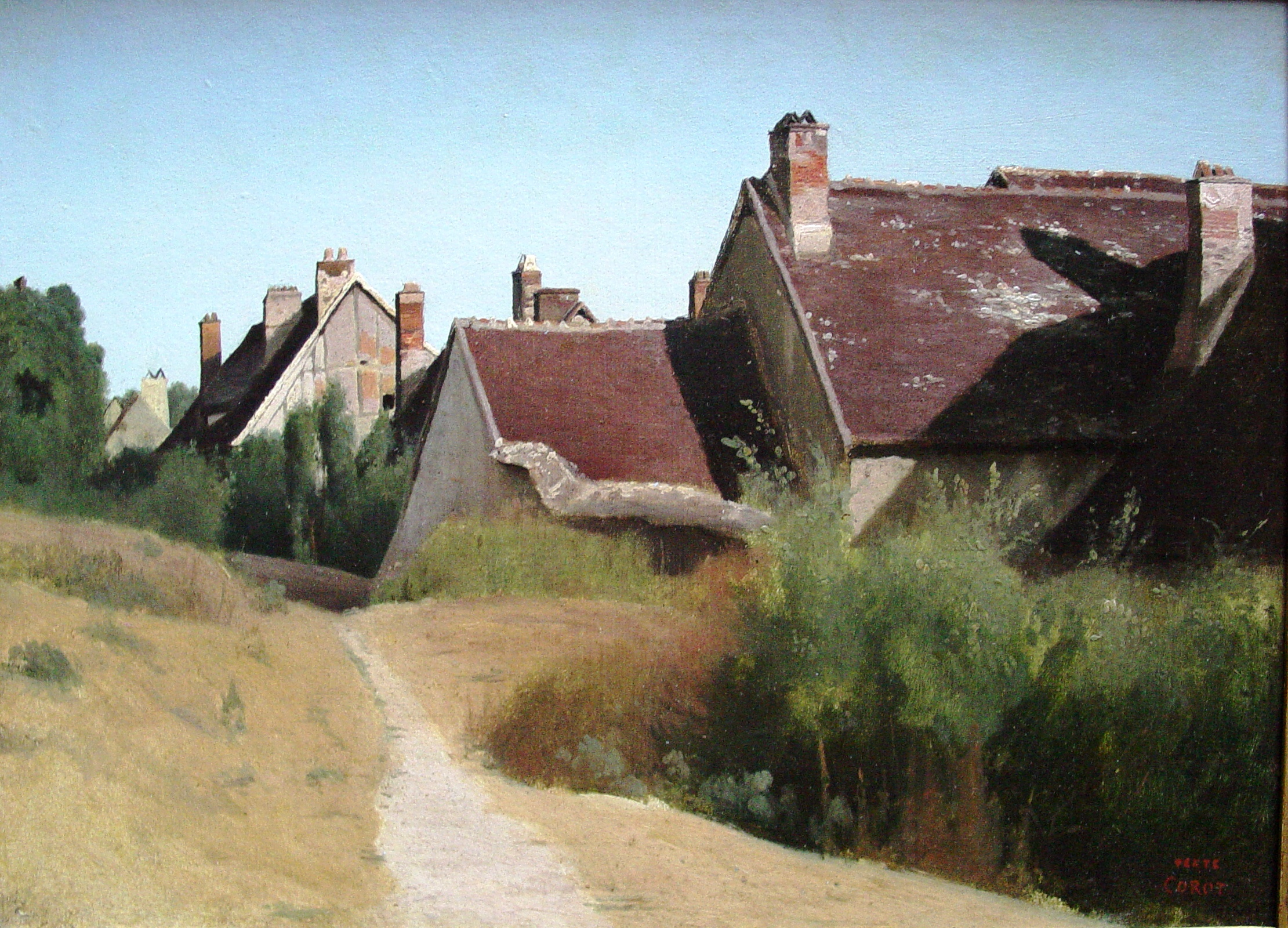
Maisons aux environs d'Orléans, vers 1830 Getty Center, Los Angeles
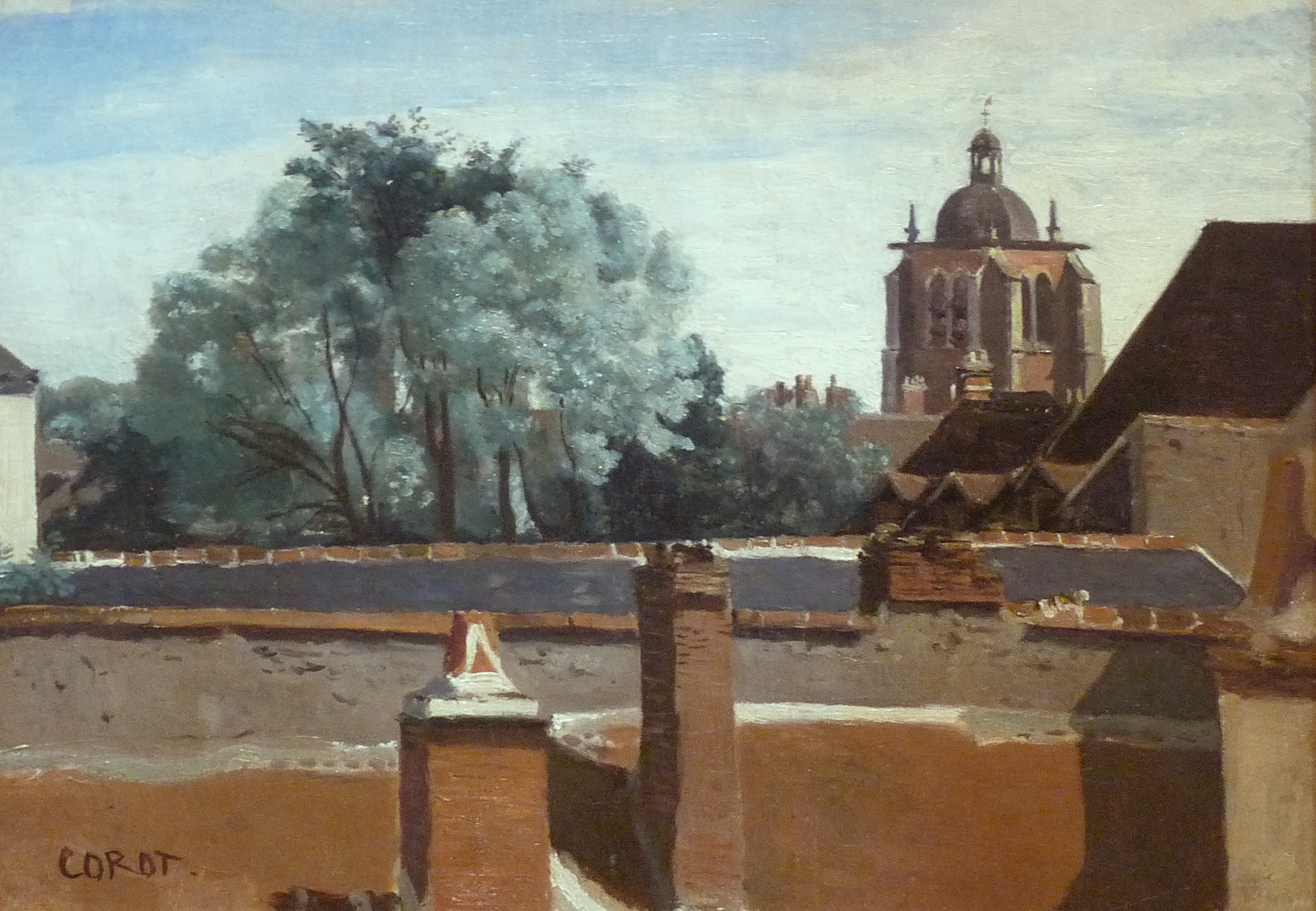
Orléans, vue prise de la fenêtre de la Tour Saint-Paterne, 1840-1845 Musée des Beaux-Arts de Strasbourg

### Héraldique
| Blason d'Orléans | Les armes d'Orléans se blasonnent ainsi : « De gueules, à trois cailloux en cœur de lys d'argent, deux et un, au chef d'azur, chargé de trois fleurs de lys d'or ». On peut aussi trouver : « D'or à trois cœurs de gueules ». L'augmentation de chef de France n'est pas donnée. On trouve parfois, de manière fautive, le blasonnement suivant : « De gueules à trois fleurs de lys d'argent, au chef d'azur chargé de trois fleurs de lys d'or »[source insuffisante]. - La gravure qui accompagne ce blason montre quant à elle trois cœurs de lys - vus du dessus. Ce cœur de lys serait, alors, non pas celui d'un lys véritable, le lys ayant 6 tépales, mais une hypothétique vue de dessus du meuble fleur de lys. Probable est aussi la déformation progressive du cœur héraldique, similaire à celui du jeu de cartes. Certains auteurs règlent le problème en parlant de tiercefeuille, laquelle est définie comme un trèfle sans tige (une feuille en haut deux en bas). Le blason deviendrait alors : « de gueules, à trois tiercefeuilles renversées d'argent, etc. ». |

| Blason d'Orléans sous l'Empire | Les armes d'Orléans sous le Premier Empire se blasonnaient ainsi : « Parti d'azur et de gueules ; l'azur à une statue de Jeanne d'Arc, armée de pied en cap, d'or, soutenue d'une terrasse d'argent ; le gueules à trois tierce feuilles, deux et une, d'argent ; au chef de gueules chargé de trois abeilles d'or »[réf. incomplète]. |

### Devise
Orléans a pour devise Hoc vernant lilia corde (donnée par Louis XII, alors duc d'Orléans), traduisible par « C'est par ce cœur que les lys fleurissent » ou « Ce cœur fait fleurir les lys ».

### Identité visuelle
Le logotype de la mairie d'Orléans, identité visuelle de la ville, s'est progressivement modernisé tout en conservant le symbole ferré à gauche.

Logo jusqu'en 2019.
Logo « partenaire » depuis 2019.

### Orléans à l'écran
Orléans a servi de décor pour plusieurs tournages, dont :
- Les Brigades du Tigre (1974-1983), série télévisée. Le vieil Orléans sert de décor pour représenter le Paris des années 1900[256],[257] dans la plupart des épisodes des quatre premières saisons ;
- Police Python 357 (1976), film d'Alain Corneau ;
- Canicule (1983), film d'Yves Boisset, tourné dans le quartier Dessaux et place de l'Étape ;
- La Vie rêvée des anges (1998), film d'Érick Zonca[258] ;
- Parlez-moi de vous (2012), film de Pierre Pinaud avec Karin Viard. Une scène a été tournée dans le Parc floral de la Source ;
- Je me suis fait tout petit (2012), tourné en partie dans l'ancien collège Bailly ;
- Orléans (2012), moyen-métrage de Virgil Vernier ;
- On a failli être amies (2014), film d'Anne Le Ny[259] ;
- L'Étudiante et Monsieur Henri (2015). Plusieurs scènes ont été tournées à la gare, devant le conservatoire et au campus de l'université[260] ;
- 120 Battements par minute (2017), film de Robin Campillo, tourné en partie dans l'ancien hôpital d'Orléans-la-Source ;
- Meurtres à Orléans, téléfilm diffusé en janvier 2018 sur France 3, avec Michèle Bernier ;
- La Loi de Damien, téléfilm diffusé en janvier 2020, avec Richard Berry et François Berléand.

### Orléans en chansons
- Pierre Perret évoque Orléans dans sa chanson Gaston : « J'connais même Orléans ».
- Orléans fait partie des villes évoquées dans une chanson populaire sur ce qui reste au Roi de France au plus mauvais moment de la Guerre de cent ans : « Orléans, Beaugency, Notre Dame de Cléry, Vendôme ».
- Bénabar évoque Orléans dans sa chanson L'itinéraire.

### Gastronomie
- Cotignac d'Orléans : pâte à base de gelée de coing, citée par Rabelais et qui se retrouve sur les tables des Noces de Cana, tableau de Paul Véronèse[261]. Elle est présentée dans de petites boîtes plates et rondes en bois, appelées friponnes[262].
- Vinaigre : la remontée de la Loire par des futreaux, barges à fond plat chargées de barriques de vin à destination de la capitale, était souvent difficile et aléatoire du fait des variations de débit du fleuve royal. Lorsque le vin tournait « aigre », on le débarquait à Orléans où est née ainsi une tradition vinaigrière dont le plus célèbre représentant est la vinaigrerie « Martin Pouret », toujours en activité. Une autre entreprise, la vinaigrerie Dessaux a donné son nom au quartier qui l'abritait jusqu'en 1984 (elle n'existe plus actuellement). André Dessaux, dirigeant de cette entreprise familiale, résistant, déporté puis brièvement maire d'Orléans à la Libération (premier maire d'Orléans libérée[263]), mourut le 2 juin 1945, des suites de sa déportation. Ses deux fils, Yves et Georges, furent tués dans les combats de la Résistance.
- Vignobles : l'Orléanais comprend deux appellations d'origine contrôlée Orléans (AOC) depuis 2006, Orléans et Orléans-Cléry, les vignes étant situées sur les communes de Mareau-aux-Prés, Cléry-Saint-André, Saint-Hilaire-Saint-Mesmin et Olivet.
- En 2006, plusieurs pâtissiers se sont associés pour créer une nouvelle spécialité gastronomique, les macarons aux fruits d'Orléans. Ils sont disponibles dans plusieurs pâtisseries de la ville[264].